# Monety lenne Księstwa Kurlandii i Semigalii (1570–1780)

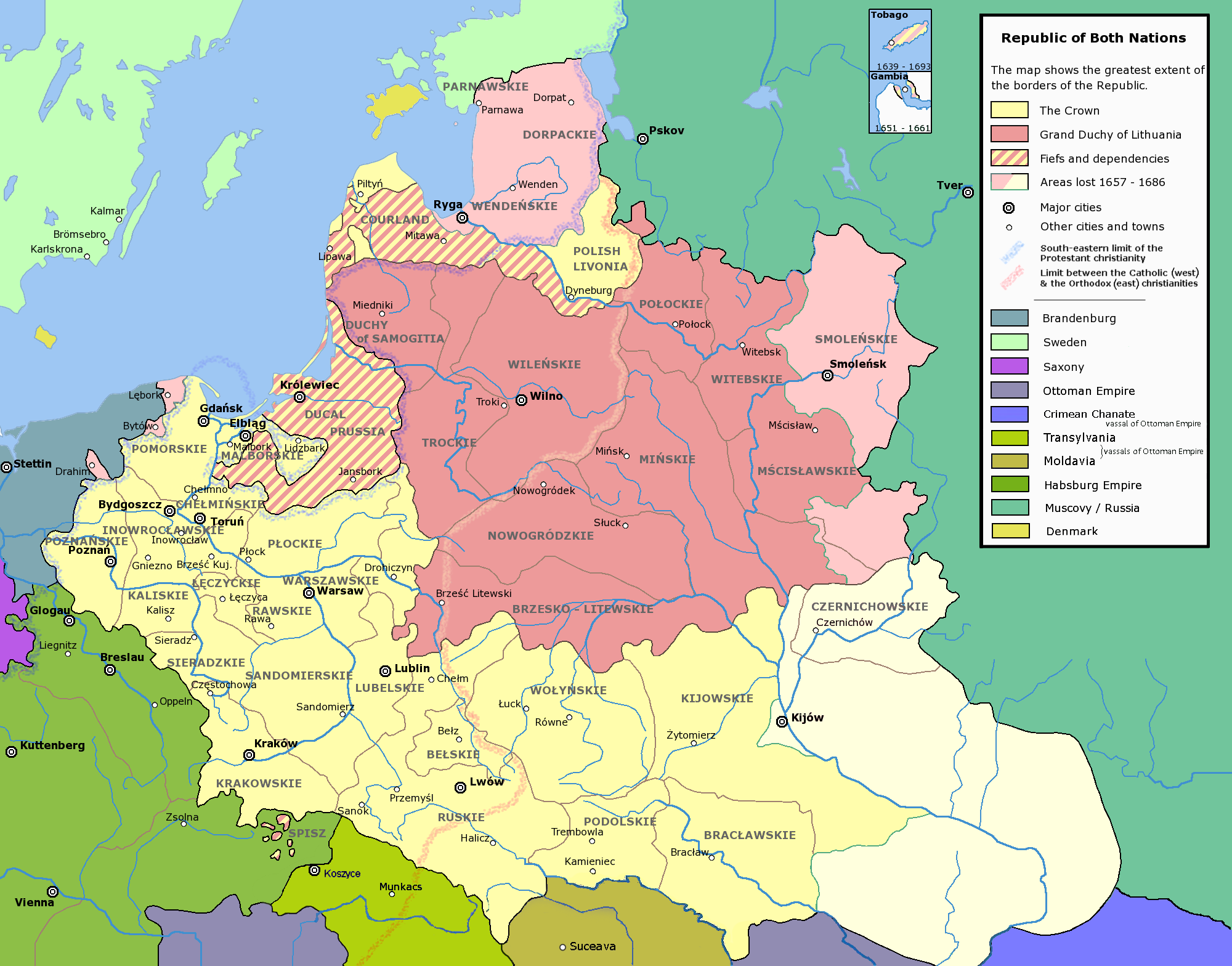
Księstwo Kurlandii i Semigalii jako część I Rzeczypospolitej

Monety lenne Księstwa Kurlandii i Semigalii – monety emitowane przez istniejące w latach 1561–1795 lenne Księstwo Kurlandii i Semigalii.
Na mocy układu wileńskiego z 28 listopada 1561 r. w wyniku rozwiązania inflanckiej gałęzi zakonu krzyżackiego przez ostatniego wielkiego mistrza Gottharda Kettlera, zwierzchnością litewską zostały objęte Inflanty, czyli Liwonia, którą podzielono na Księstwo Inflanckie włączone do Litwy, oraz lenne Księstwo Kurlandii i Semigalii (od unii lubelskiej, tj. od 1569 r., obje te krainy znalazły się pod władzą Rzeczypospolitej). Na mocy paktu wileńskiego, Kettler stał się lennikiem polskiego króla jako dziedziczny książę Kurlandii i Semigalii. Jednym z postanowień tego paktu było między innymi nadanie przez Zygmunta II Augusta księciu kurlandzkiemu prawa bicia monet.
4 maja 1737 r. zmarł w Gdańsku Ferdynand Kettler, ostatni z męskiej linii rodu. Pod naciskiem carycy Anny, 13 lipca 1737 r. na księcia kurlandzkiego został wybrany Ernest Jan Biron, podkomorzy imperatorowej. Jego rządy trwały krótko – 17 października 1740 r. zmarła caryca Anna, Birona aresztowano i skazano na karę śmierci, zamienioną na dożywotnie zesłanie.
W lennie kurlandzkim tron książęcy pozostał pusty. Dopiero po 18 latach wakatu August III wyznaczył swojego syna, Karola, którego stany kurlandzkie wybrały w 1758 r. na księcia kurlandzkiego. Wettyn rządził również krótko, ponieważ na początku 1763 r. został zmuszony do ustąpienia przez Katarzynę II, która przywróciła do łask 72-letniego Birona. W dniu 2 czerwca 1763 r. Ernest Jan Biron objął ponownie rządy. Po sześciu latach przekazał władzę najstarszemu synowi. Piotr Biron przejął lenno 25 lutego 1769 r.
Sejm kurlandzki 18 marca 1795 r. podjął decyzję o poddaniu się Rosji.

## Mennictwo kurlandzkie
Po uporaniu się z problemami związanymi z tworzeniem księstwa, Gotthard Kettler zajął się zorganizowaniem na zamku w swojej stolicy – Mitawie, bicia monet.
Okres działalności mennicy za rządów Gottharda przypada na lata 1570–1579. Produkcję rozpoczęto od bicia szelągów (1570–1577) i talarów (1575–1576), a zakończono emisjami dwudenarów (1578–1579). Istniejący bardzo rzadki, zapewne próbny trojak rocznika 1586 sugeruje, że Gotthard wznowił lub zamierzał wznowić ponownie działalność mennicy w tym roku.
W tym czasie można wyróżnić dwa okresy wpływów w działalności menniczej:
- inflancki (1570–1577) i
- litewski (1578–1579).

Kettler, emitując własne monety, chciał wykorzystać nadane mu przez króla uprawnienia, jednak działalność ta nie była zbyt zyskowna, skoro po 10 latach zamknął zakład.
Dopiero po 17-letniej przerwie synowie Gottharda: Fryderyk i Wilhelm, w 1596 r. podjęli ponownie produkcję monet, którą kontynuowano z przerwami do 1610 r. Szelągi z datą 1611 pochodzą najprawdopodobniej z końca tego właśnie roku. Mennica w tym czasie wybijała tylko dwa gatunki:
- szelągi (1596, 1600, 1601, 1602, 1604, 1606, 1610) i
- trojaki (1596, 1600, 1604, 1606, bezrocznikowe) – dość urozmaiconym stemplem.

Działalność mennicza synów Gottharda trwała z przerwami 15 lat. Trafili oni na okres wyjątkowej ekspansji monety polskiej. Jednak ten okres mennictwa kurlandzkiego zahamowany został napiętą ogólną sytuacją polityczną i militarną. Już w końcu pierwszej dekady XVII w. książęta zdecydowali się zakończyć produkcję.
W 1616 r., po odsunięciu Wilhelma od współrządów, Fryderyk mennicy już nie uruchomił z powodu:
- ogólnej sytuacji na rynku pieniężnym,
- trwającej wojną w Inflantach i
- decyzji sejmu zakazującą bicia drobnej monety[7].

Mennica w Mitawie zaliczana była do najmniejszych zakładów tego typu na terenie Rzeczypospolitej i w jej lennach. Była zwykłym warsztatem menniczym, zakładem nieprzystosowanym do masowej produkcji pieniądza. Proces wytwarzania monet przebiegał tutaj w prostych, warsztatowych warunkach. Nie pogarszało to jakości monet, ale też nie dawało właściwych efektów ekonomicznych. Następne okresy działalności mennicy, uruchamianej przez kolejnych emitentów były krótkotrwałe. Kolejni książęta, jak uprzednio Gotthard czy jego synowie, działając z różnych pobudek, podejmował produkcję monet, szybko jednak ją kończyli, przekonawszy się o ujemnych skutkach ekonomicznych, prowadzonego na tak małą skalę przedsięwzięcia.
Za rządów Jakuba Kettlera produkcję mennicy uruchamiano dwukrotnie. Pierwszy okres przypada na lata 1643–1646 (talary). Bito także w latach 1644–1646 dukaty oraz w 1646 r. – szelągi. Po dłuższej przerwie, w 1662 r., Jakub Kettler ponownie otworzył mennicę, lecz bił tylko szelągi z własnym monogramem.
Syn i następca Jakuba, Fryderyk Kazimierz w piątym roku rządów, w 1687 r., otworzył mennicę i z małymi przerwami bił przez kilka lat:
- szelągi (1696, bezrocznikowe),
- półtoraki (1687, 1689, 1690, 1695, 1696),
- szóstaki (1694),
- orty (1694) oraz
- dukaty (1689).

W tym okresie przeważały nominały niskie, zakład rozpoczął bowiem produkcję od emisji półtoraków, które bite były do końca, tj. do 1696 r. Monety średnich nominałów emitowane były tylko w ciągu jednego roku i produkcja ich nie była kontynuowana. To samo odnosiło się do nominałów złotych. Fryderyk Kazimierz zaakcentował natomiast na monecie symbolikę regionalną i własną.
Ernest Jan Biron za swoich pierwszych rządów nie zdążył uruchomić mennicy. Zrobił to dopiero Karol Wettyn – w 1762 r. zakład wyprodukował:
- szelągi,
- grosze i
- szóstaki.

Po obaleniu Karola, do Mitawy powrócił Biron, który zaczął umieszczać swój wizerunek na monetach. Przejął po Karolu czynną mennicę i w 1763 r. wybił grosze i szóstaki. W następnym roku asortyment powiększył się, gdyż wypuszczono:
- szelągi,
- grosze,
- trojaki,
- szóstaki,
- orty i
- dukaty.

Działalność mennicy zakończył w 1765 r. emisją trojaków.
W okresie reformy Stanisława Augusta Poniatowskiego Warszawska Komisja wydała w 1765 r. nakaz zamknięcia wszystkich mennic na terenie państwa. Nakaz ten obowiązywał również Mitawę. Nie mogła to być jednak bezpośrednia przyczyna zaniechania produkcji, bo po wydaniu przez króla nowej ordynacji w 1766 r. Biron nie wznowił bicia monet.
Piotr Biron zakończył 200-letnią, choć doraźnie prowadzoną, działalność mennicy w Mitawie wybiciem talarów i dukatów.

## System monetarny
Generalnie mennica w Mitawie, jako zakład lenny Rzeczypospolitej, biła pieniądze według polskiego systemu monetarnego. Zdarzały się jednak od tego mniejsze lub większe odstępstwa.
Już pierwsze emisje Gottharda Kettlera, szelągi, odbiegają od ustalonych zasad – w tym pierwszym okresie działalności mitawskiego zakładu raczej nie widać wpływów polskich, poza może symboliką wyobrażeń – co w przypadku lenna było zwykłą koniecznością i obowiązkiem wobec zwierzchnika.
W latach 1578–1579 zaprzestano bicia dotychczasowych nominałów, wprowadzając nowy gatunek pieniądza drobnego – dwudenary. Różnią się one od oryginalnych monet litewskich małym godłem rodowym Kettlera, umieszczonym pod monogramem Stefana Batorego i aktualną datą. Były wybijane rzeczywiście na wzór i stopę Rzeczypospolitej, a ściślej litewską.
W okresie panowania Stefana Batorego i Zygmunta III Wazy można obserwować pewne opóźnienia w reagowaniu mennicy mitawskiej na ordynacje wydawane i wprowadzane przez Rzeczpospolitą.
Talary i dukaty Jakuba odpowiadały polskim normom menniczym. Jednak emitowanie szelągów było wyrazem niepodporządkowania się rygorom systemu pieniężnego państwa (uchwała sejmowa z 1627 r. zakazywała bicia drobnej monety). Gdy po raz drugi Jakub uruchomił zakład, wybijał wyłącznie szelągi z datą 1662 i bez daty. W Koronie i na Litwie w tym czasie obowiązywała ordynacja z 7 lipca 1659 r. Jana Kazimierza, wprowadzająca do obiegu szelągi miedziane. Od kilku lat mennice wypuszczały masowo boratynki, a w Mitawie książę Jakub bił monetę szelężną z domieszką srebra.
Talary Piotra Birona wypuszczone w 1780 r., jak już same napisy oznajmiają, nie były bite na stopę polską. Istnieje bowiem napis:

MON(eta) NOVA ARG(entea) DUC(atus) CURL(andiae) AD NORMAM TAL(eri) ALB(ertini)

(pol. nowa moneta srebrna księstwa Kurlandii (wybita) według stopy talara albertyńskiego).
Talary Piotra powinny być zgodne z ordynacją z 1766 r. wydaną przez Stanisława Augusta Poniatowskiego. Jednak w tym czasie w wielu państwach, szczególnie basenu bałtyckiego, upodobano sobie i dla celów handlowych upowszechniano model talara albertyńskiego. Talary kurlandzkie były lepsze o 1,269 grama srebra od aktualnie bitych w Rzeczypospolitej.
Wzorem dla emisji złotych monet Piotra Birona, zrealizowanej w 1780 r., były niewątpliwie dukaty Stanisława Augusta Poniatowskiego z lat 1766–1779. Dukaty kurlandzkie różniły się od koronnych jedynie masą, gdyż były lżejsze o 0,04 grama.

## Monety

### Gottharda Kettlera (1570–1579,1586)
- dwudenary[17]
  - awers: monogram „SA”,
  - rewers: herb rodowy Kettlerów,
  - roczniki: 1578 (R5), 1579 (R4)

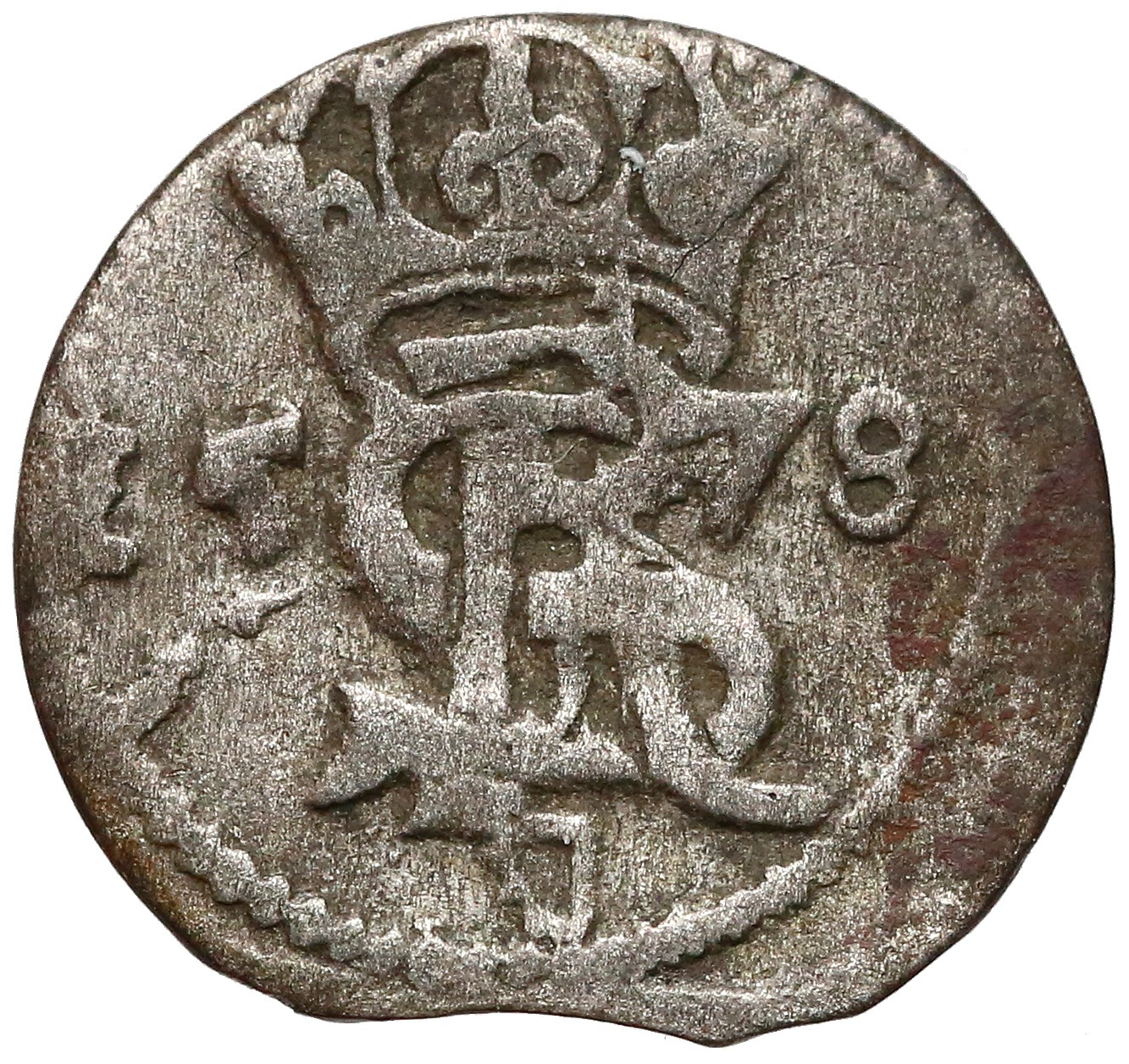
1578 awers
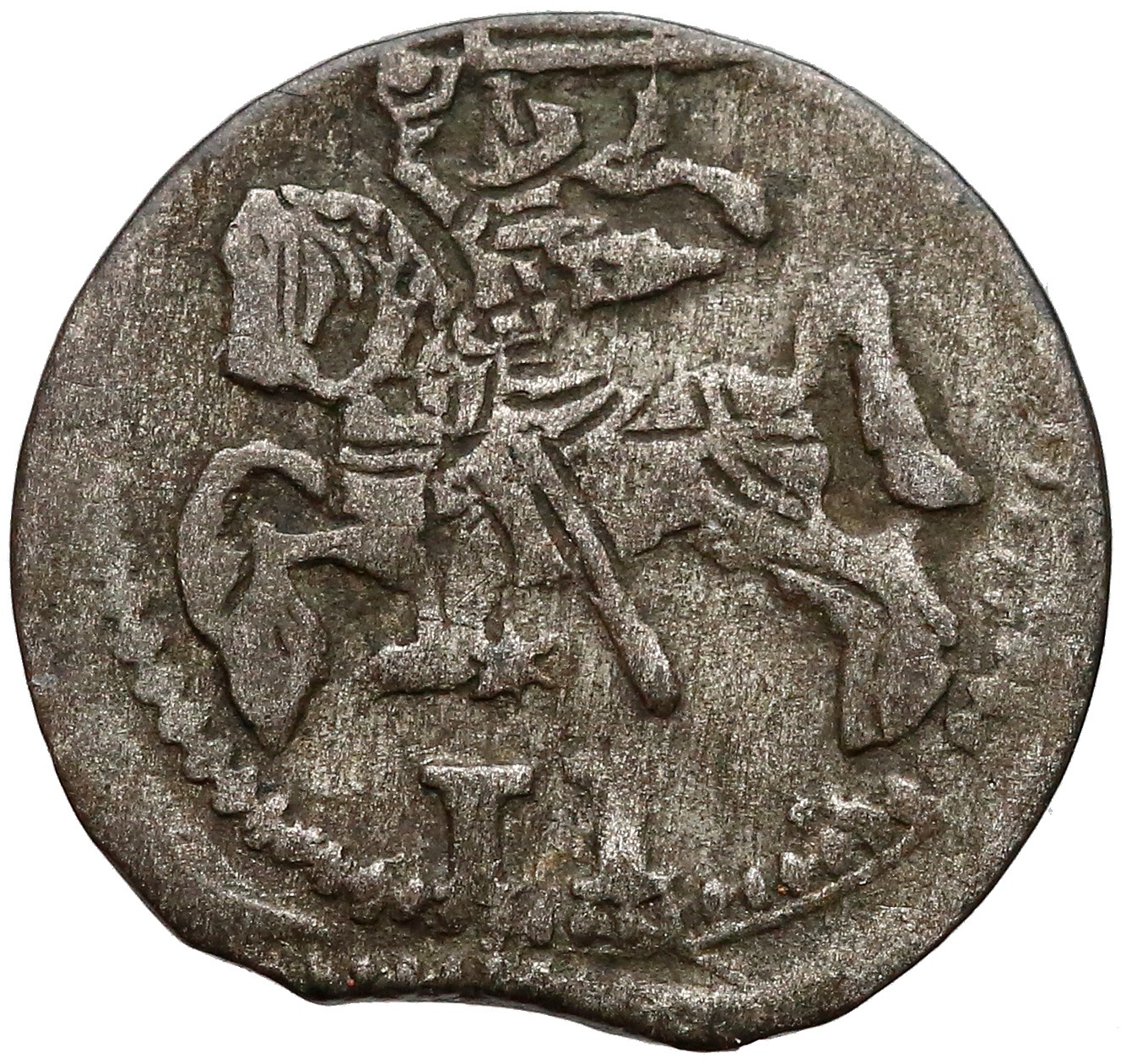
1578 rewers
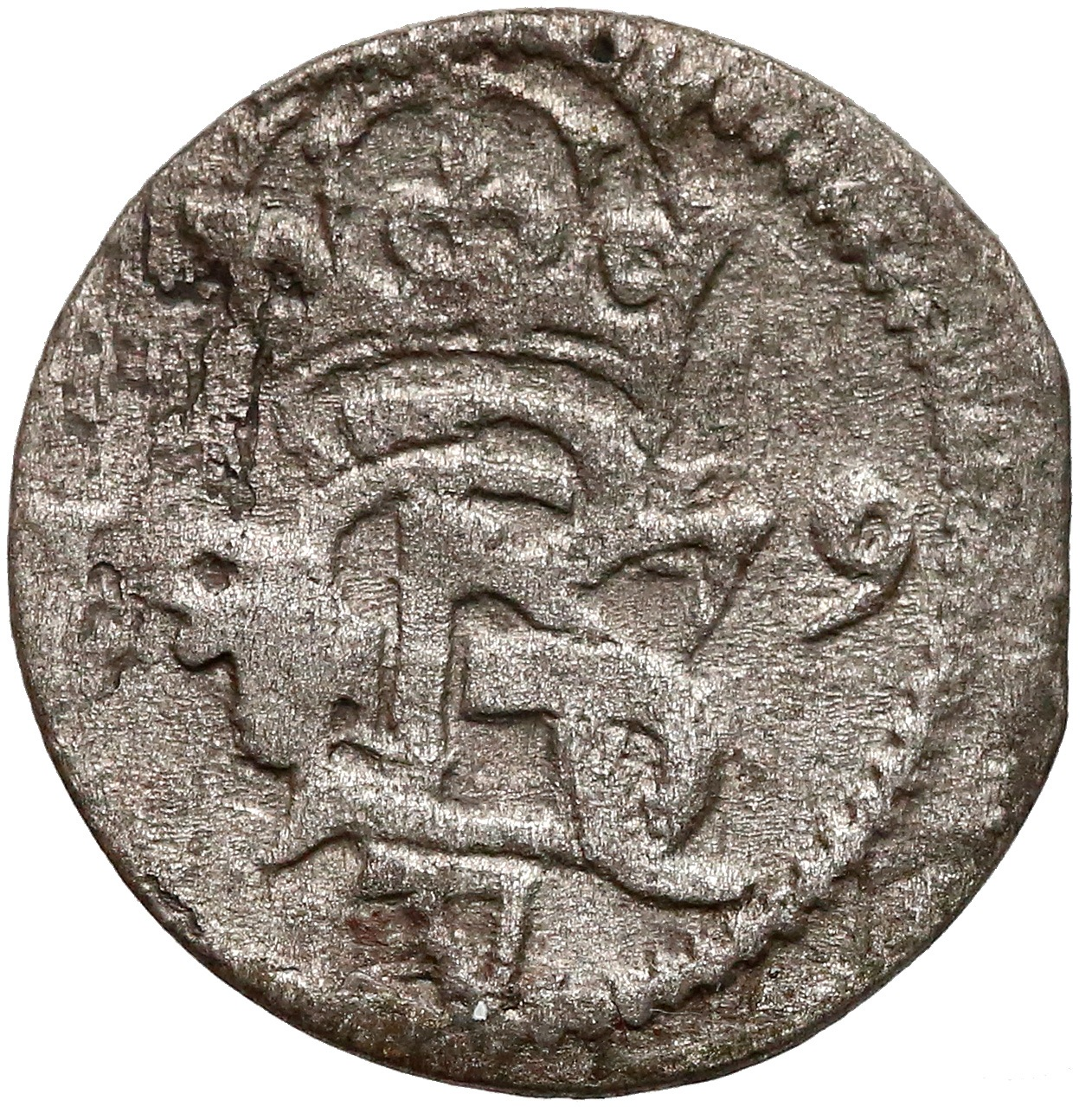
1579 awers
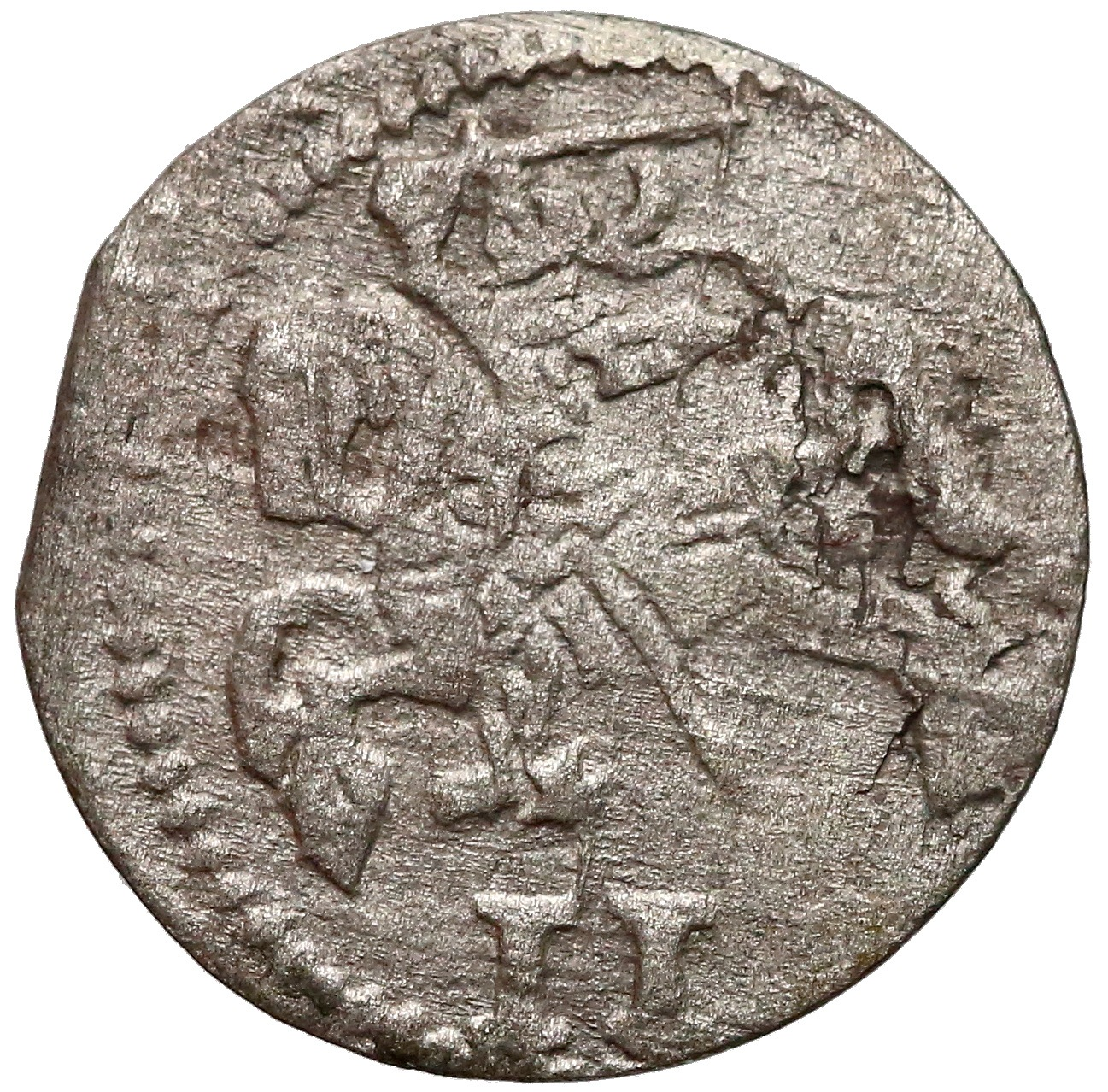
1579 rewers

- szelągi
  - awers: tarcza Ketlterów
  - rewers: Gryf Kurlandzki
  - roczniki: 1570, 1571, 1573, 1574, 1575, 1576, 1577

- 1575 awers
- 1575 rewers
- 1576 awers
- 1576 rewers
- 1576 (1570) awers
- 1576 (1570)rewers
- 1577 awers
- 1577 rewers

- trojak
  - awers: popiersie
  - rewers: napis
  - rocznik: 1586
- talary
  - awers: pięciopolowa tarcza kurlandzka
  - rewers: dwupolowa tarcza polsko-litewska

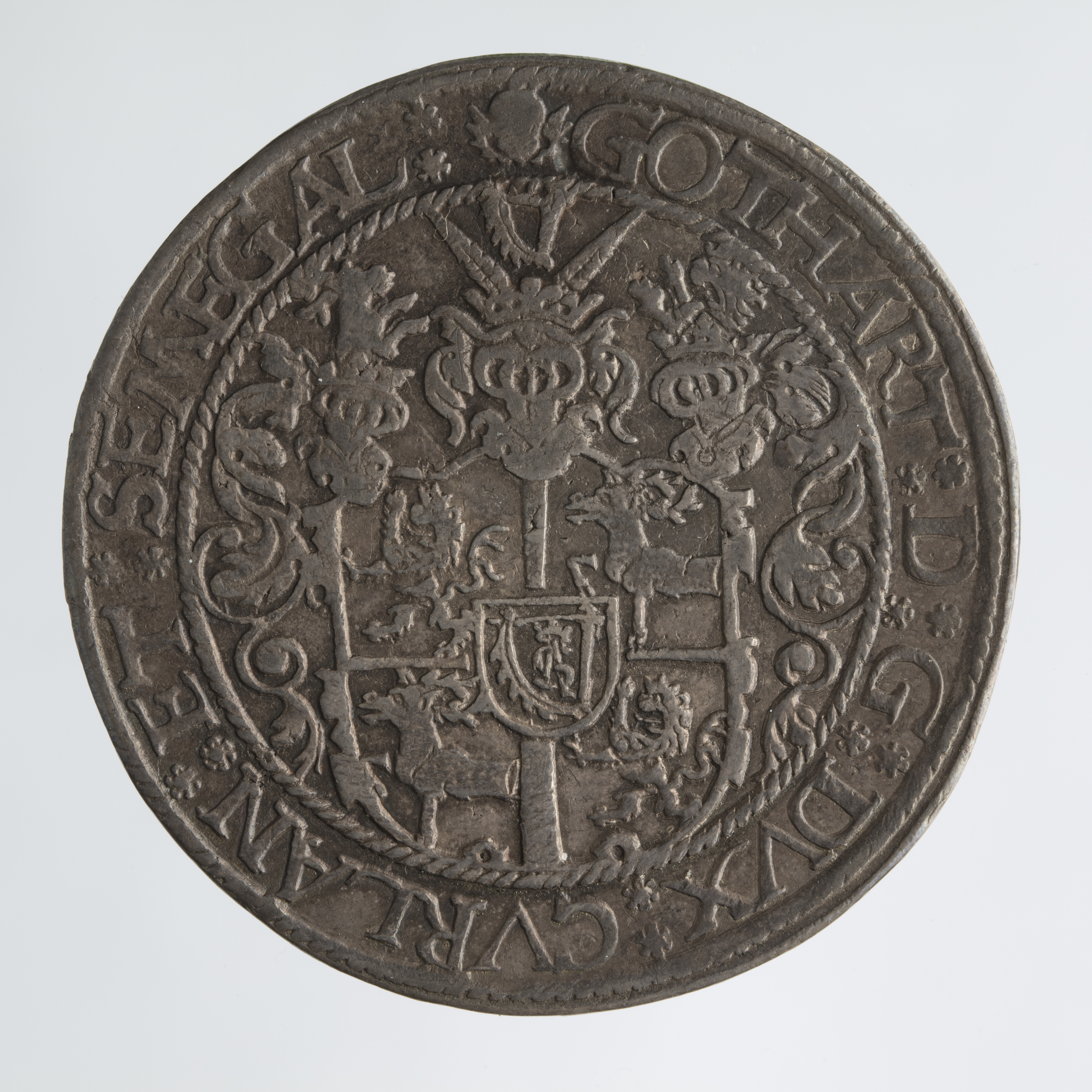
1575 awers
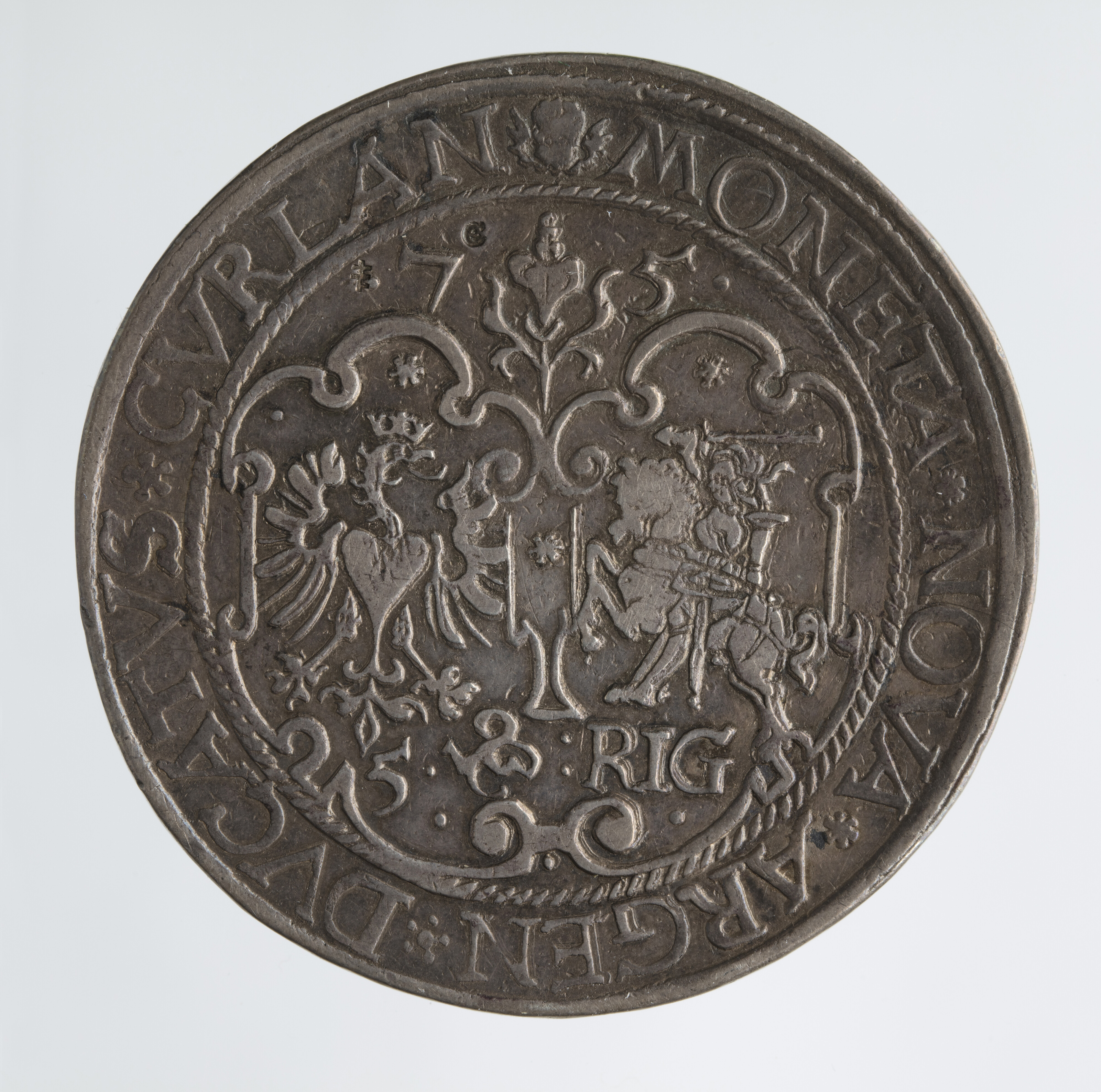
1575 rewers

  - roczniki: 1575, 1576

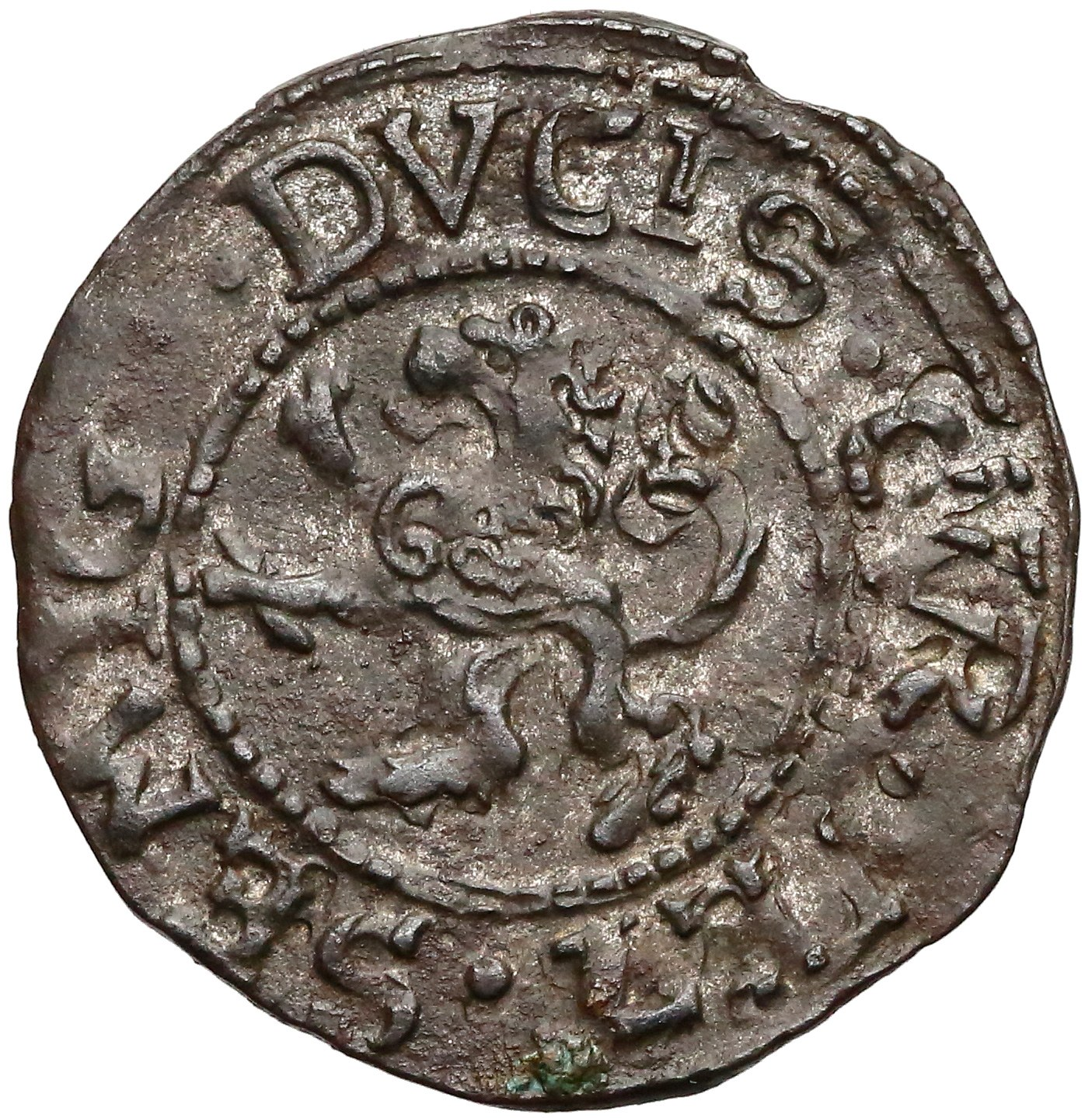
1575 awers
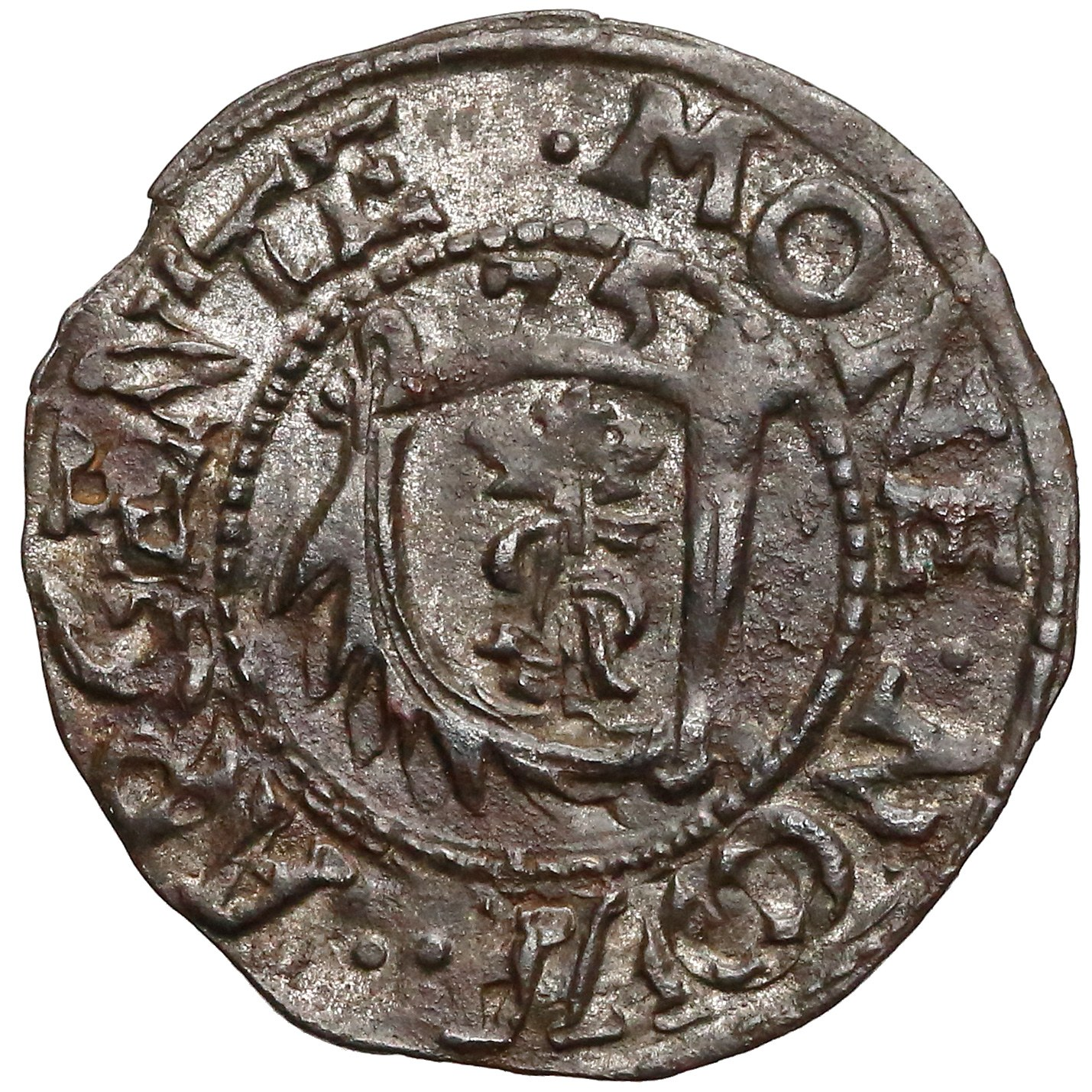
1575 rewers
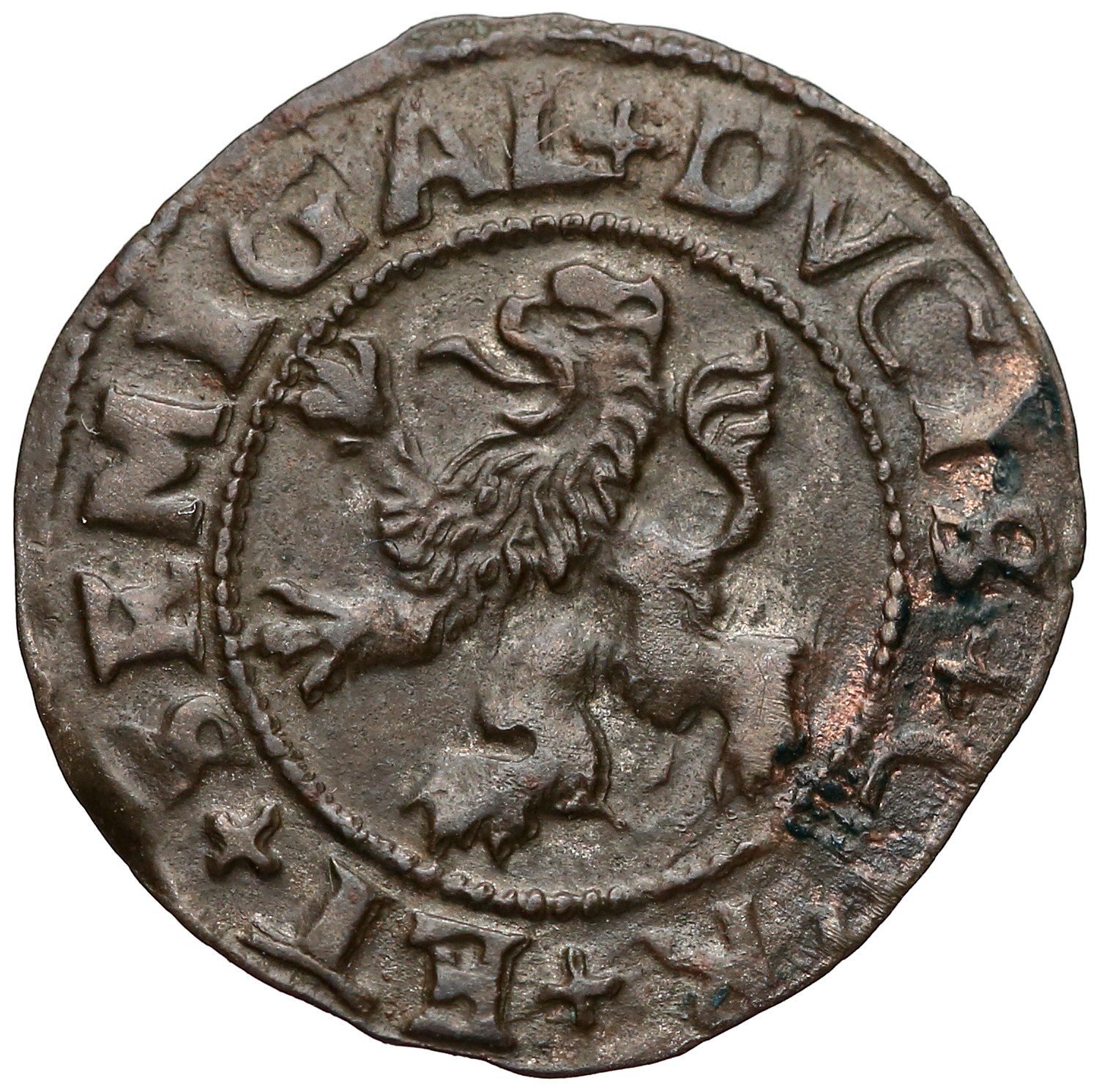
1576 awers
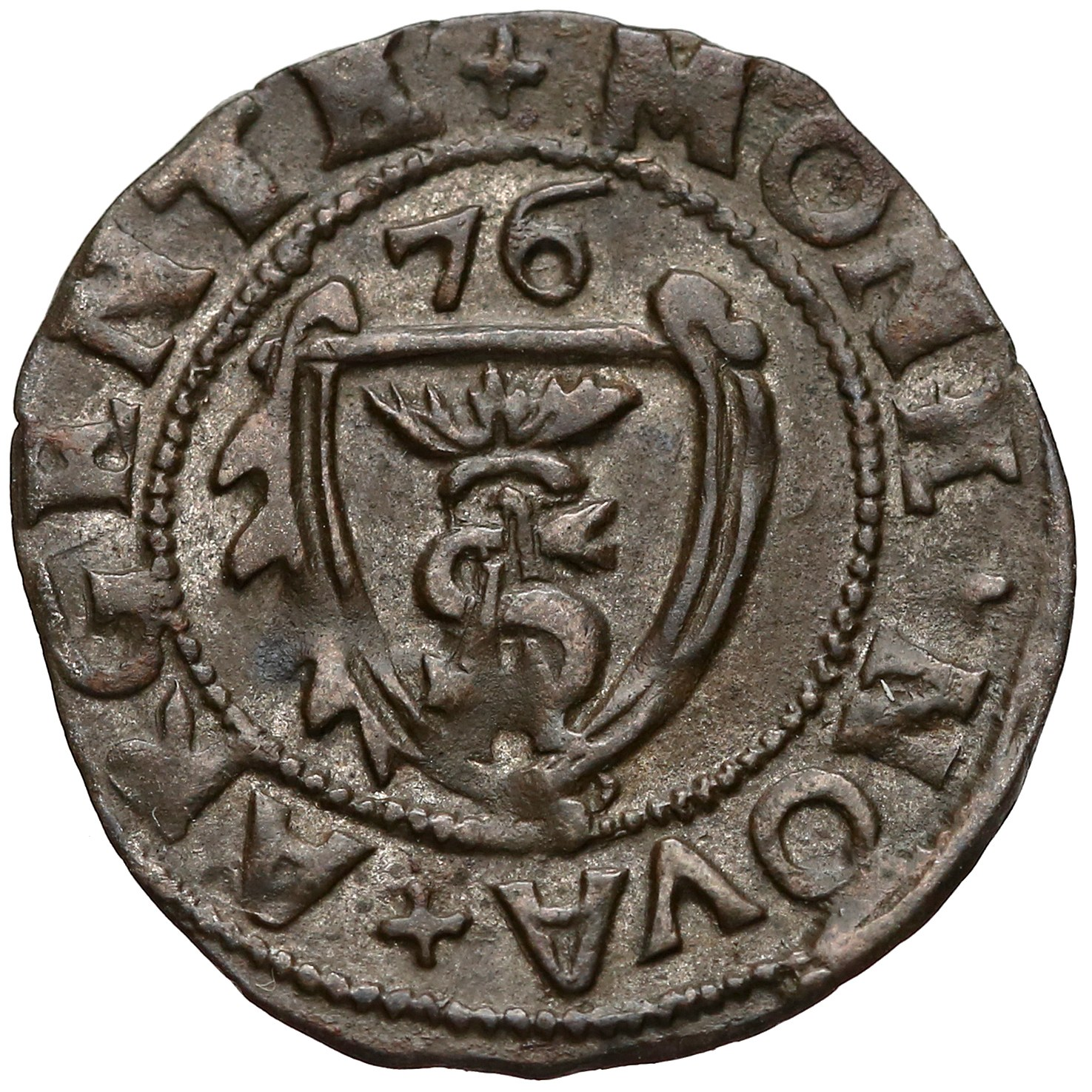
1576 rewers
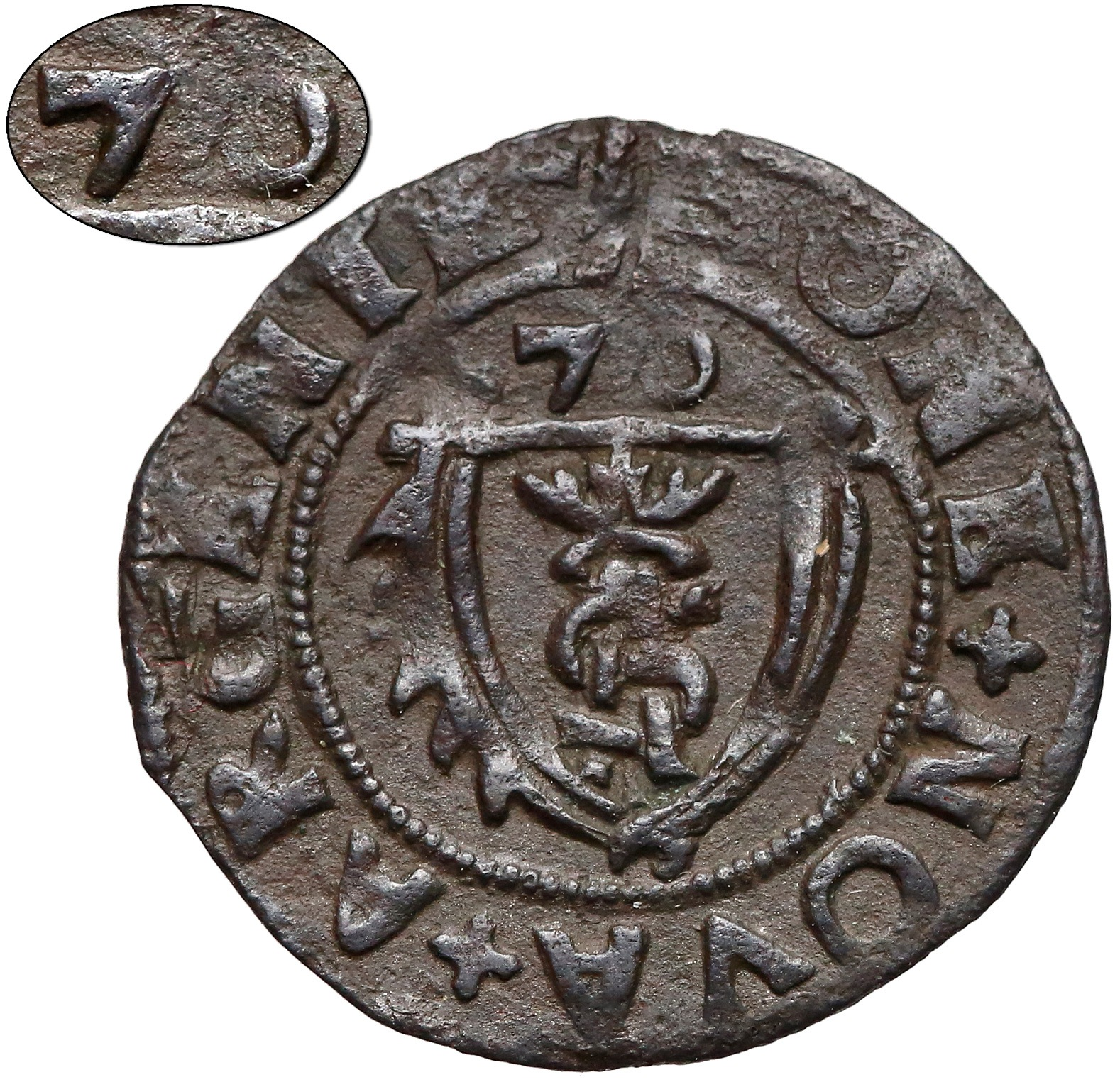
1576 (1570) awers
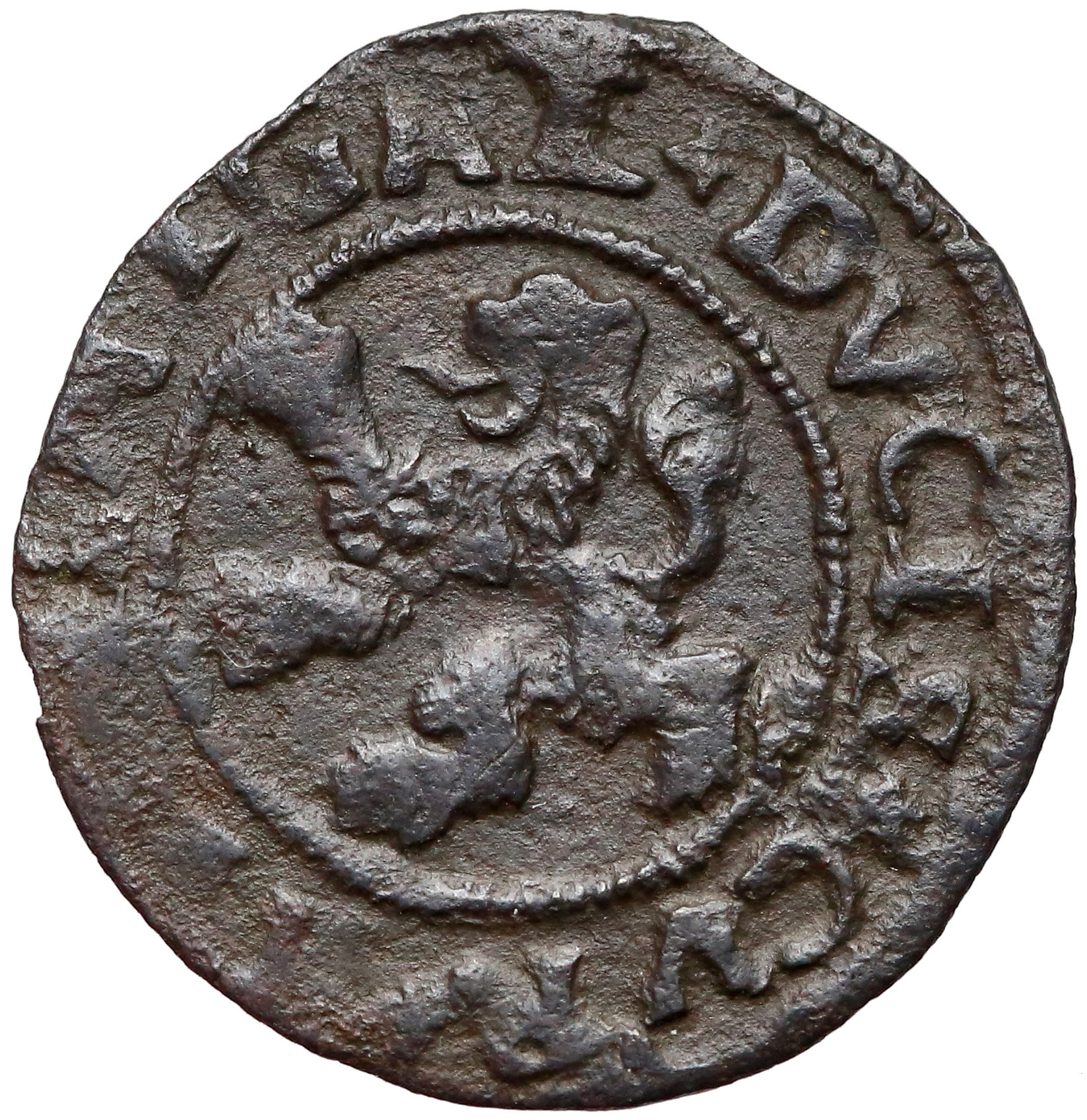
1576 (1570)rewers
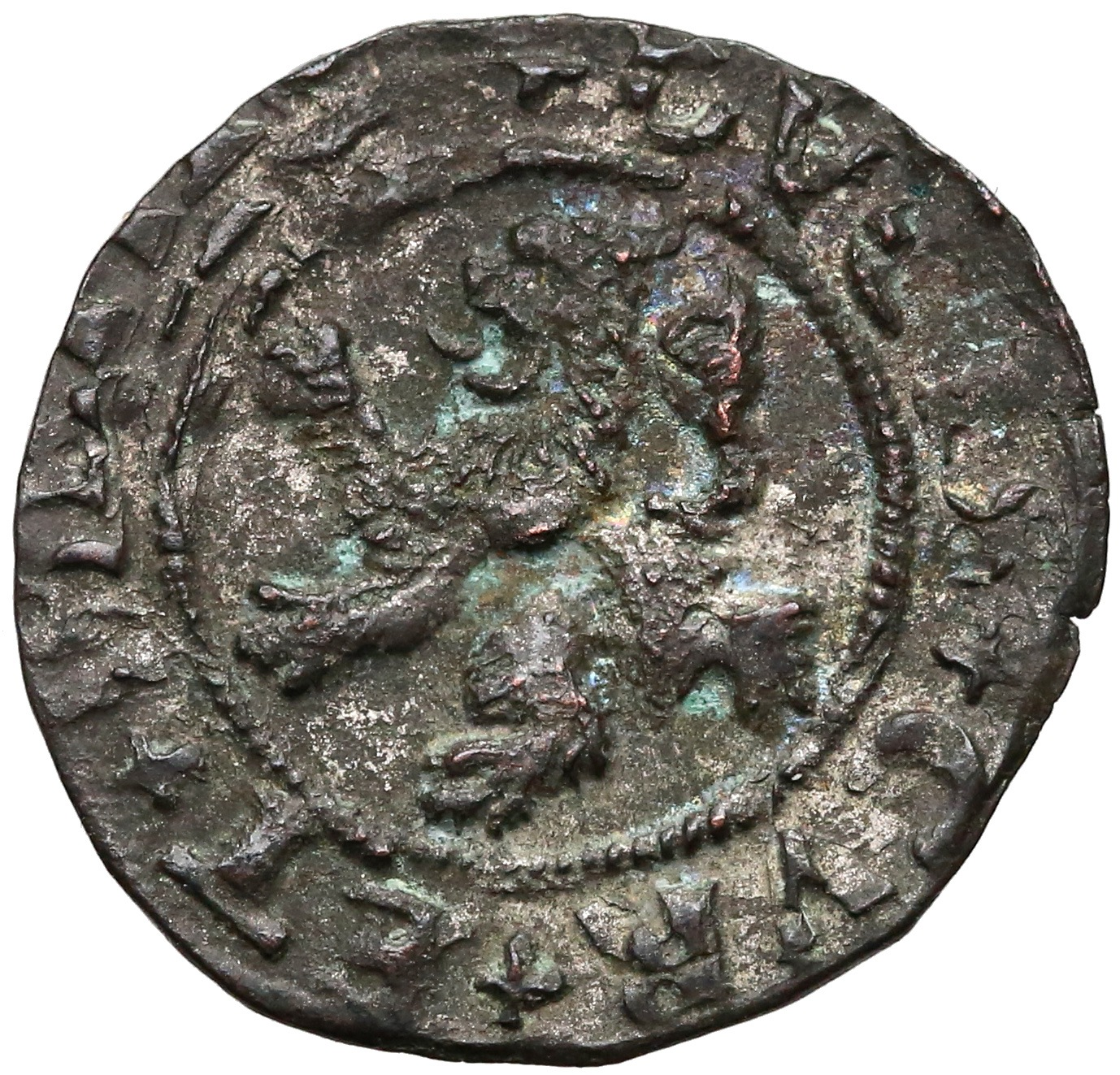
1577 awers
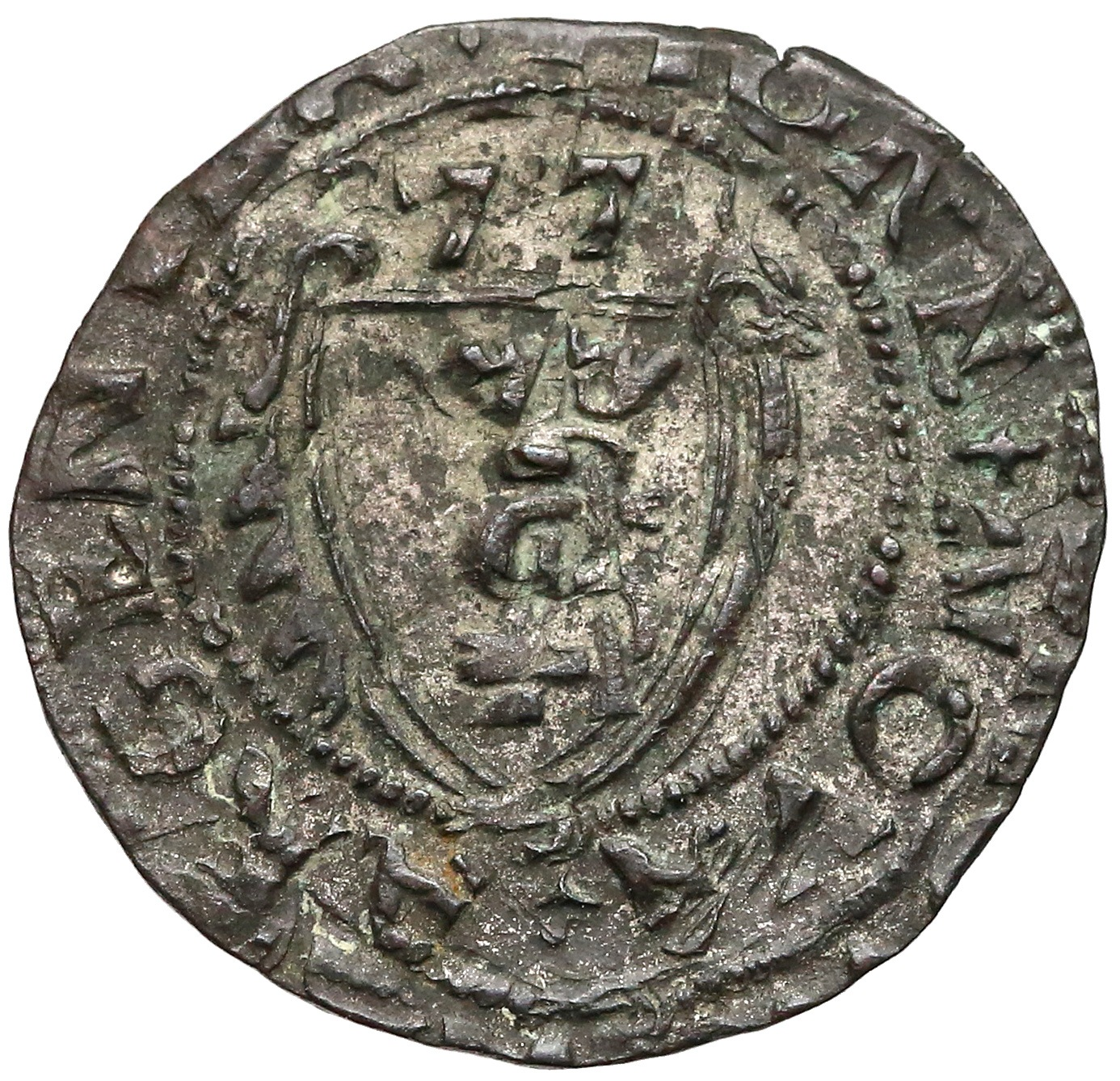
1577 rewers

### Fryderyka Kettlera i Wilhelma Kettlera (1596–1611)
- szelągi
  - awers: monogram „S” (od Sigismundus)
  - rewers: Lew Kurlandzki
  - roczniki: 1596, 1600, -600, 1601, 1602, 1604, 160-4, 1605, 1606, 1607, 1610, 1611, 1620 (data omyłkowa)

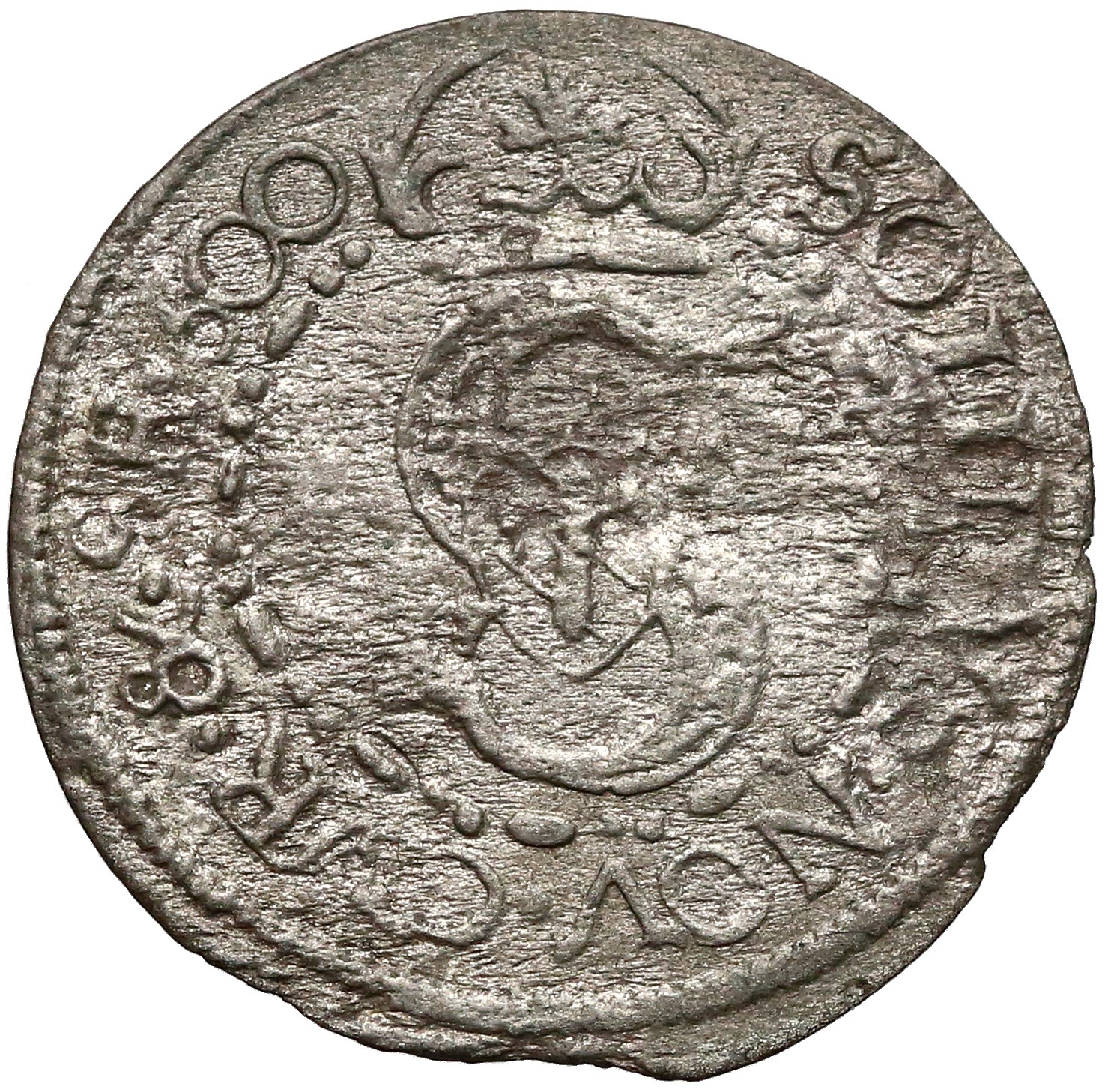
1600 awers
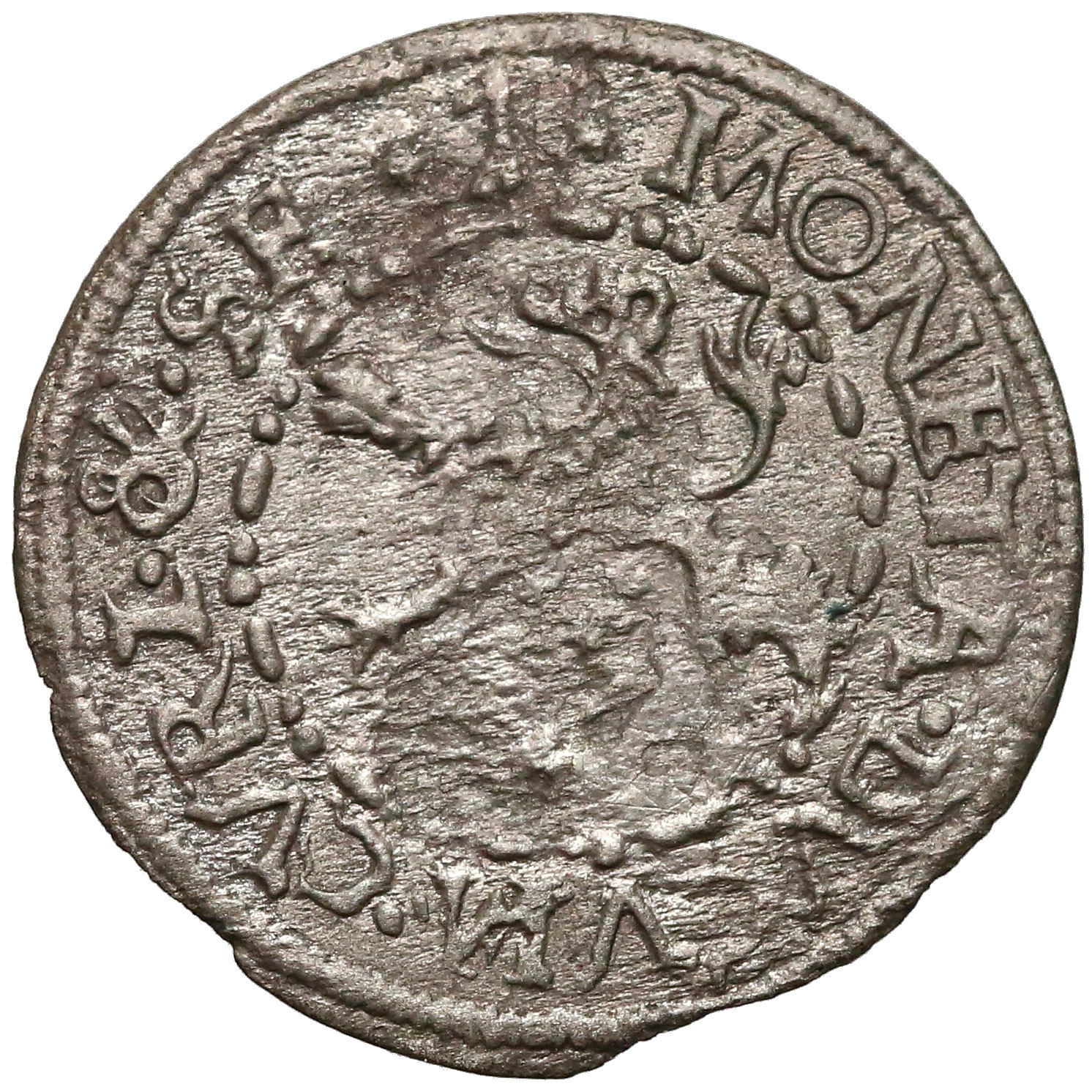
1600 rewers
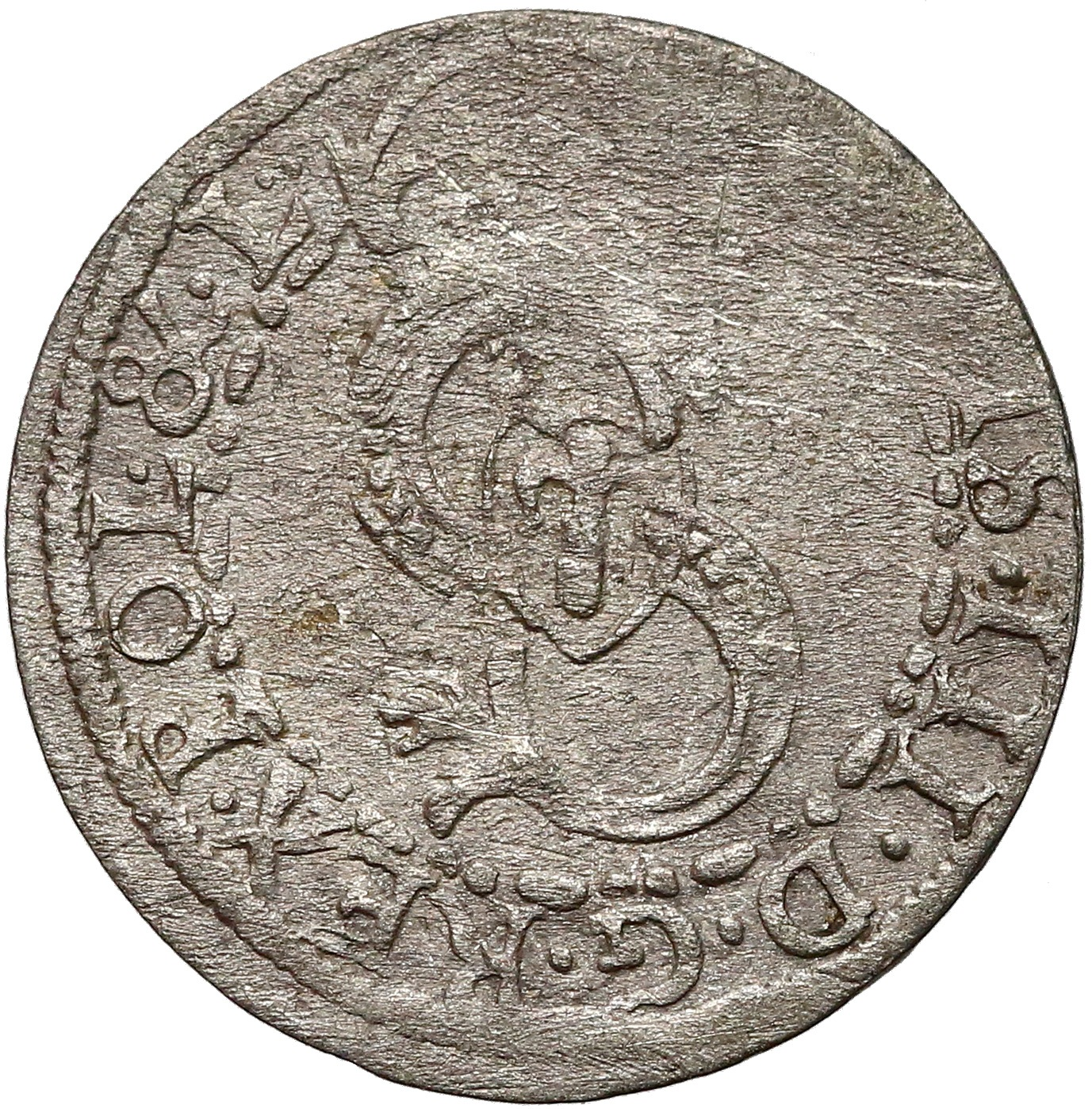
1605 awers
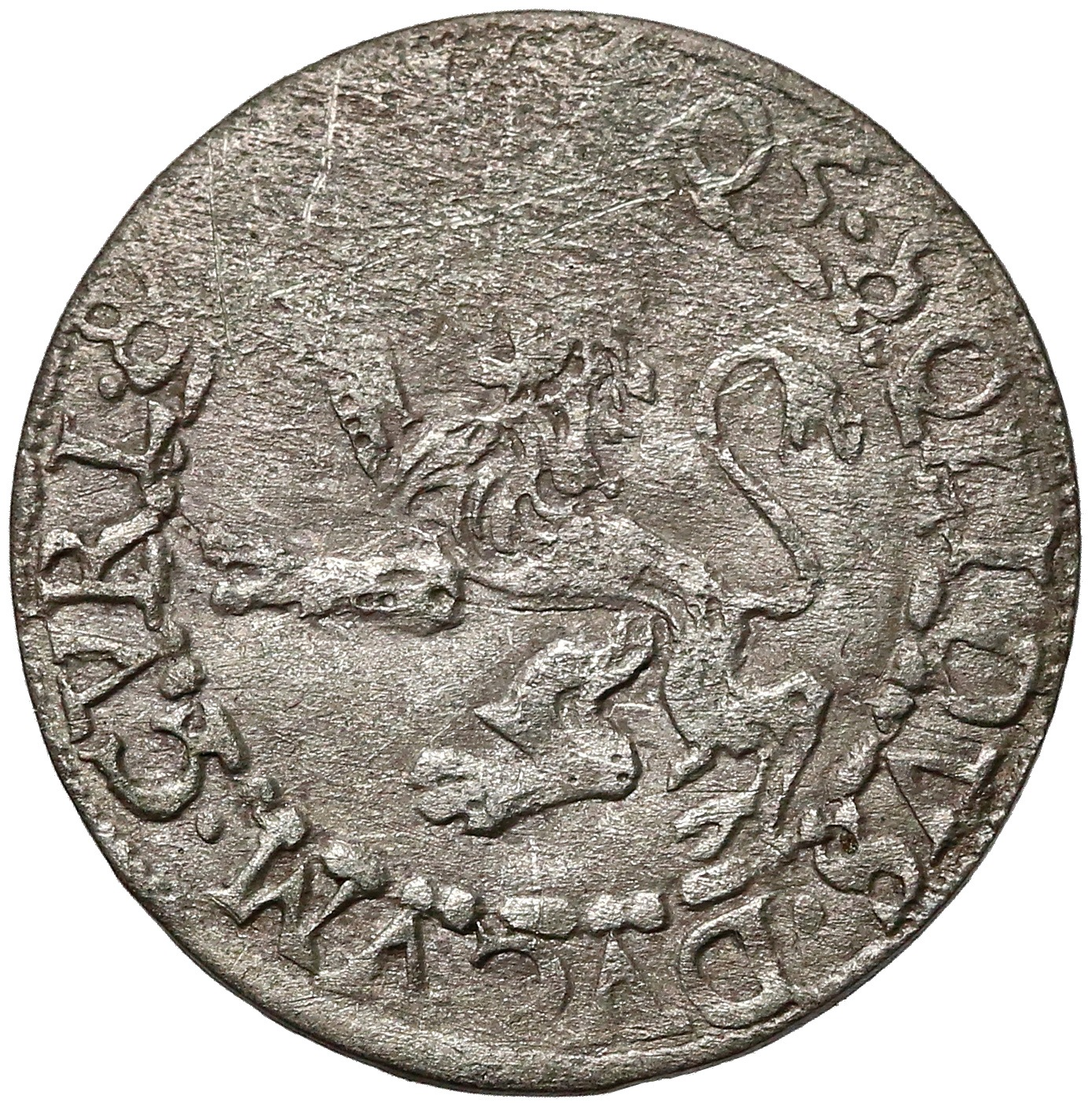
1605 rewers
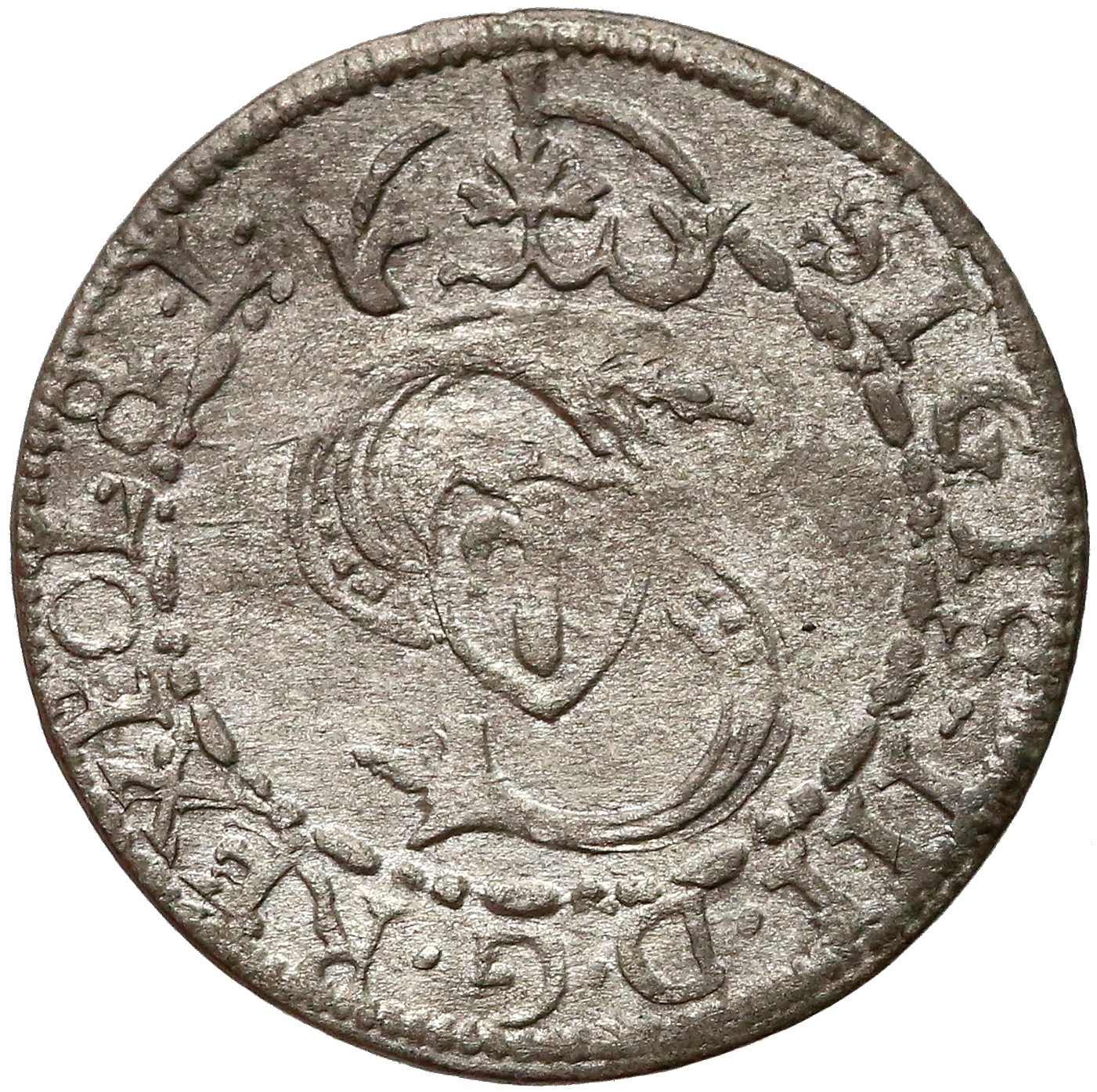
1607 awers
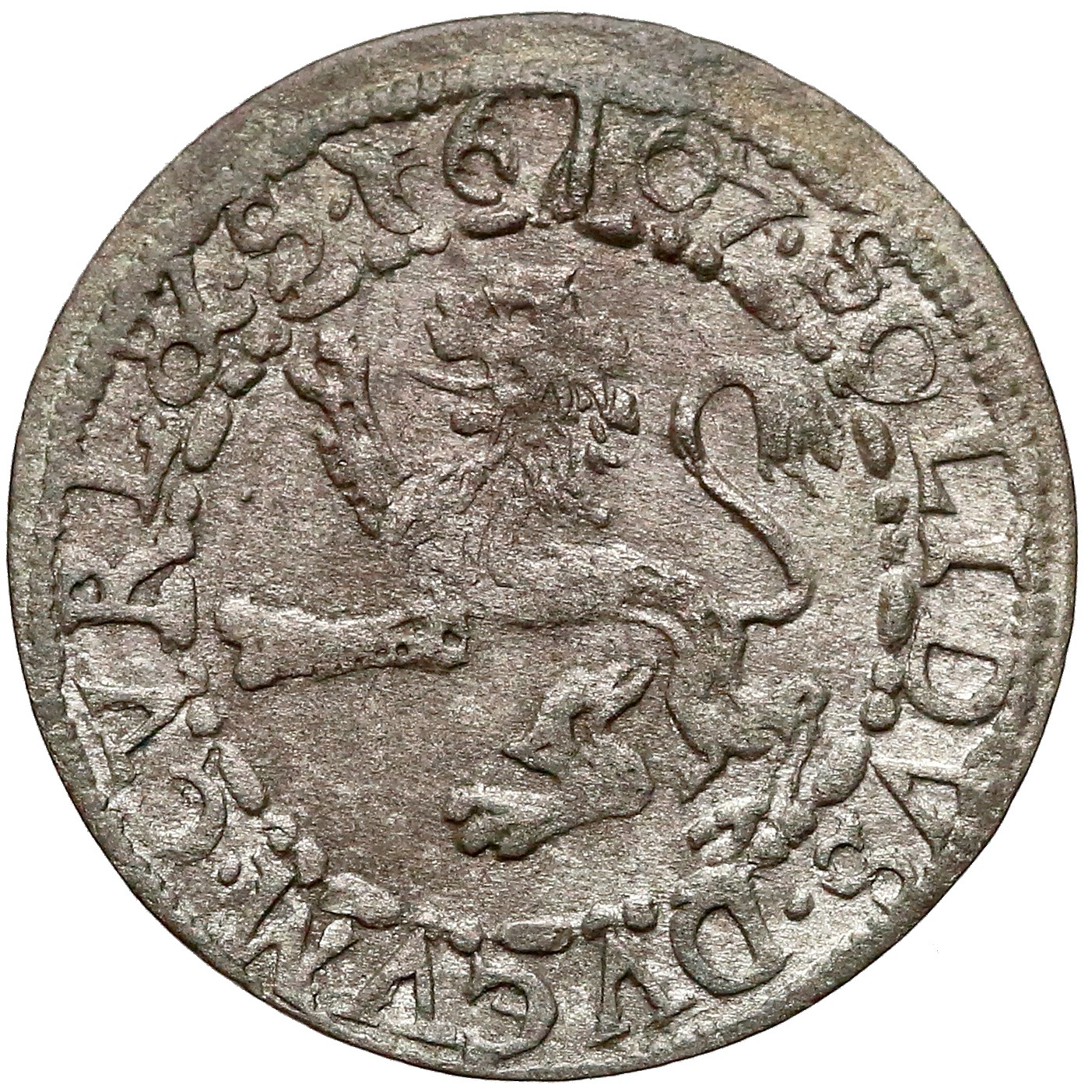
1607 rewers

#### Fryderyka Kettlera (1596–1606)
- trojaki
  - awers: popiersie
  - rewers: Orzeł, Pogoń i napis w polu, bez imienia władcy, włosy krótkie
  - średnica: 21–21,5 mm
  - roczniki: 1596 kwiatek, 1596 kwiatek, 1596 kwiatek i rozetka, 1596 2 rozetki, 1596 2 rozetki obok siebie, 1596 bez znaków, 1597 2 rozetki obok siebie, 1597 rozetka, 1597 bez znaków, 1598 dwie rozetki, 1604 strzała, 1606 strzała, bez daty bez znaków

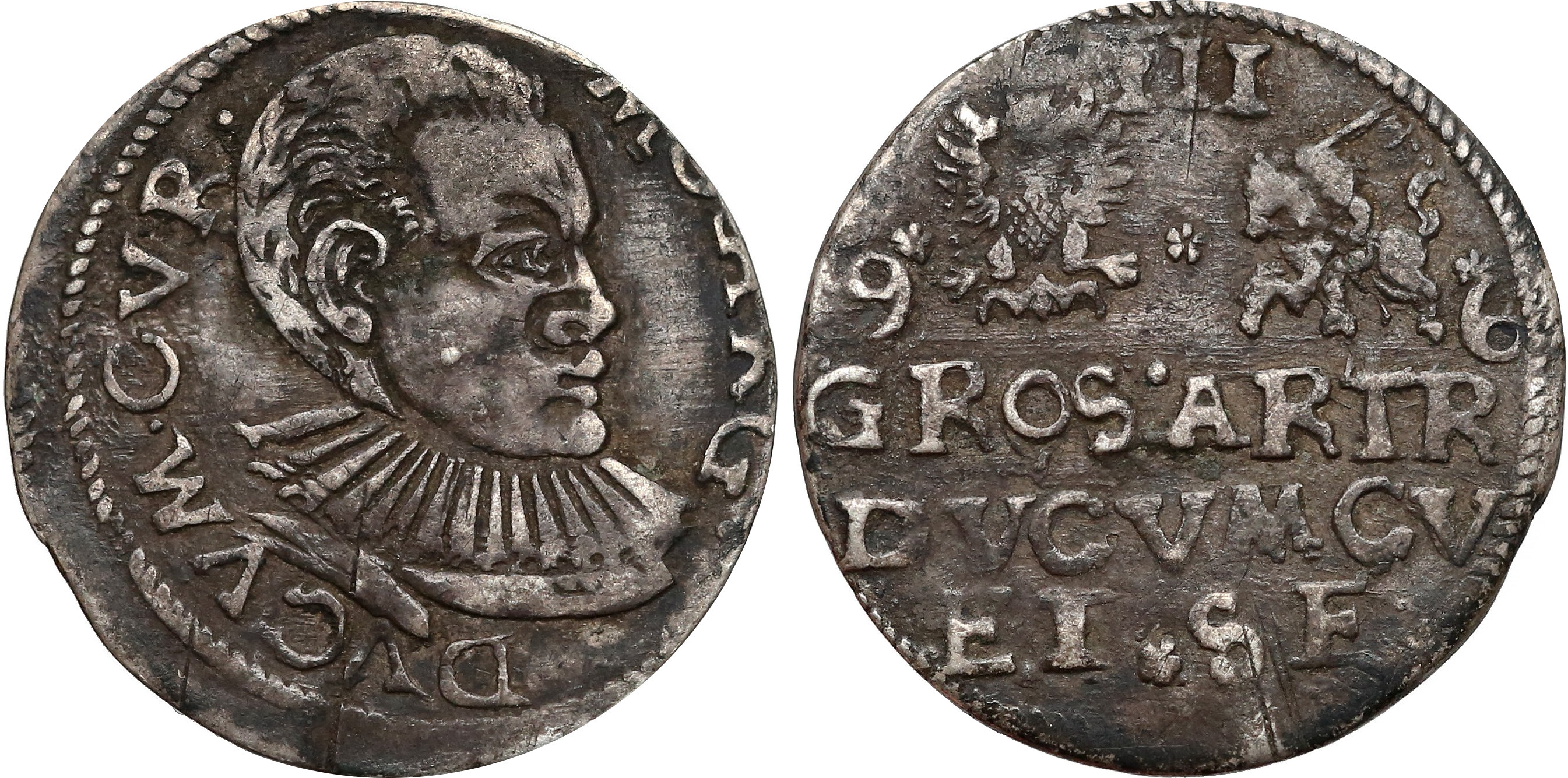
1596
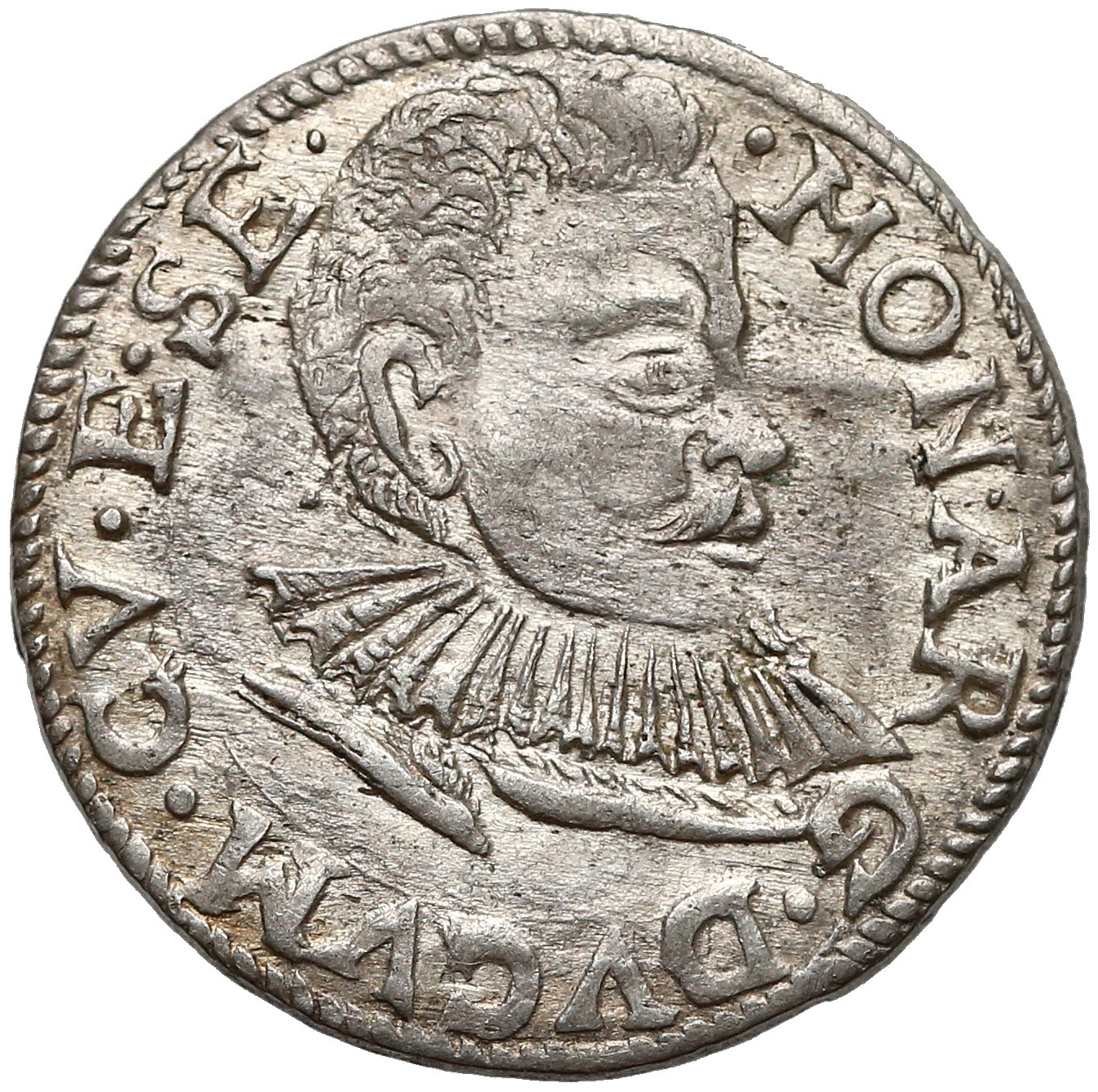
1597 awers
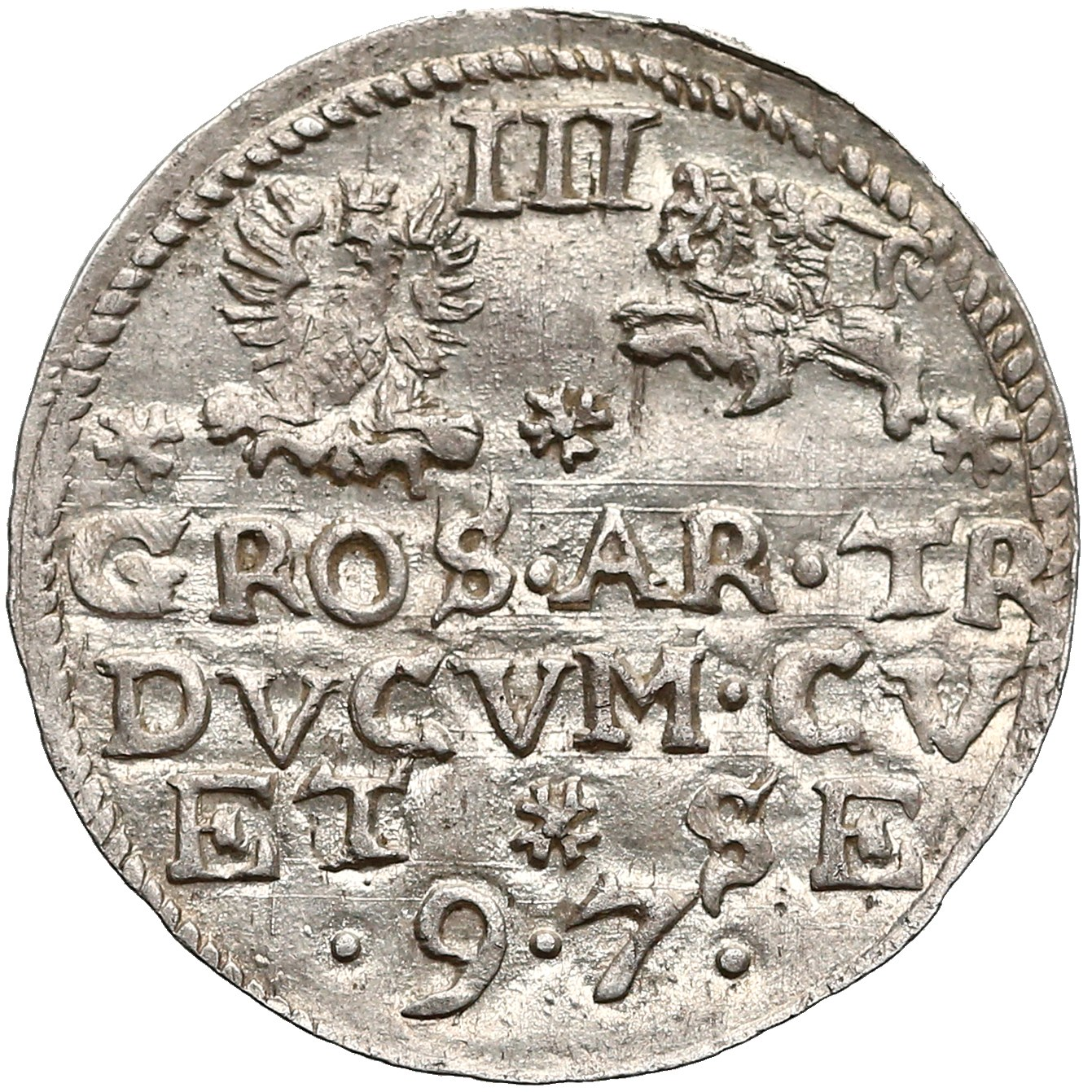
1597 rewers

#### Wilhelma Kettlera (1598–1606)
- trojaki
  - awers: popiersie
  - rewers: Orzeł, Pogoń i napis w polu, bez imienia władcy, włosy długie
  - średnica: 21–21,5 mm
  - roczniki: 1598 bez znaków, 1599 bez znaków, rok 9-9, 1599 strzała i data *9-9*, 1599 bez znaków, rok 99, 1600 bez znaków i data, 1600 data 16-00, 1604 „VILHELMVS”, 1606. strzała

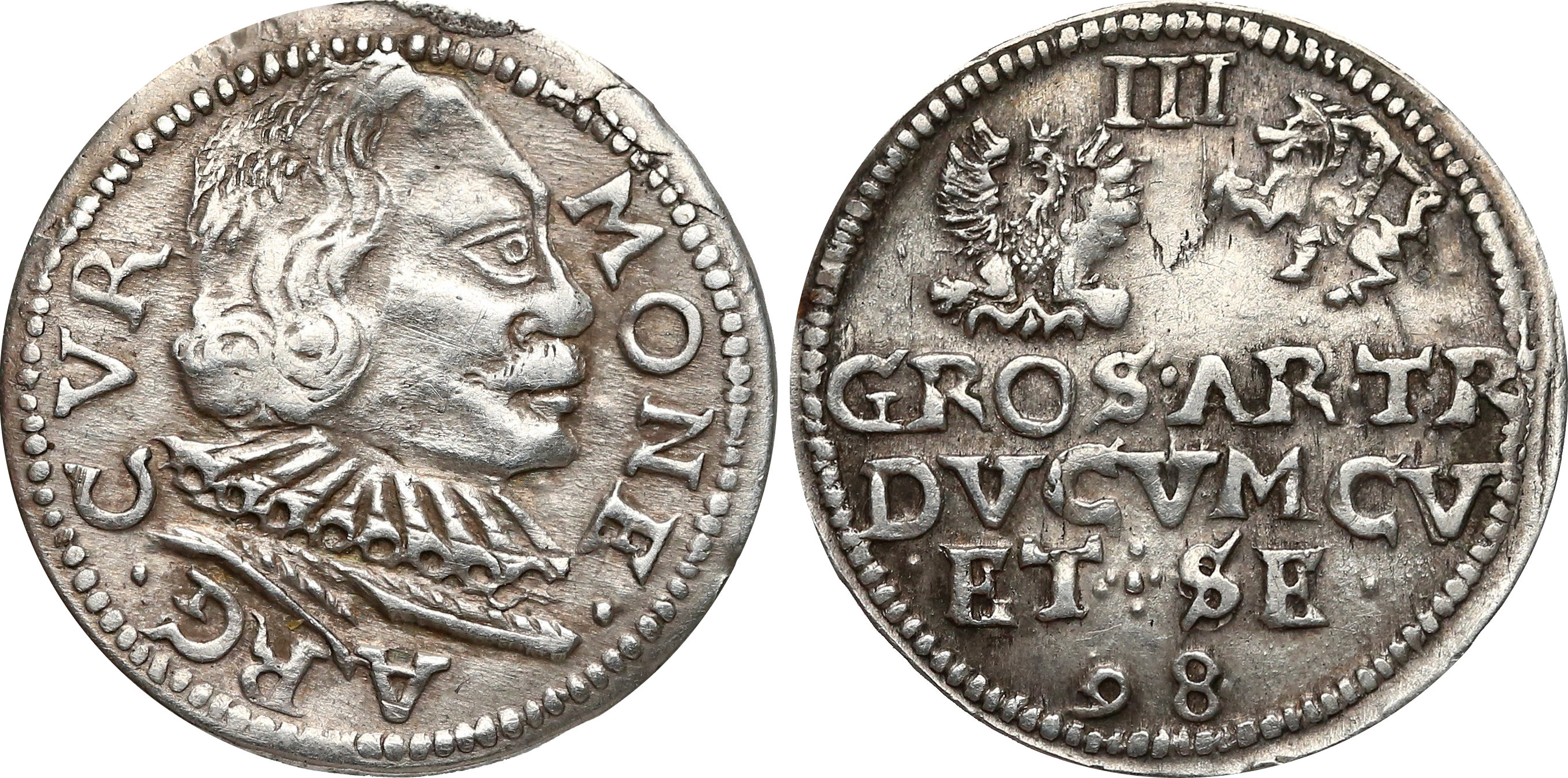
1598
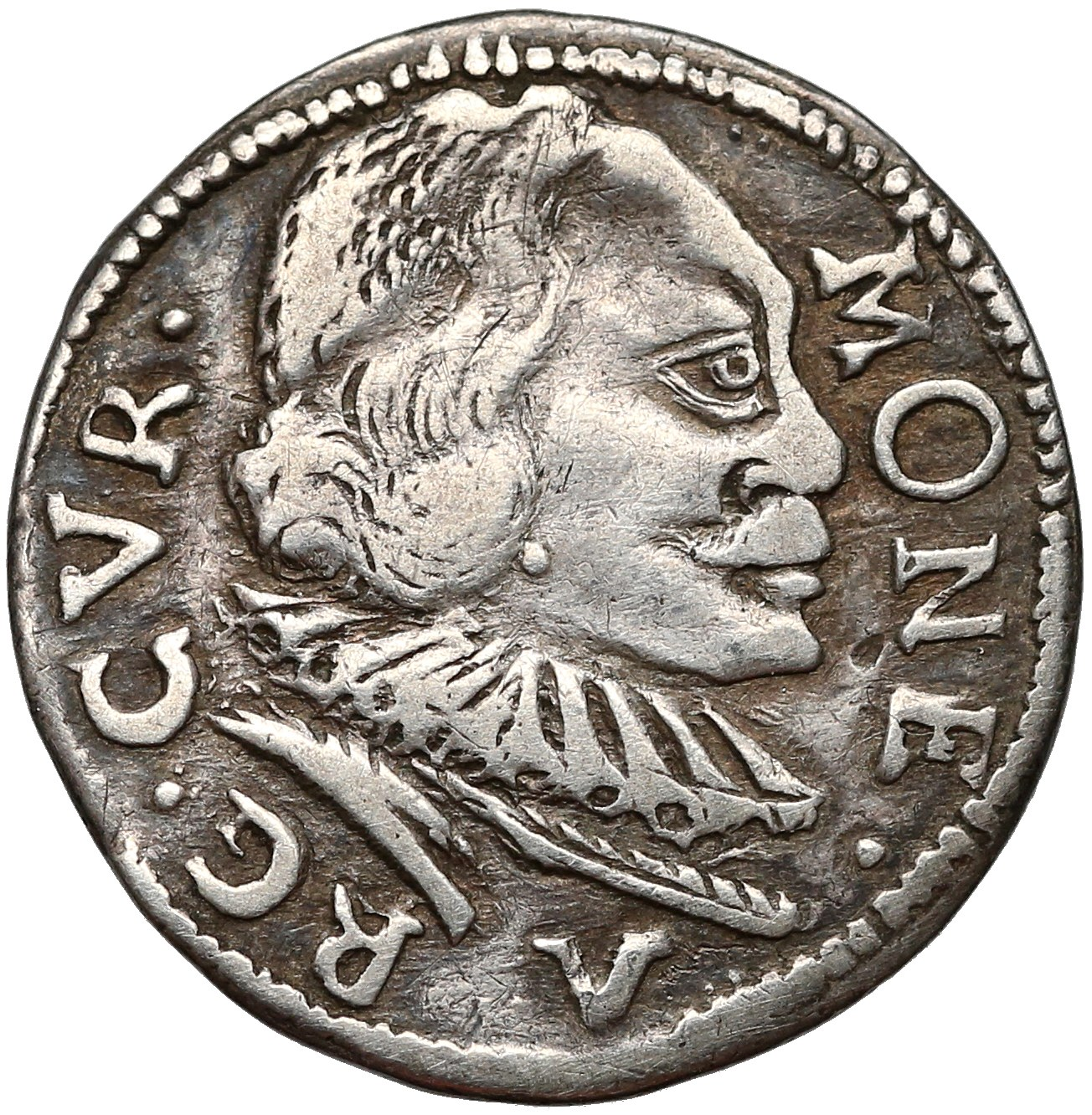
1599 awers
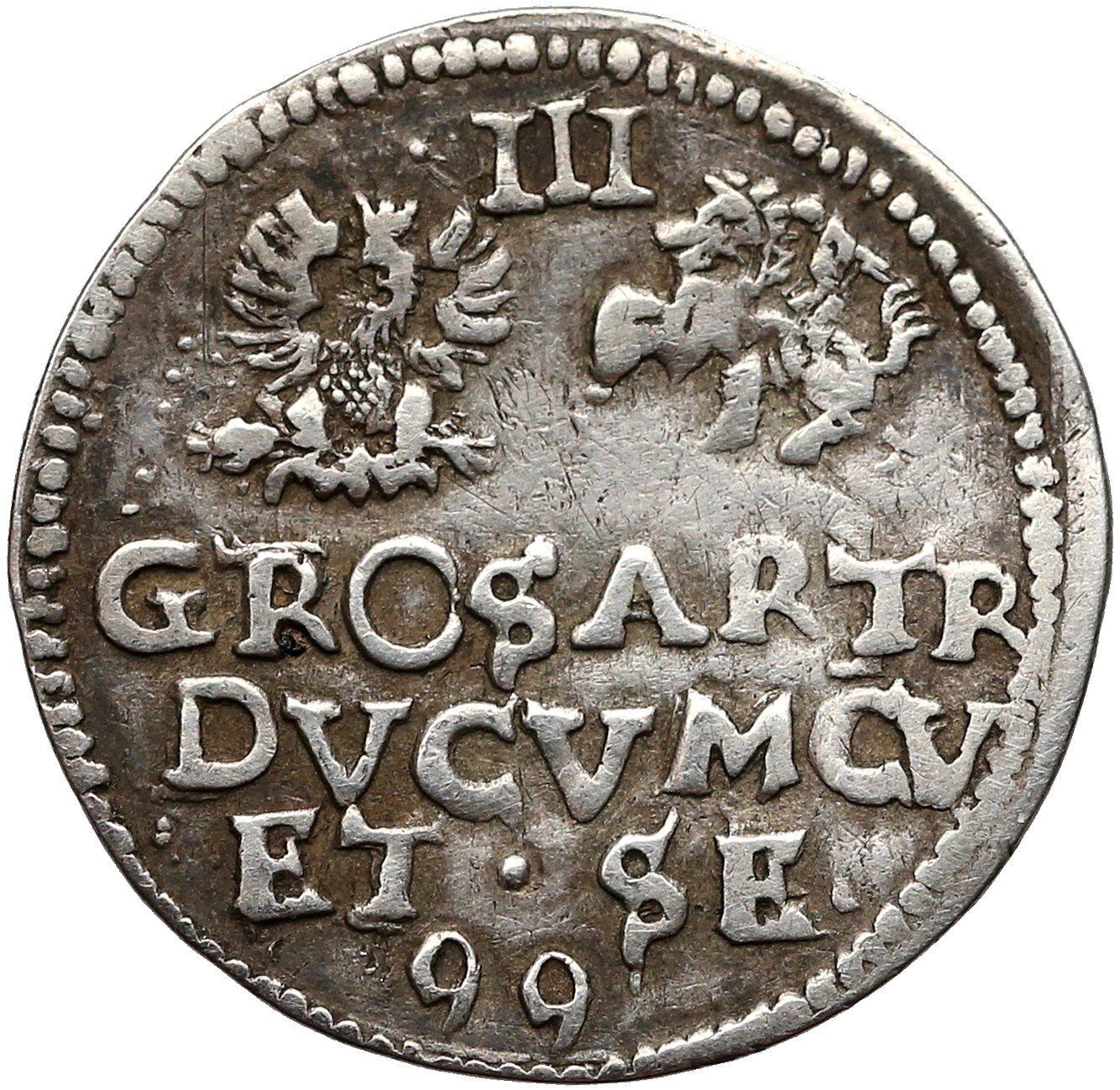
1599 rewers

### Jakuba Kettlera (1643–1646,1662)
- szeląg 1646
  - awers: czteropolowa tarcza kurlandzka
  - rewers: Orzeł i Pogoń
  - średnica: 16–16,5 mm
  - roczniki: 1646, 1646 cyfra 4 odwrócona, 1646 data pod orłem
- szelągi
  - awers: monogram „I H”
  - rewers: Orzeł z tarczą kurlandzką
  - średnica: 14,5 mm
  - roczniki: 1662, bezrocznikowy

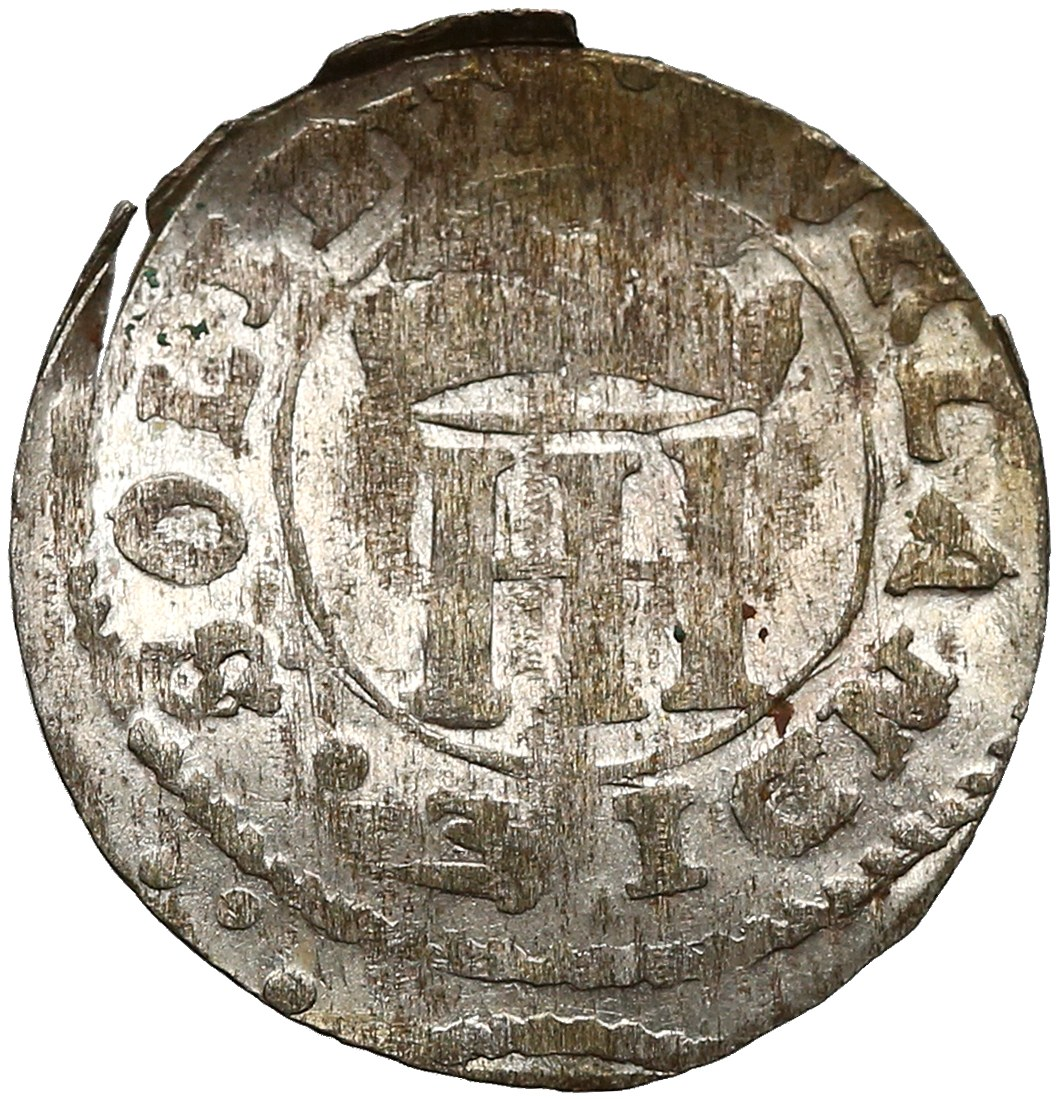
bezrocznikowy awers
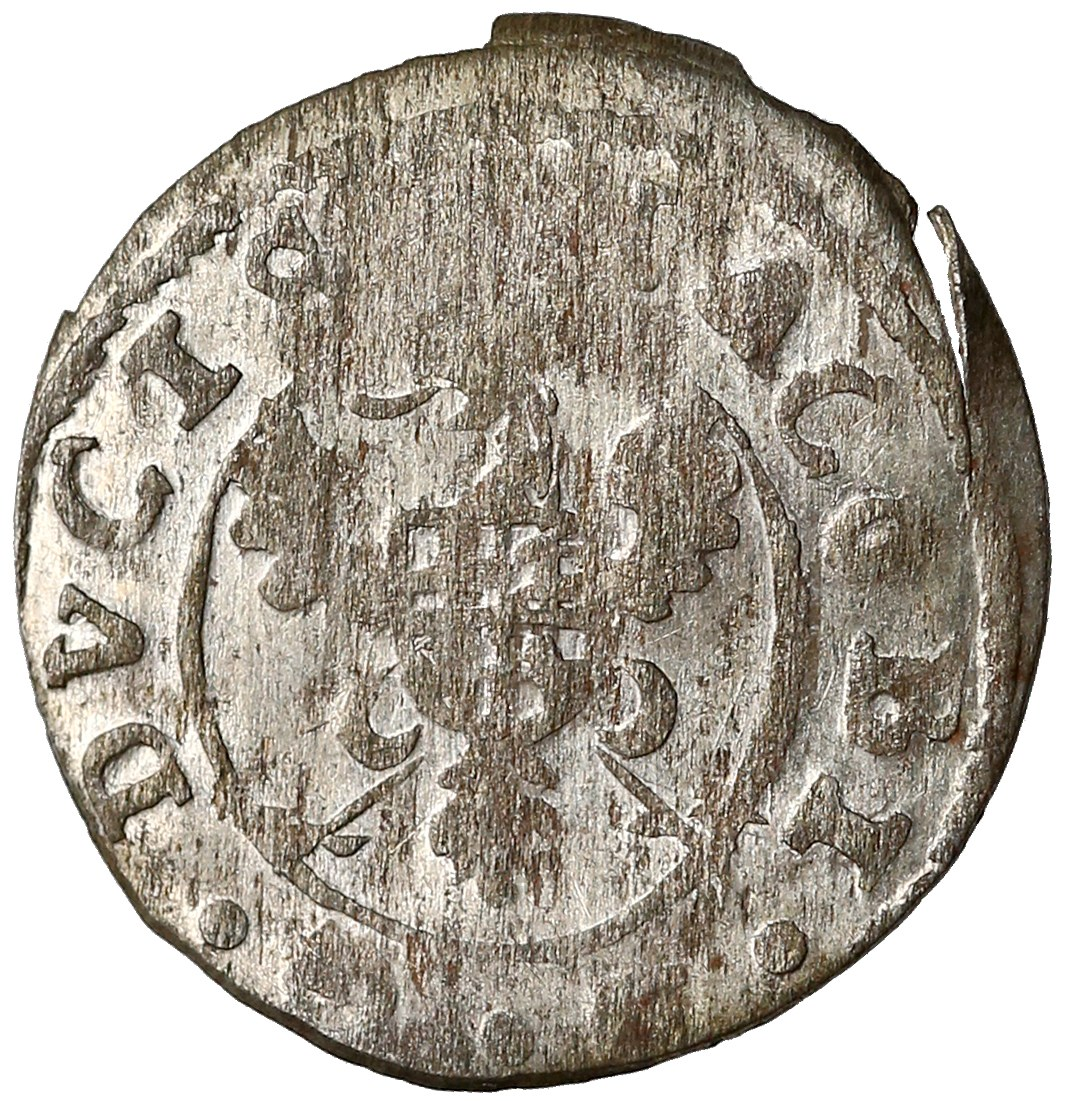
bezrocznikowy rewers

- talary
  - awers: popiersie
  - rewers: Orzeł i Pogoń w tarczy
  - średnica: 44–45 mm
  - roczniki: 1643, 1644 haki, 1644 bez znaków, 1645 bez znaków, 164 haki, 1646 haki

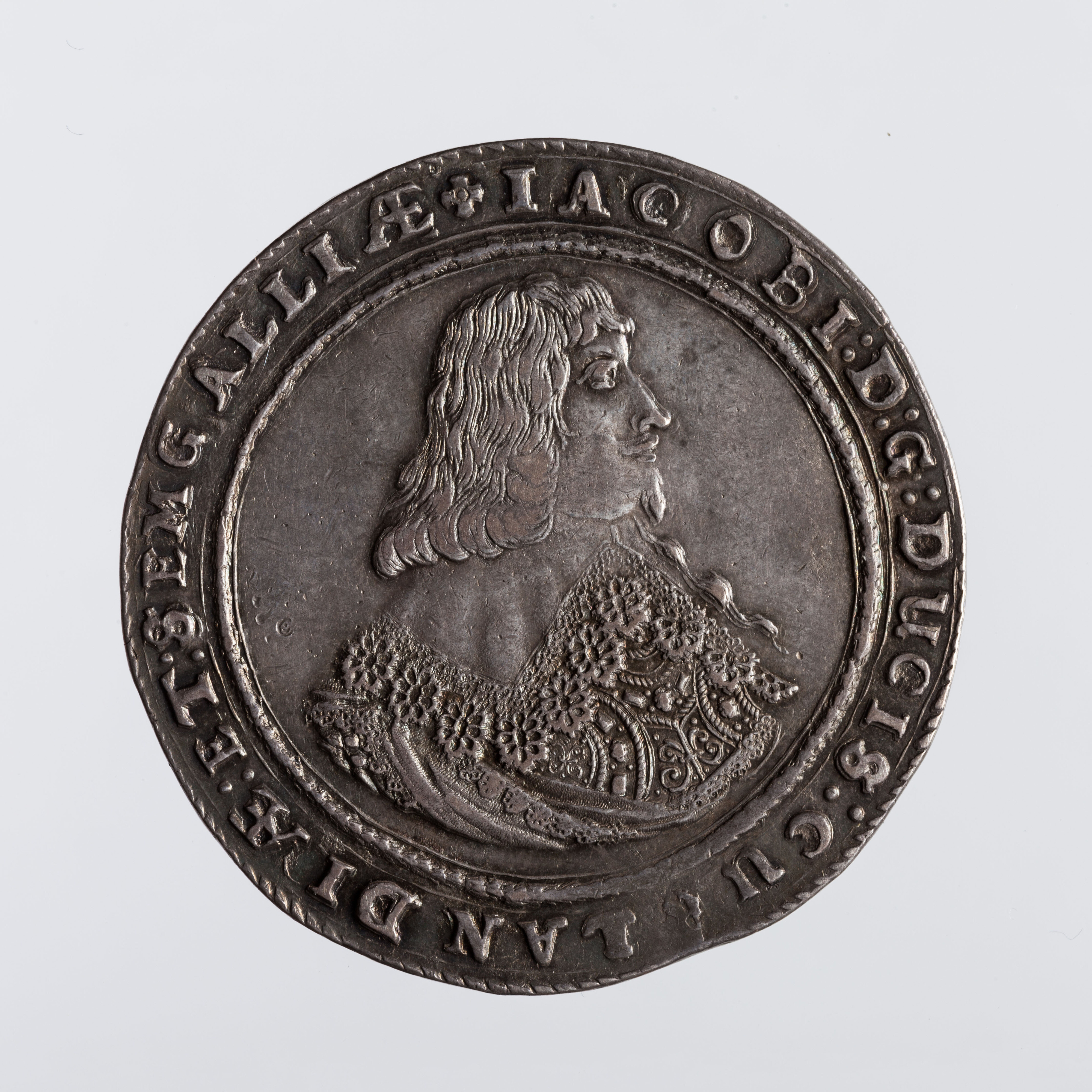
1644 awers
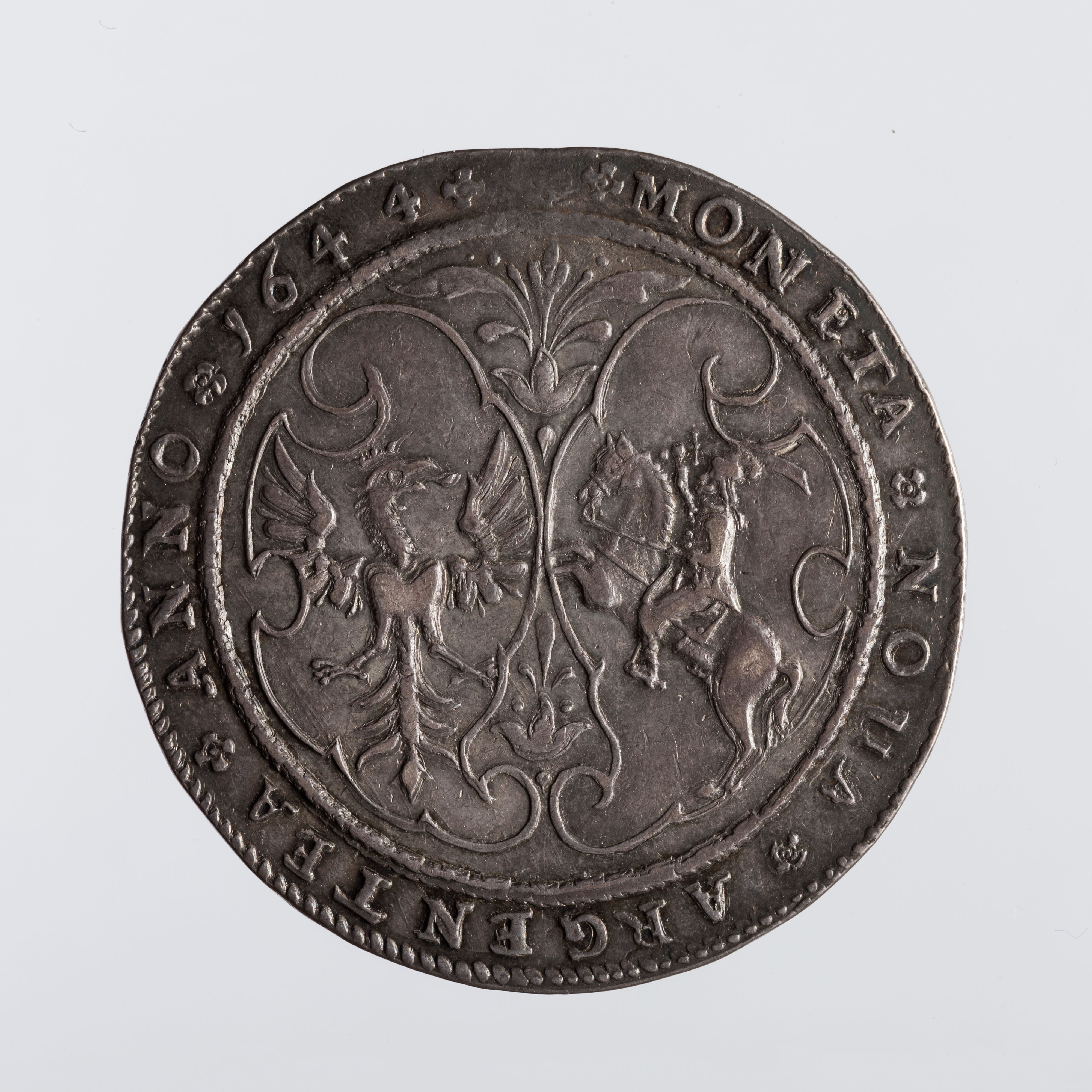
1644 rewers

- dukaty
  - średnica: 24 mm
  - roczniki: 1645, 1646

### Fryderyka Kazimierza Kettlera (1687–1696)
- szelągi
  - awers: popiersie
  - rewers: czteropolowa tarcza
  - średnica: 16,5 mm, miedź
  - roczniki: 1696, bezrocznikowy
- półtoraki
  - awers: pięciopolowa tarcza
  - rewers: jabłko
  - średnica: 19 mm

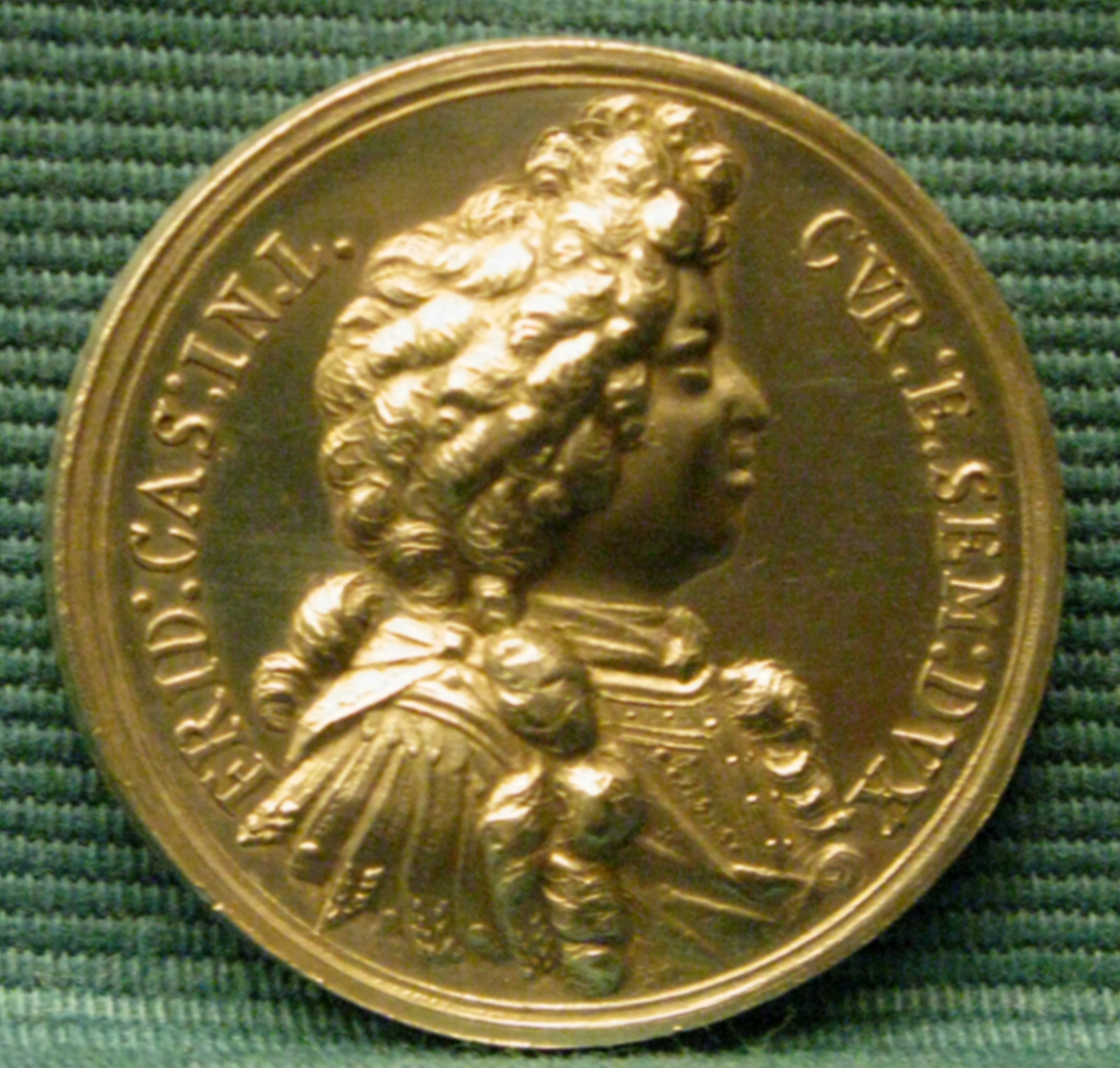
Fryderyk Kazimierz Kettler

  - roczniki: 1687, 1689, 1690, 1695, 1696

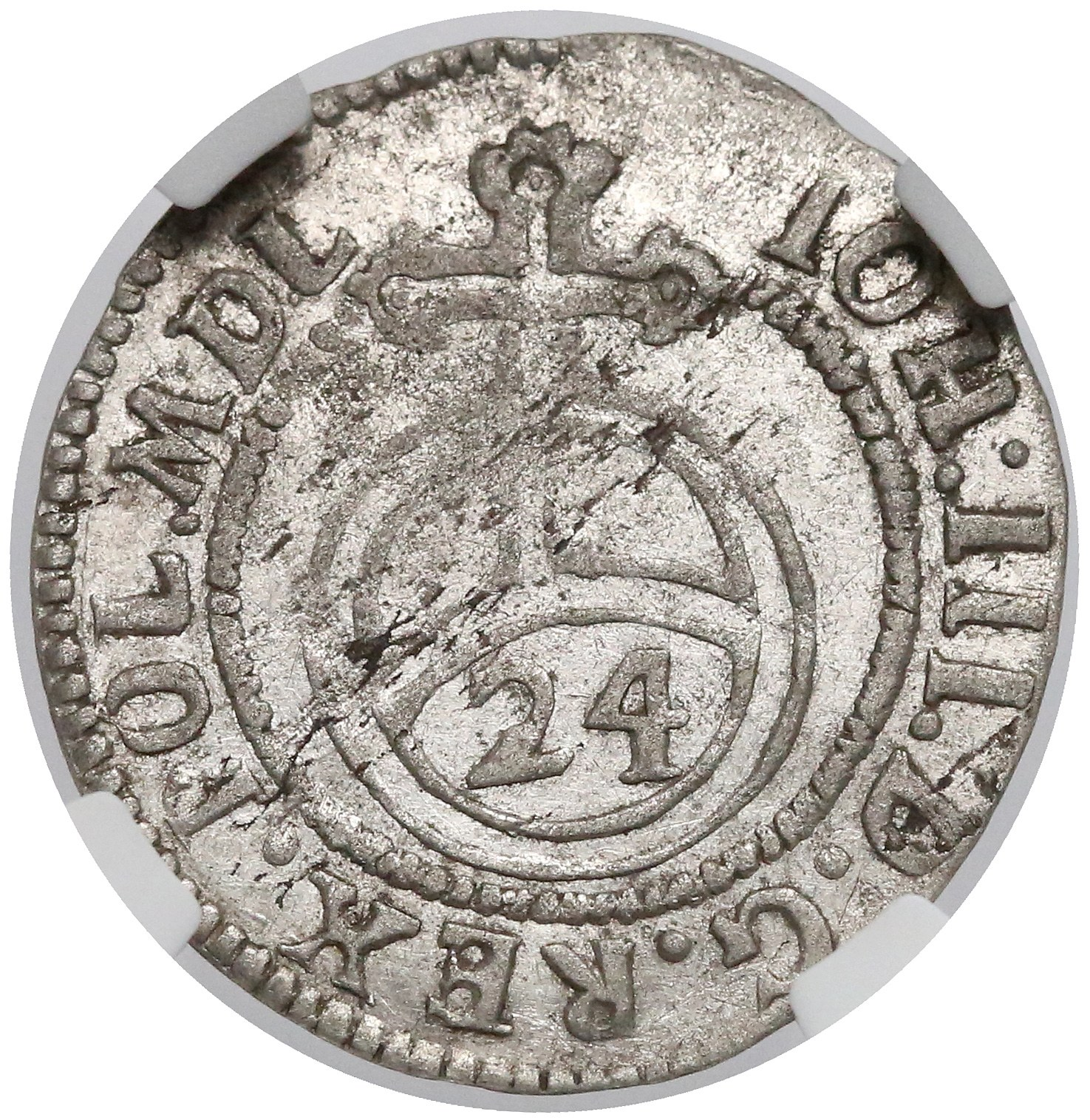
1687 awers
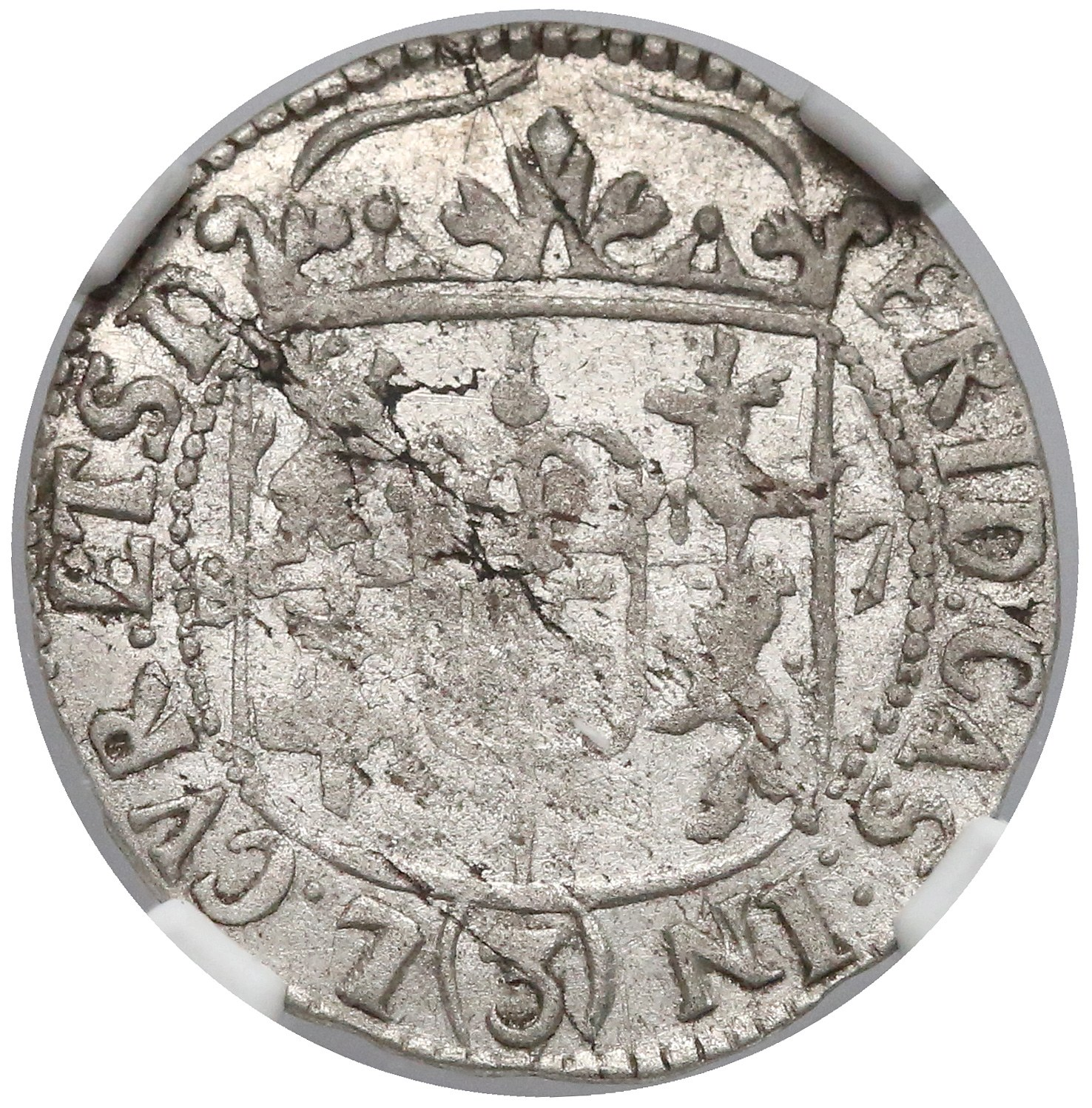
1687 rewers
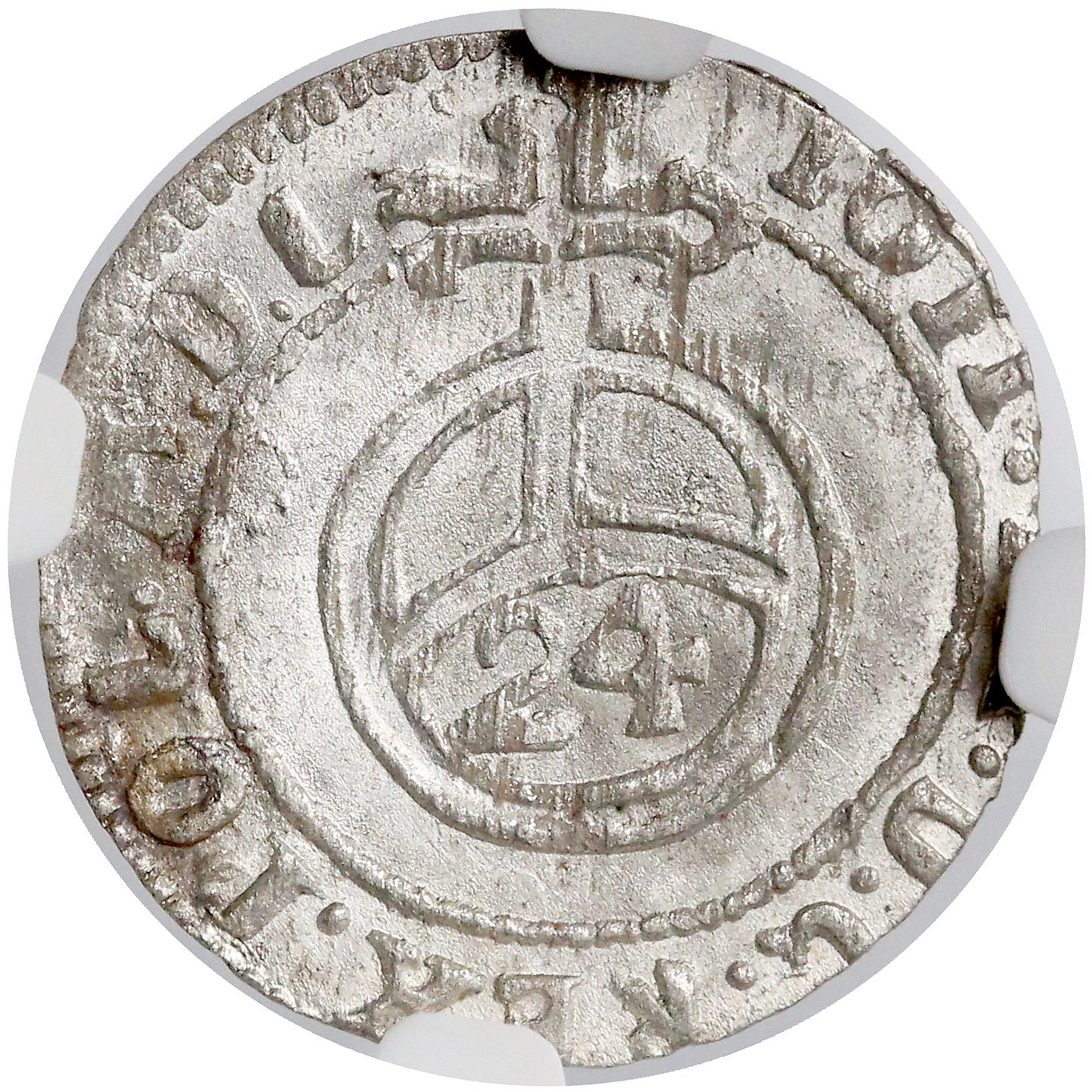
1689 awers
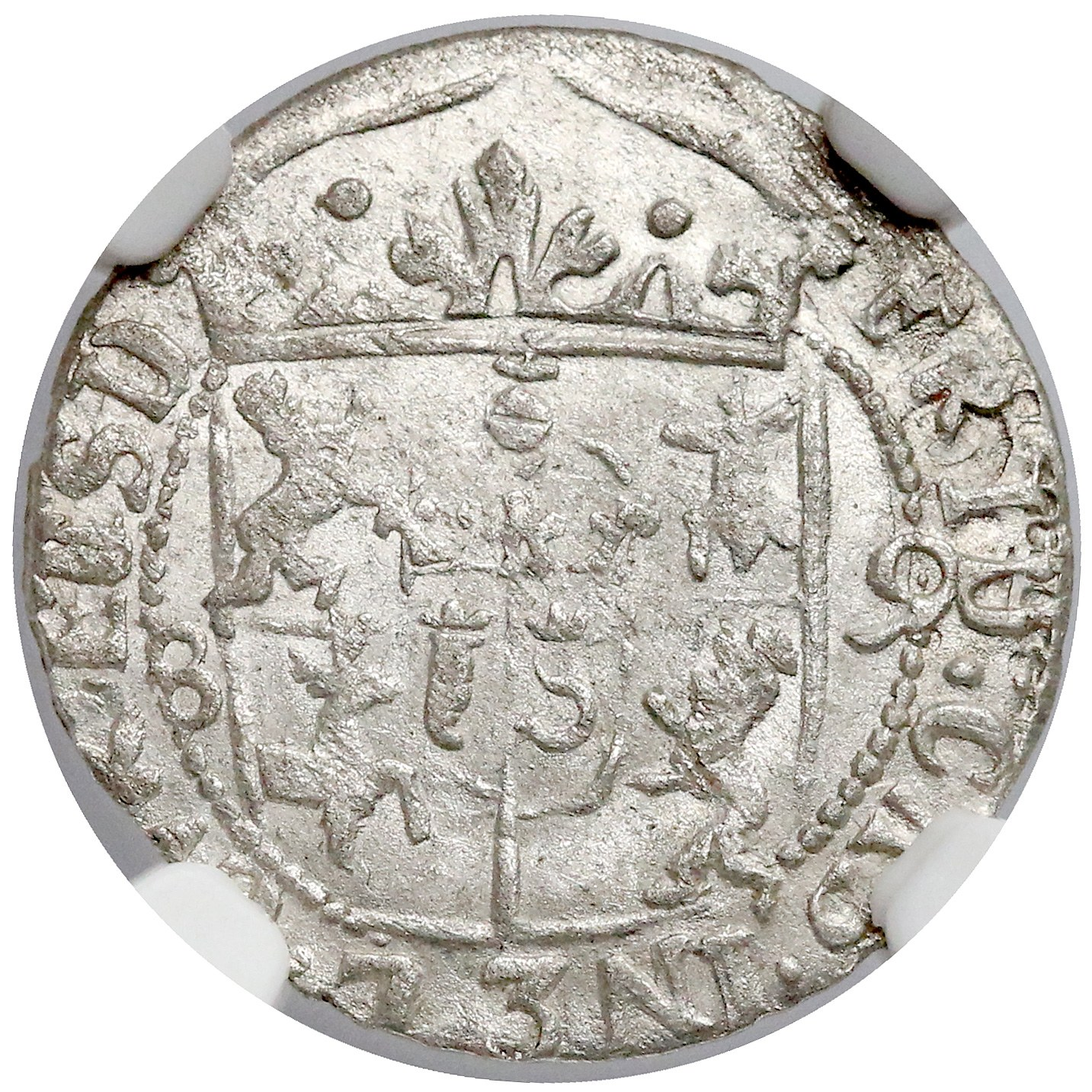
1689 rewers
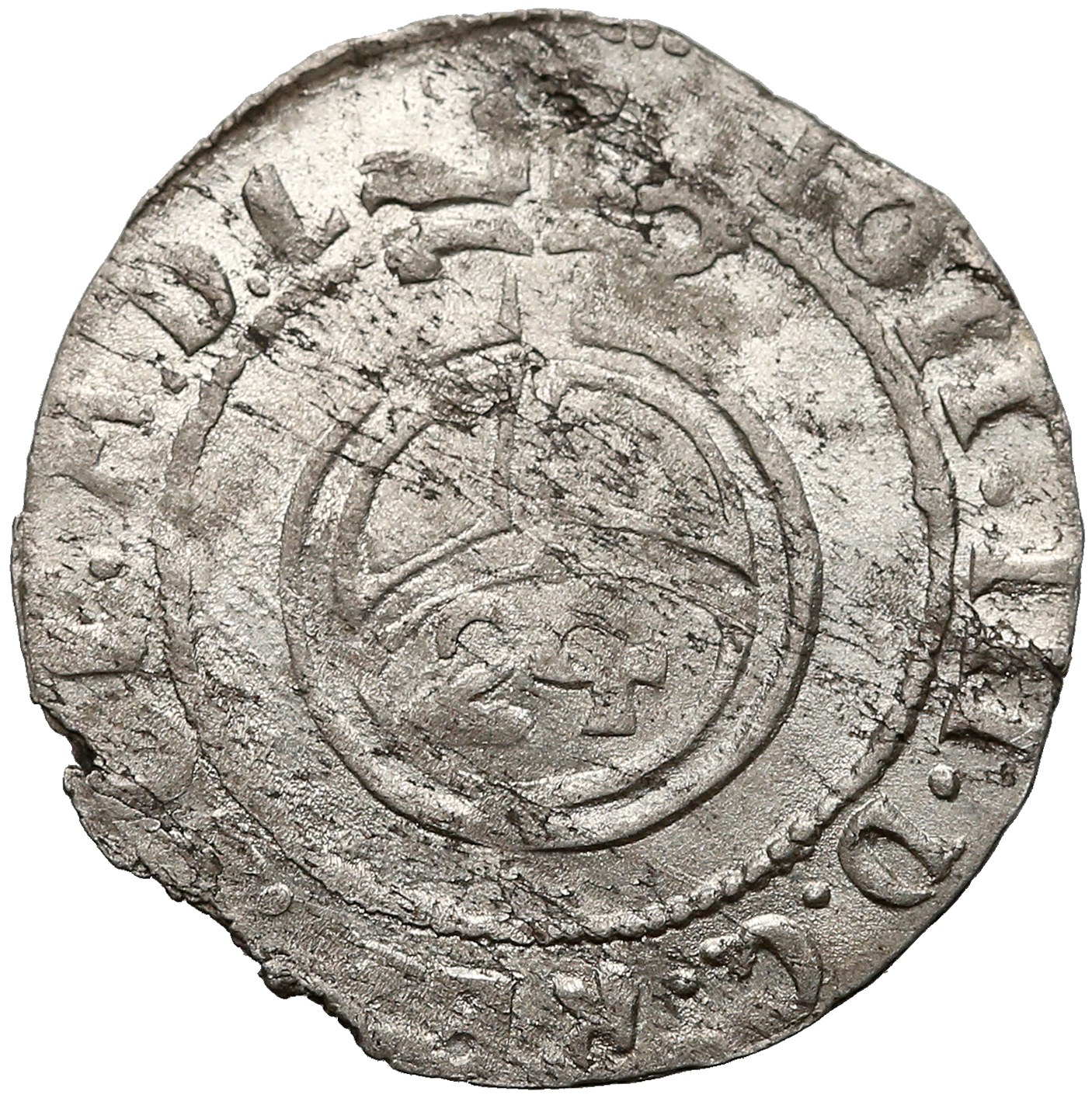
1690 awers
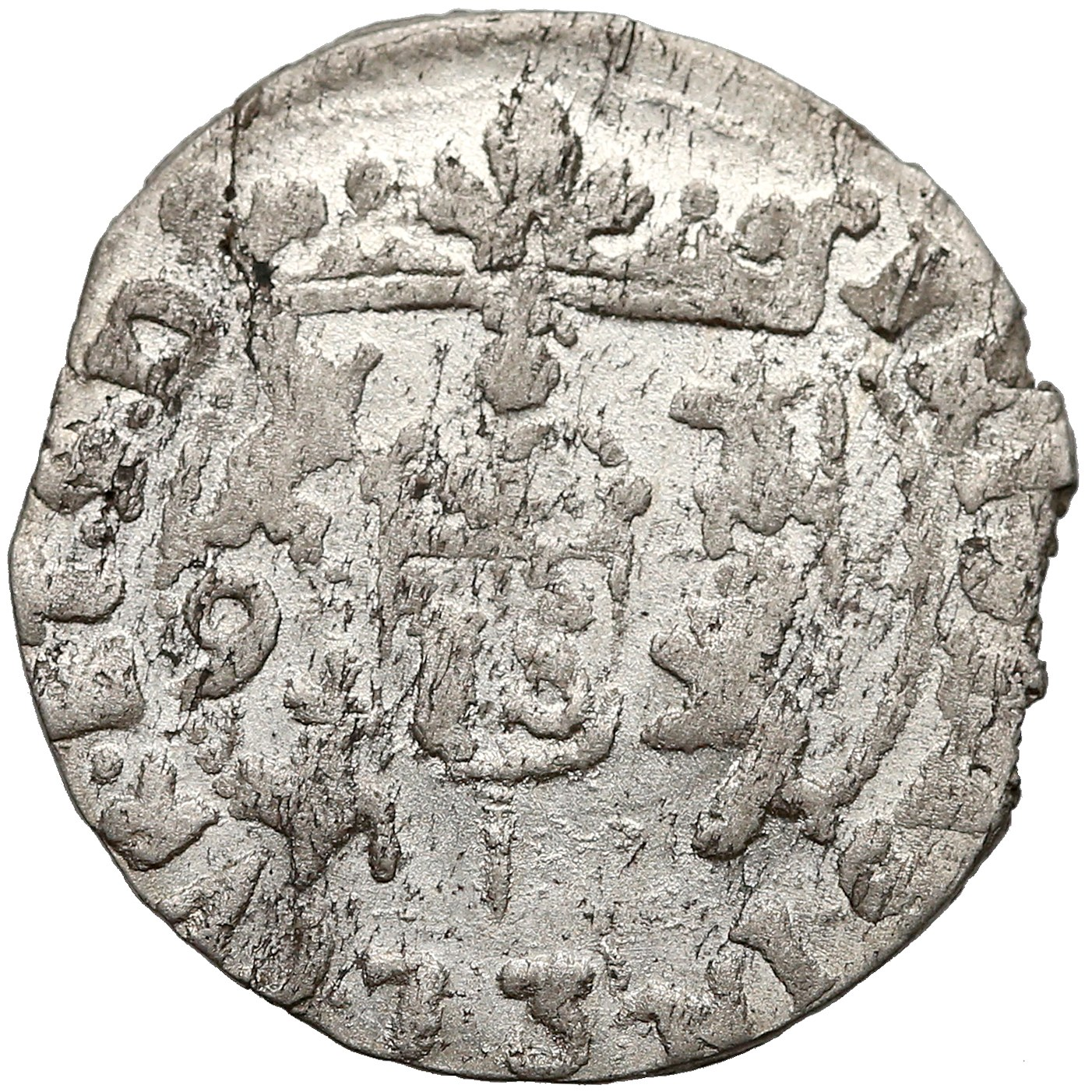
1690 rewers
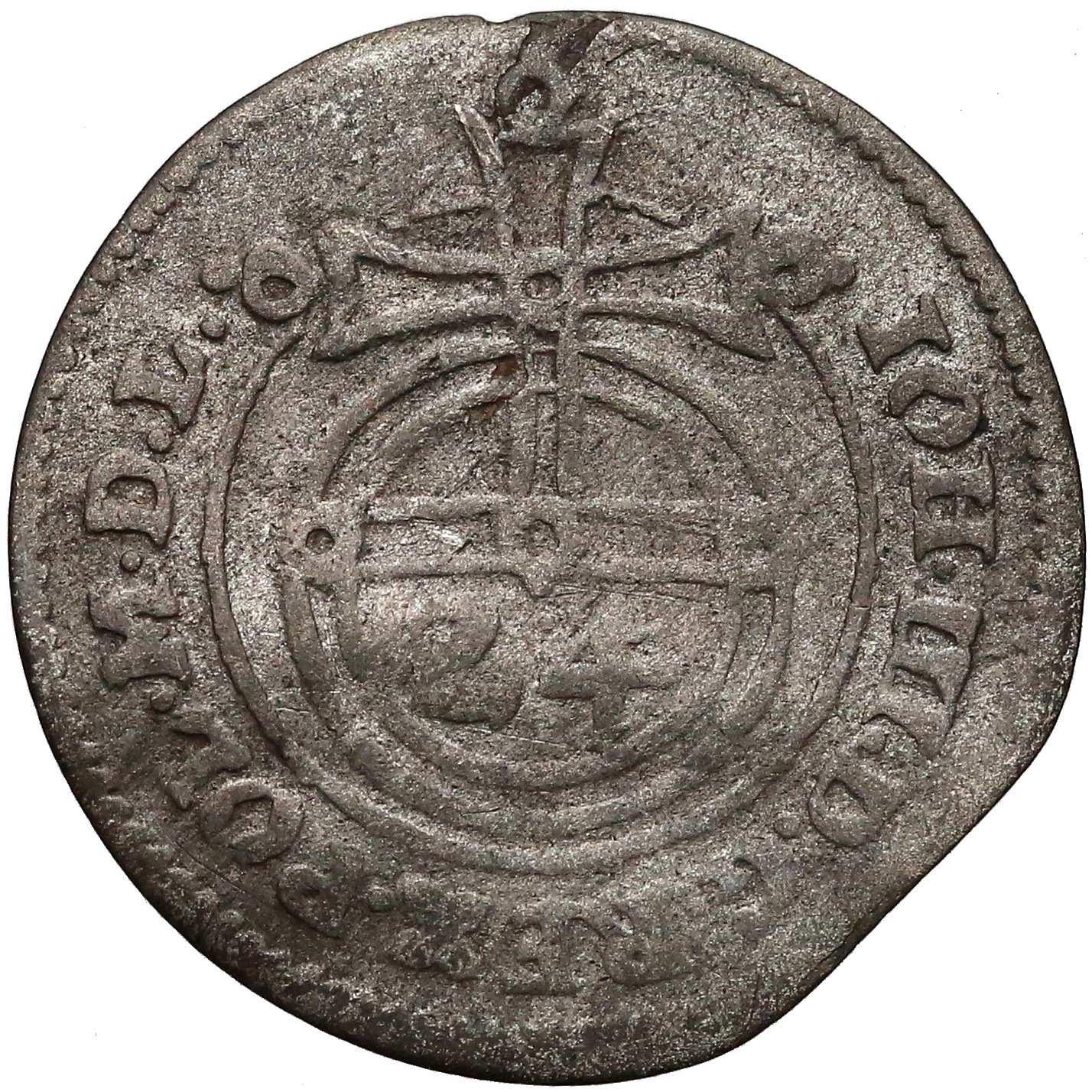
1696 awers
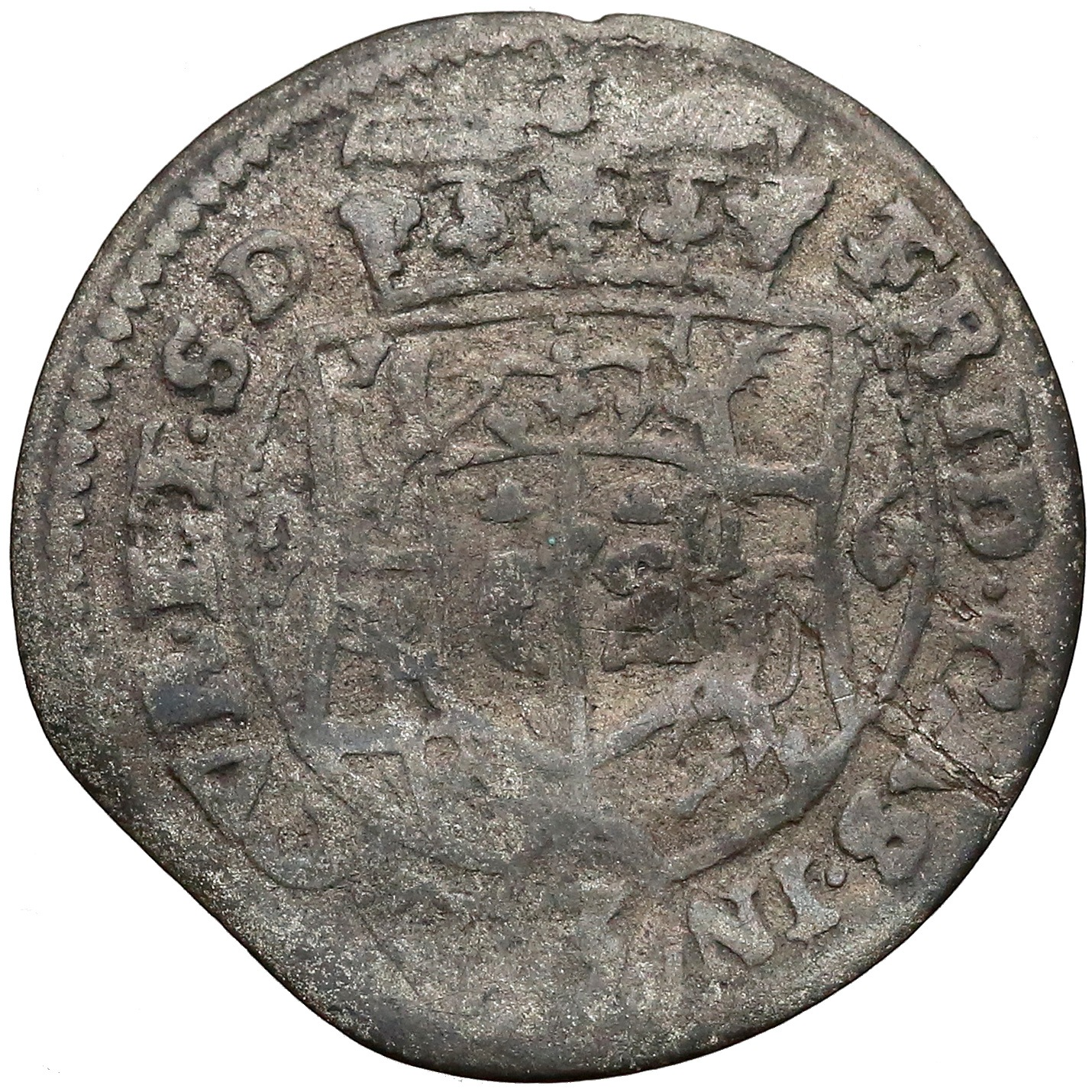
1696 rewers

- szóstak
  - awers: popiersie w zbroi i w dużej peruce, wokoło napis przedzielony: „FRID. CAS. IN. L. CUR. ET. S. D”
  - rewers: dwie tarcze, na jednej Orzeł, na drugiej Pogoń, pomiędzy tarczami liczba wartości „VI”, wokoło napis: „MONETA DUCIS CURLAND. 1694" i znak menniczy podobny do herbu Brandys
  - średnica: 24 mm
  - roczniki: 1694, 1694 GAH

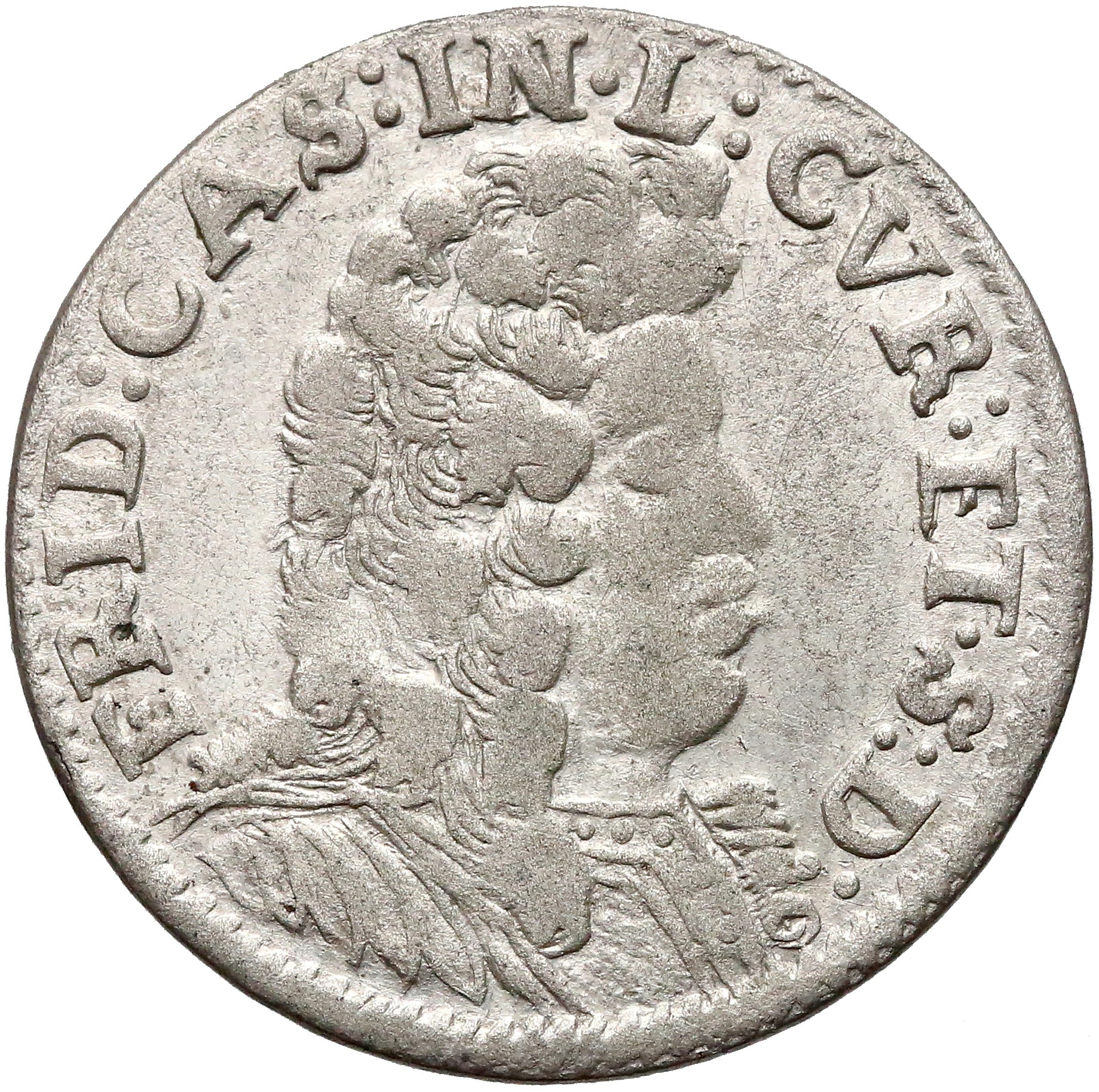
1694 awers
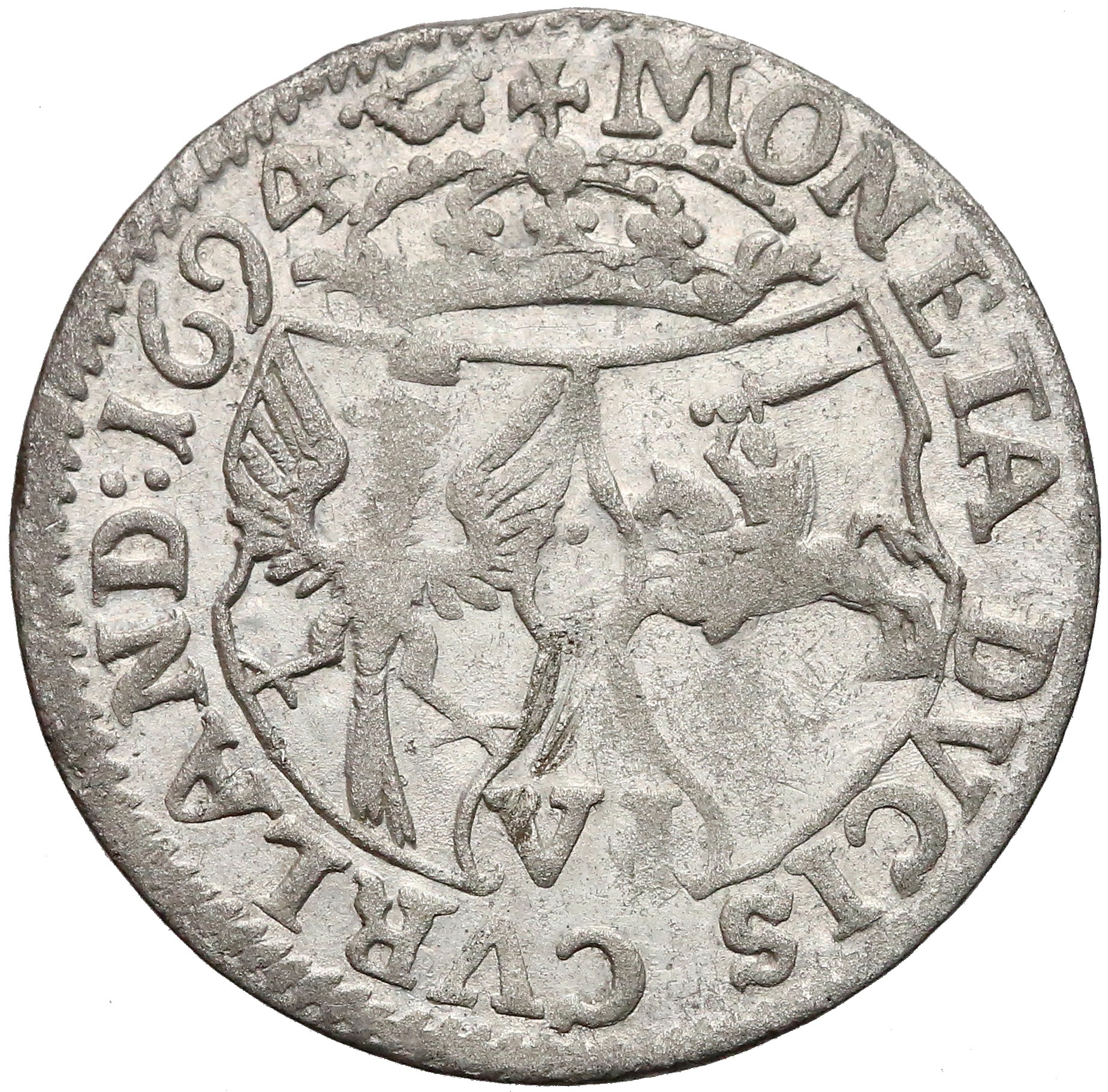
1694 rewers

- szóstak
  - awers: popiersie
  - rewers: trzy tarcze z Orłem, Pogonią i Lwem
  - rocznik: 1694
- ort
  - awers: popiersie w zbroi i w dużej peruce, wokoło napis przedzielony: „FRID. CAS. IN. L. CUR. ET. S. D.”
  - rewers: tarcza czteropolowa z Orłami i Pogoniami, po bokach tarczy rozdzielona liczba wartości „18", wokoło napis: „MONETA DUCIS CURLAND. 1694"
  - średnica: 29–29,5 mm
  - roczniki: 1694 ręka z mieczem, 1694, bez znaku

- dukat
  - awers: popiersie

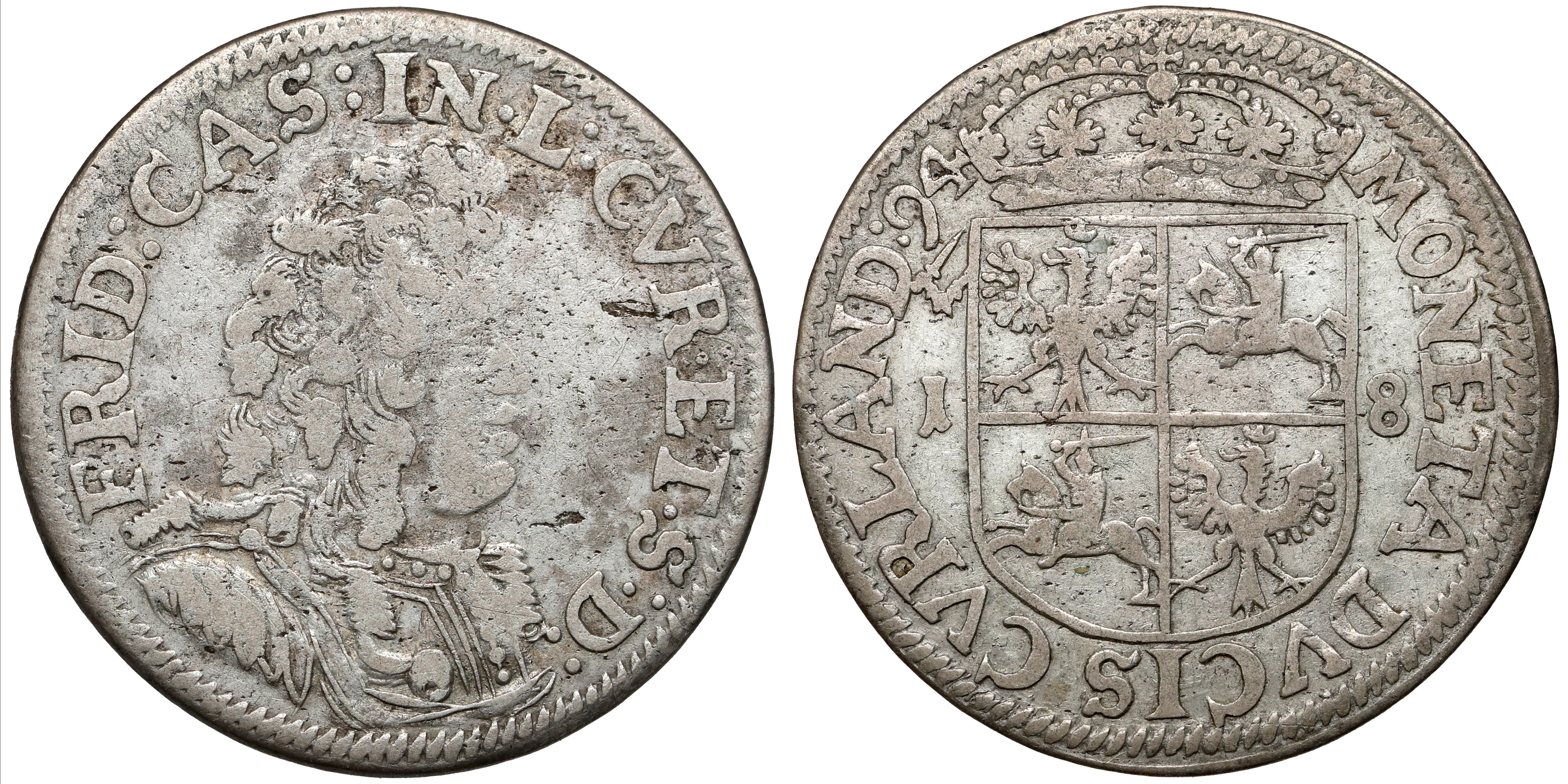

  - rewers: Orzeł z tarczą sześciopolową na piersiach
  - średnica: 23 mm
  - rocznik: 1689 (istnieją również odbitki w srebrze)

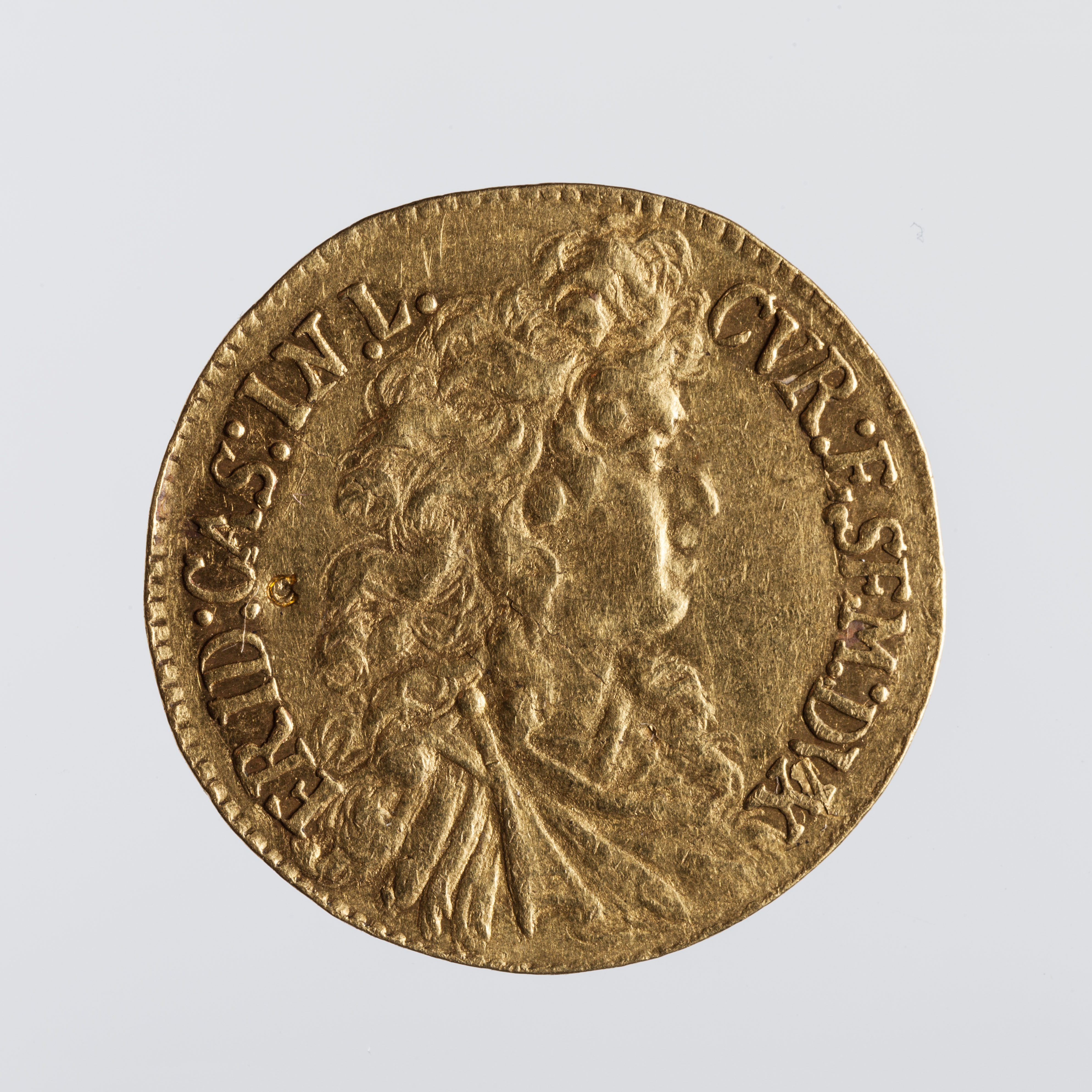
awers
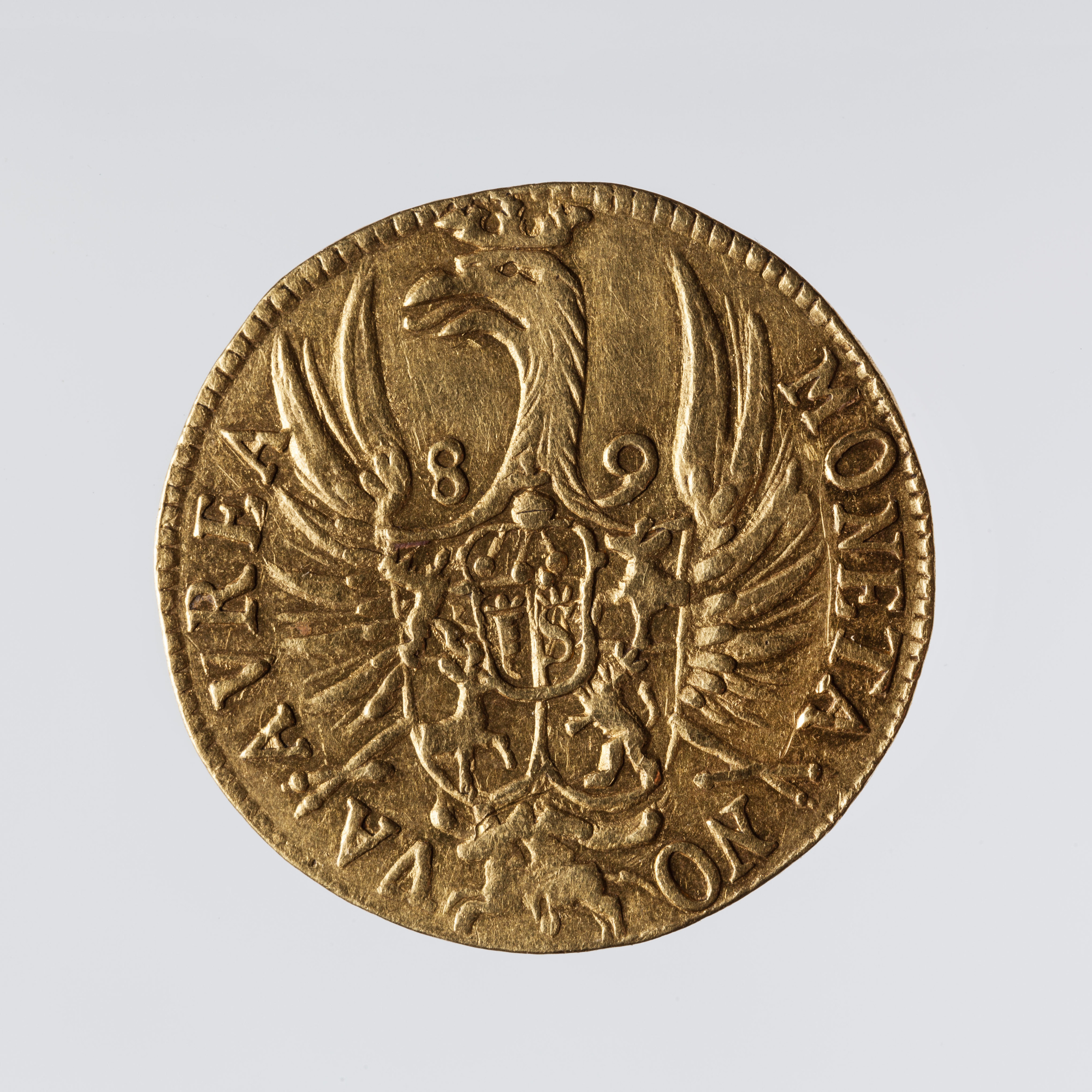
rewers

### Karola Krystiana Wettyna (1762)

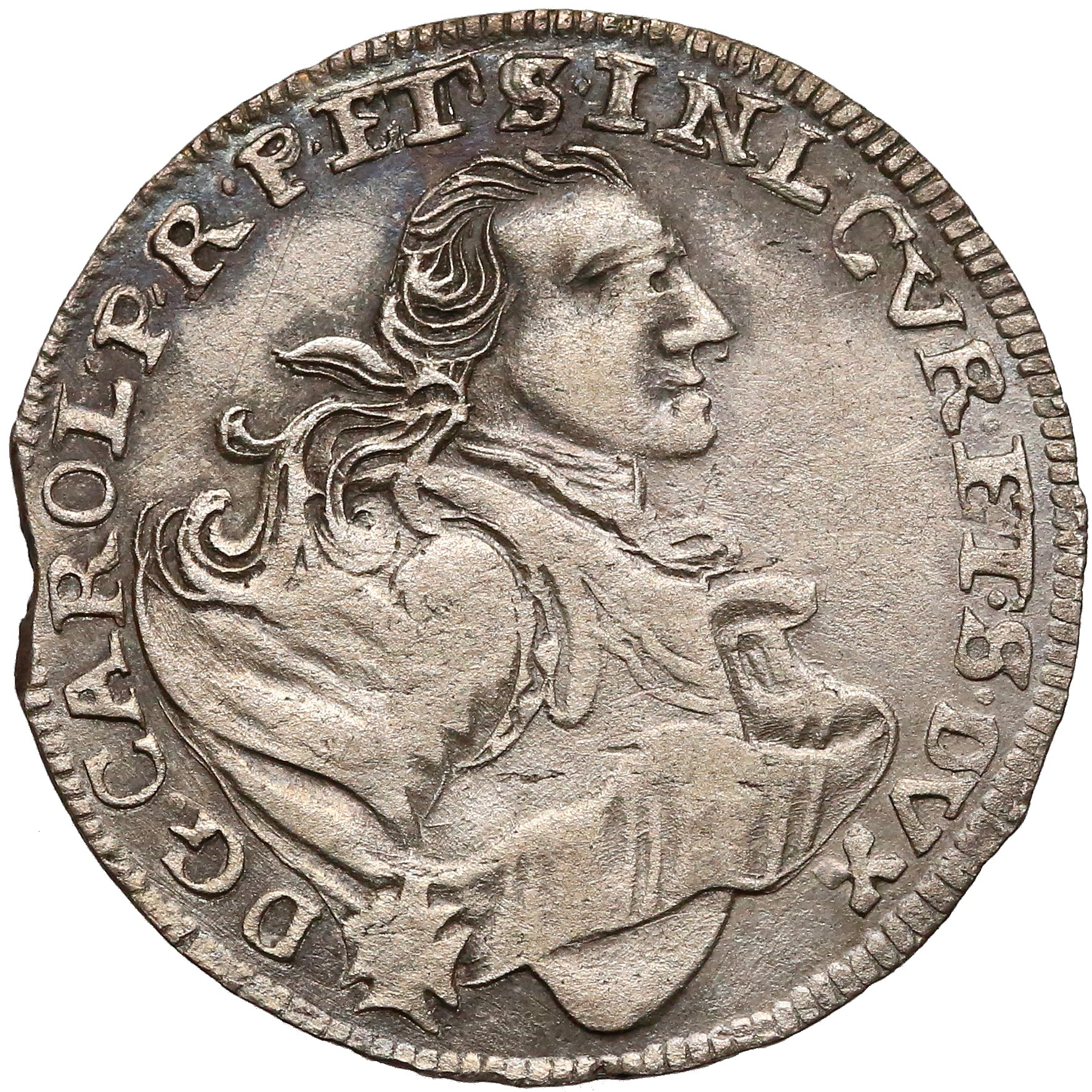
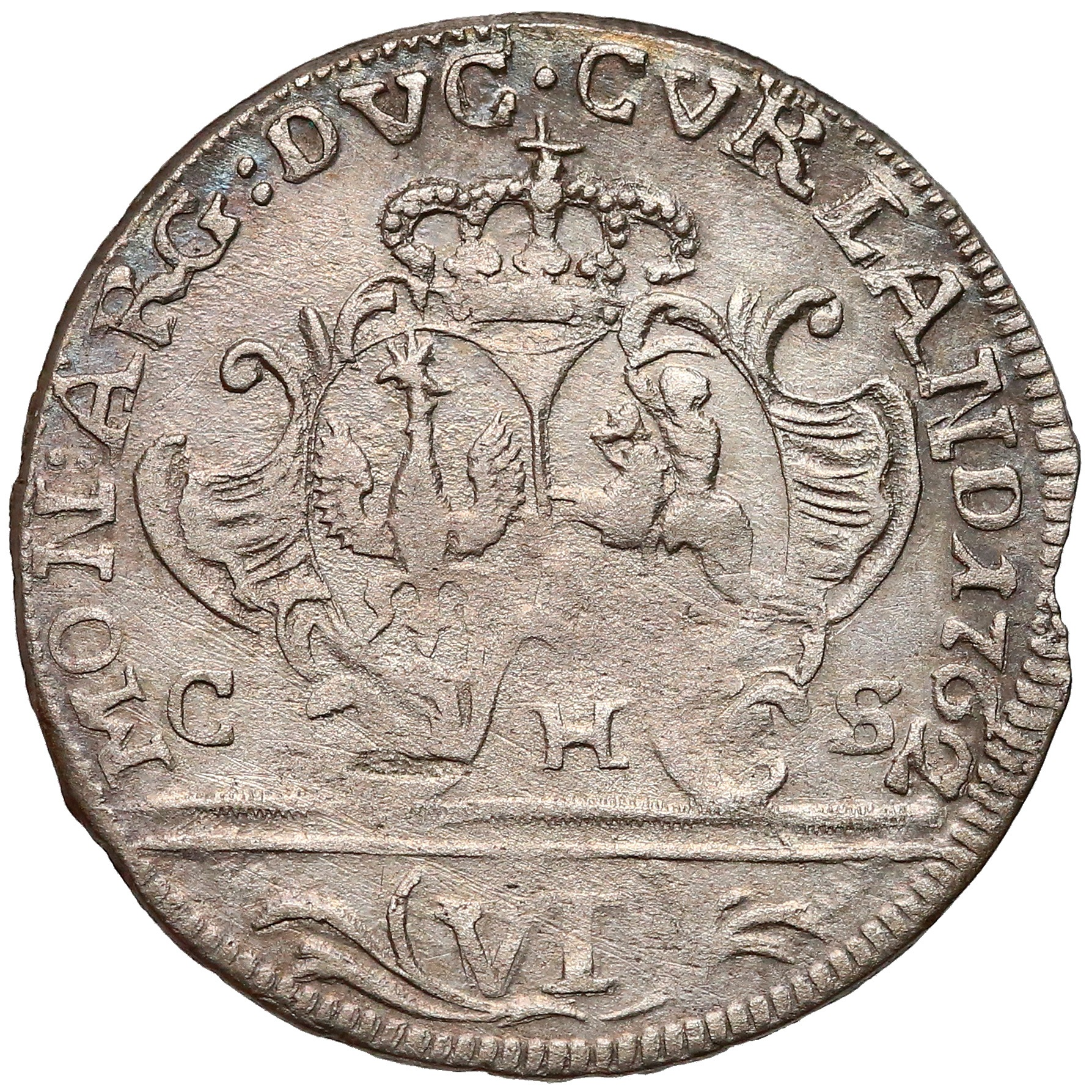

Pełny tytuł jego brzmiał:

DEI GRATIA PRINCEPS REGIUS POLONIAE ET SAXONIAE IN LIVONIAE CURLANDIAE ET SEMIGALLAE DUX

(pol. z Bożej Łaski Karol Królewicz Polski i Saksonii, Książę w Inflantach, Kurlandii i Semigalii).
Na monetach bitych w czasie jego rządów Karol używał herbów polskich i litewskich. Monety były bite w mennicy w Mitawie w roku 1762. Literki C.H.S (nieraz samo H) oznaczają inicjały Karola Henryka Schwerdtnera – zarządcy mennicy w Mitawie w roku 1762.
- szeląg
  - awers: popiersie w zbroi, włosy długie w tyle głowy związane, otokowy napis rozdzielony: „D. G. CAROL. P. R. P. &. S. IN L.CUR. &  S. DUX”
  - rewers: dwie tarcze obok siebie, z Orłem i Pogonią, poniżej rok „1762", otokowy napis rozdzielony: „MONETA. ARGENTA DUC. CURLAND.”

- szelągi[18]
  - awers: popiersie, otokowy napis rozdzielony: „D. G. CAROLU. P. RE. POLON. & SAX”
  - rewers: dwie owalne tarcze obok siebie, z Orłem i Pogonią, poniżej napis: „SOLID.”, dookoła: „MONE. CURLAND. &. SEM. DUX 1762.”
  - średnica: 15–16 mm, miedź
  - roczniki: 1762 tarcze owalne (R3), 1762 tarcze prostokątne, wygięte (R4), IGS, 1762 IFS

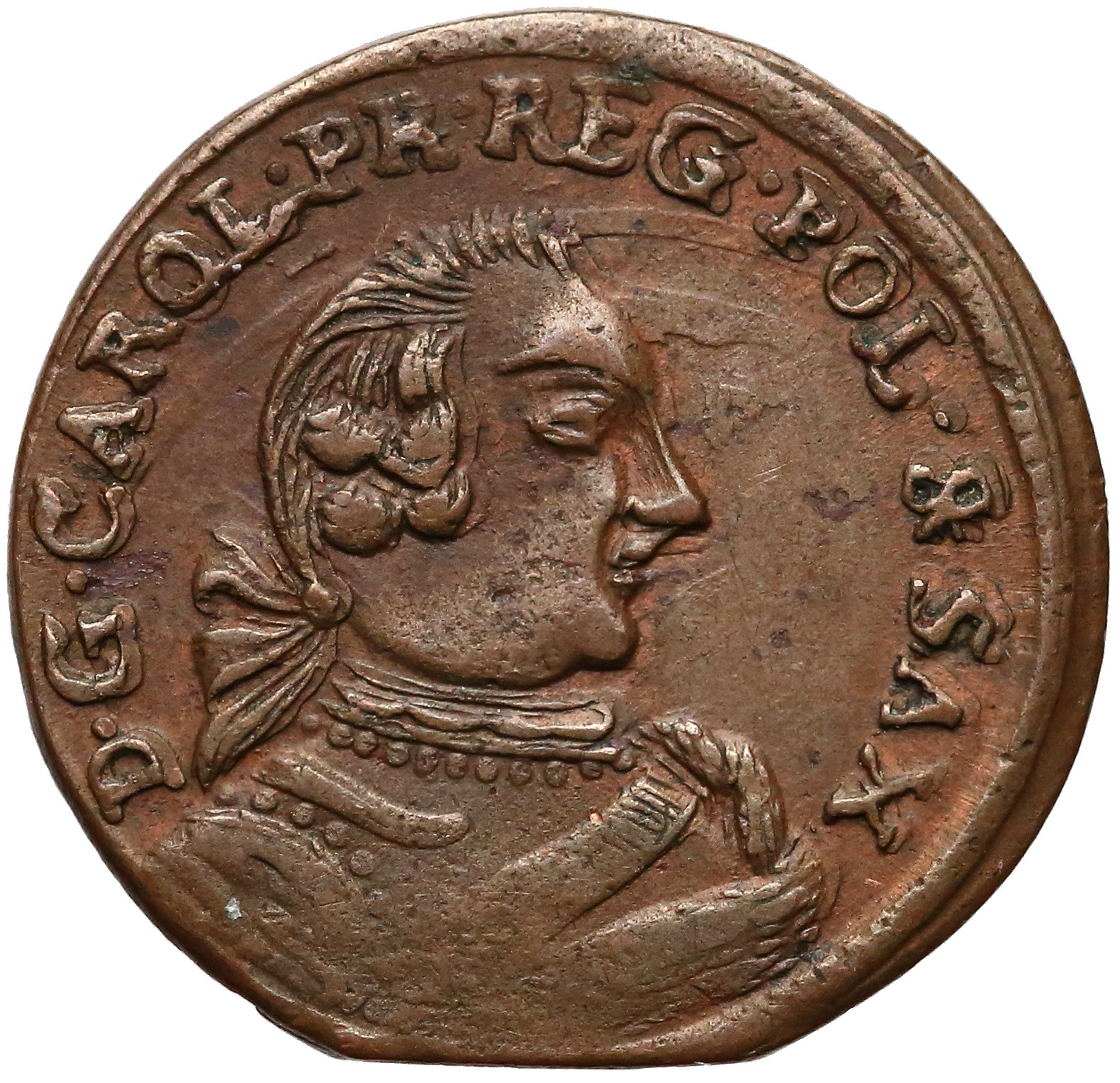
1762 POL awers
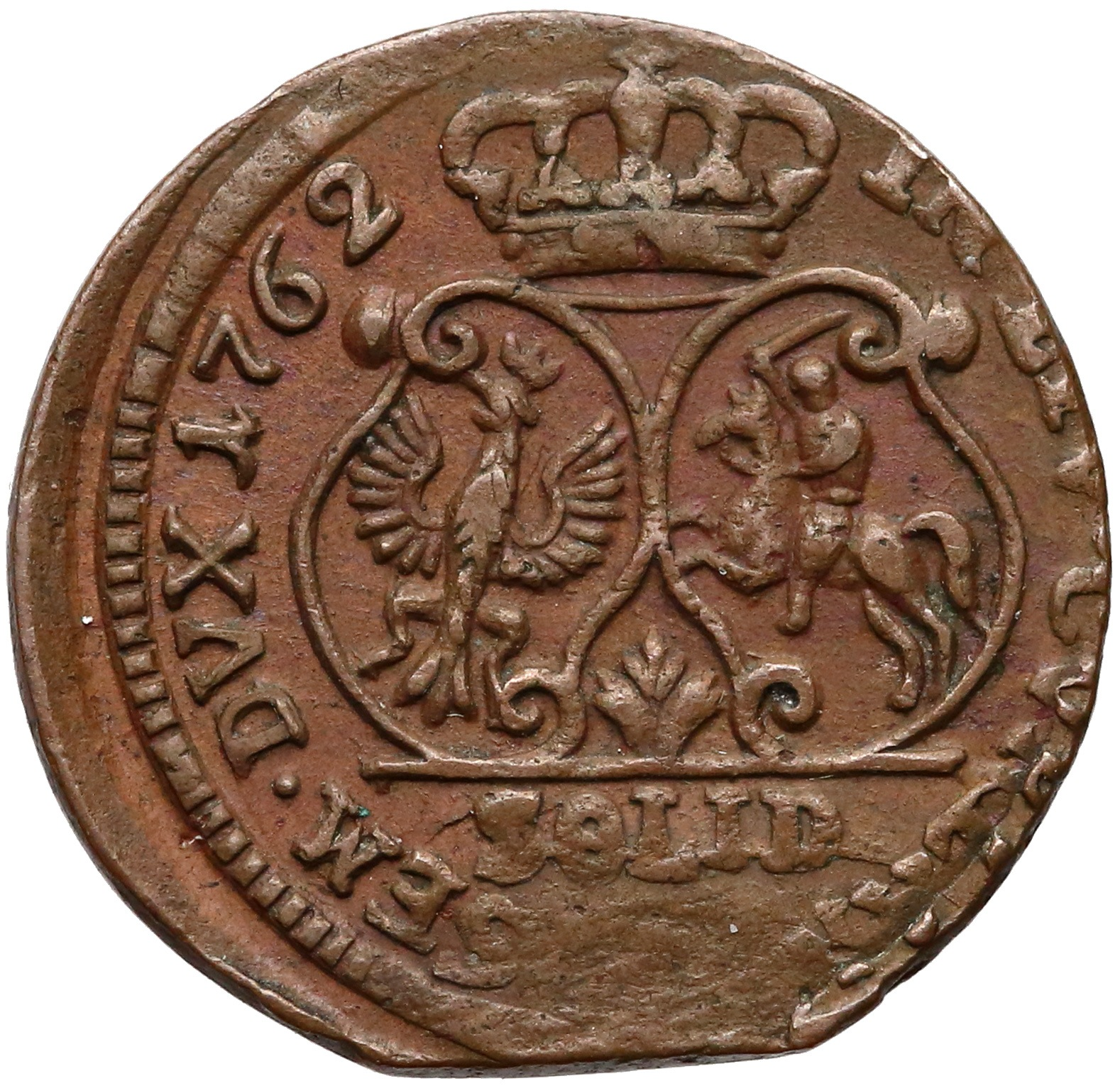
1762 POL rewers
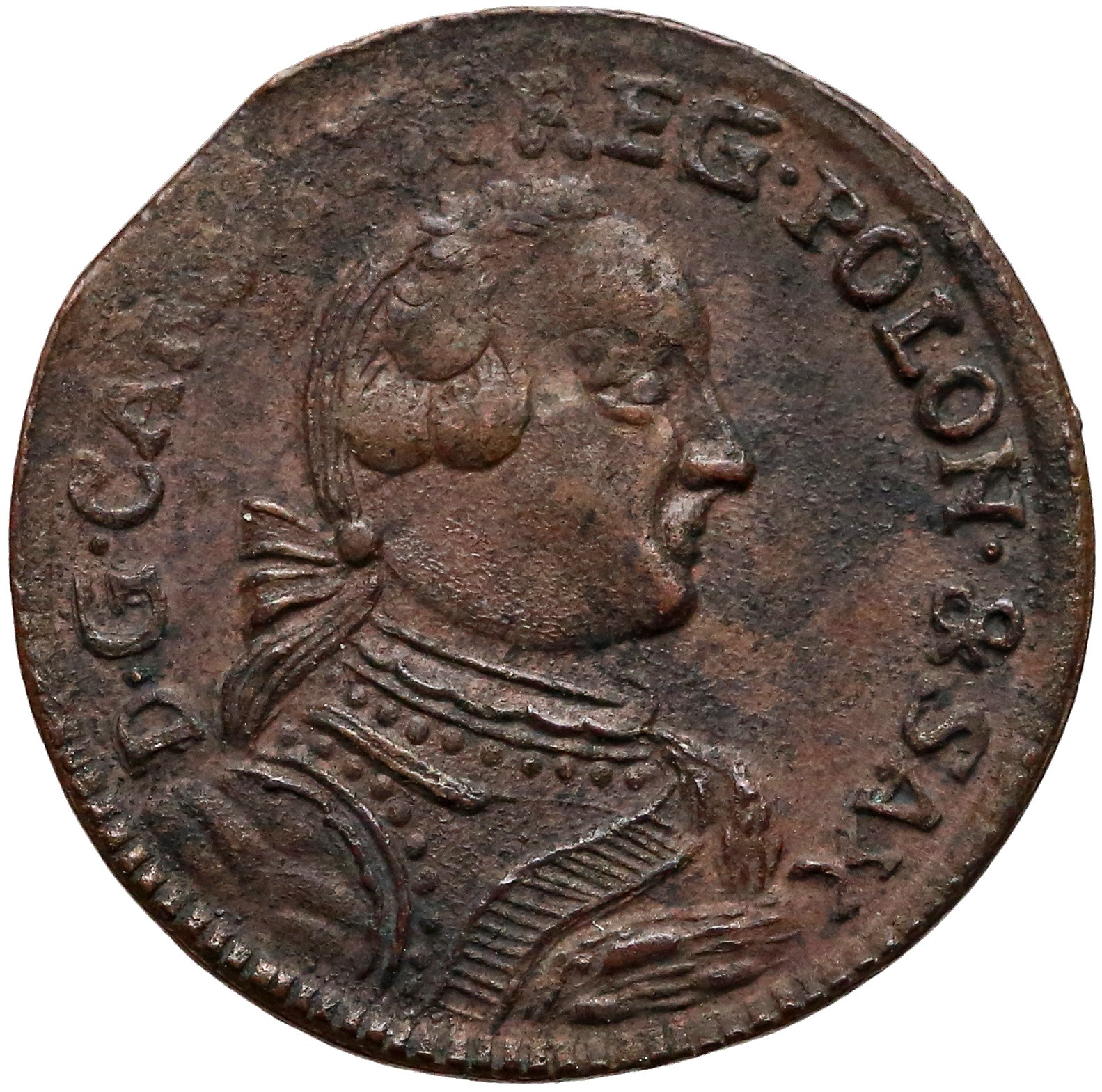
1762 POLON awers
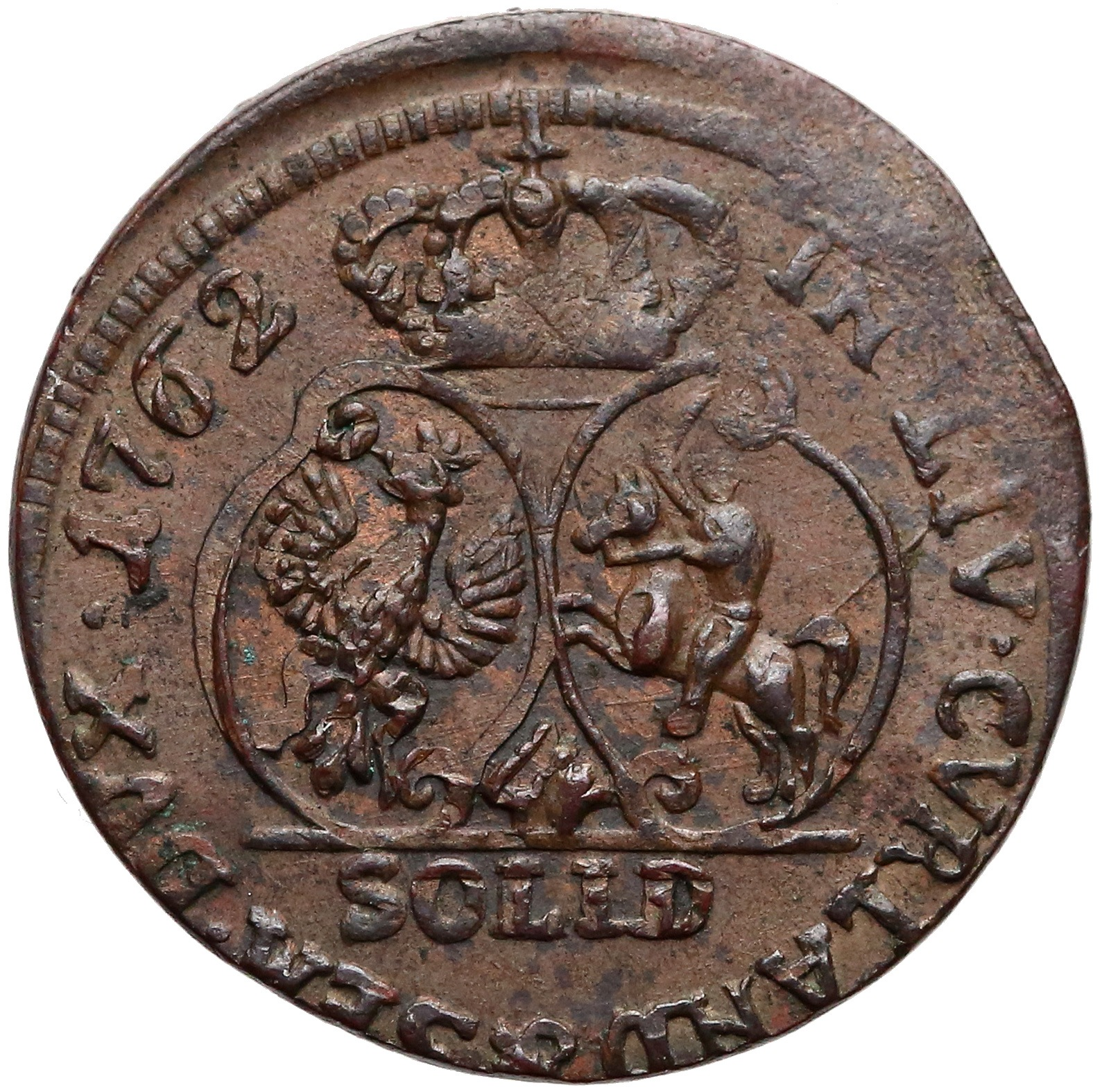
1762 POLON rewers
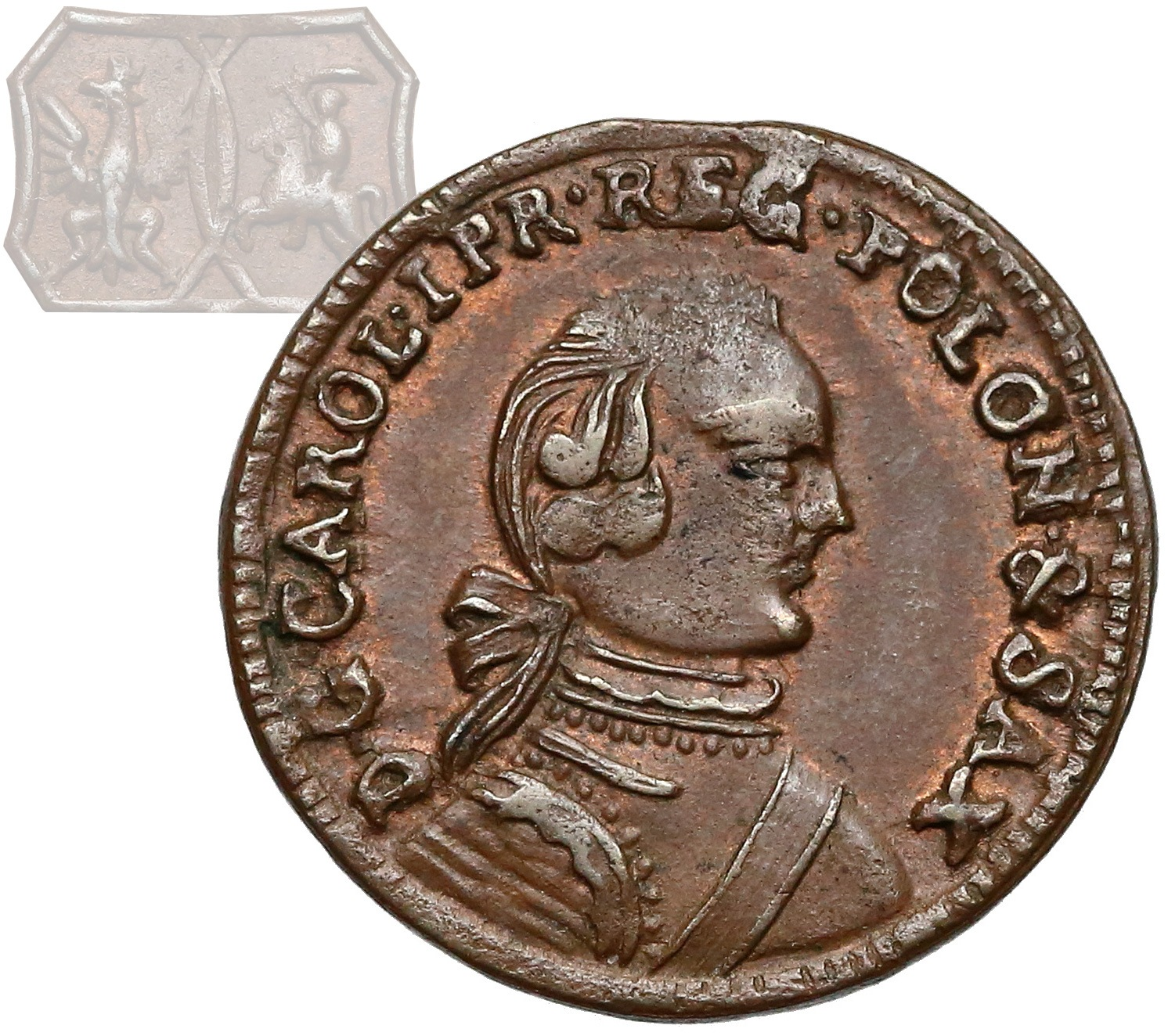
1762 prostokątne tarcze awers
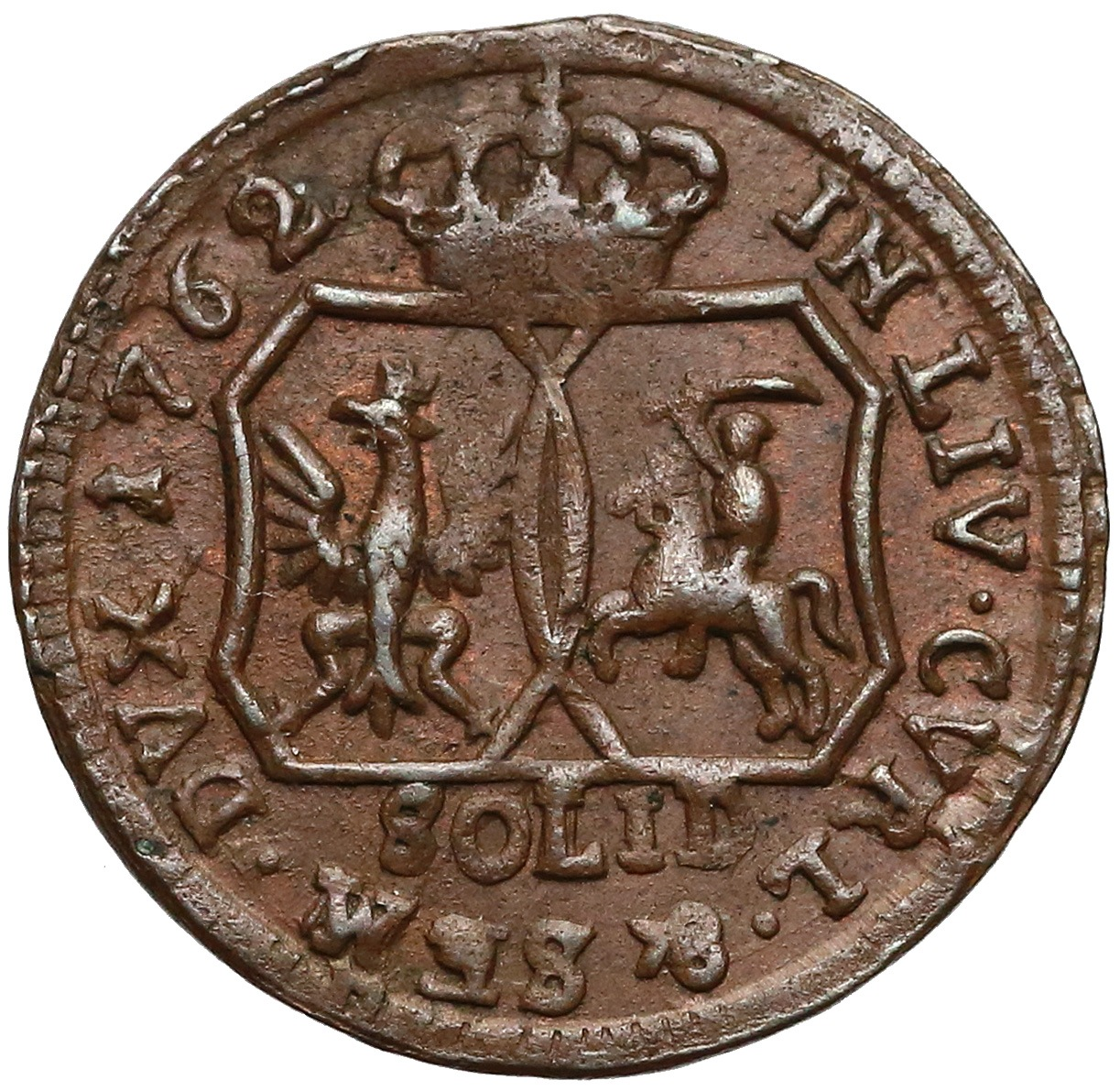
1762 prostokątne tarcze rewers

- grosze[18]
  - awers: popiersie
  - rewers: dwie tarcze
  - średnica: 18 mm
  - roczniki: 1762 tarcze owalne (R4), 1762 tarcze wygięte, CHS (R3), 1762 C-H-S (R3), 1762 H/CS (R3)

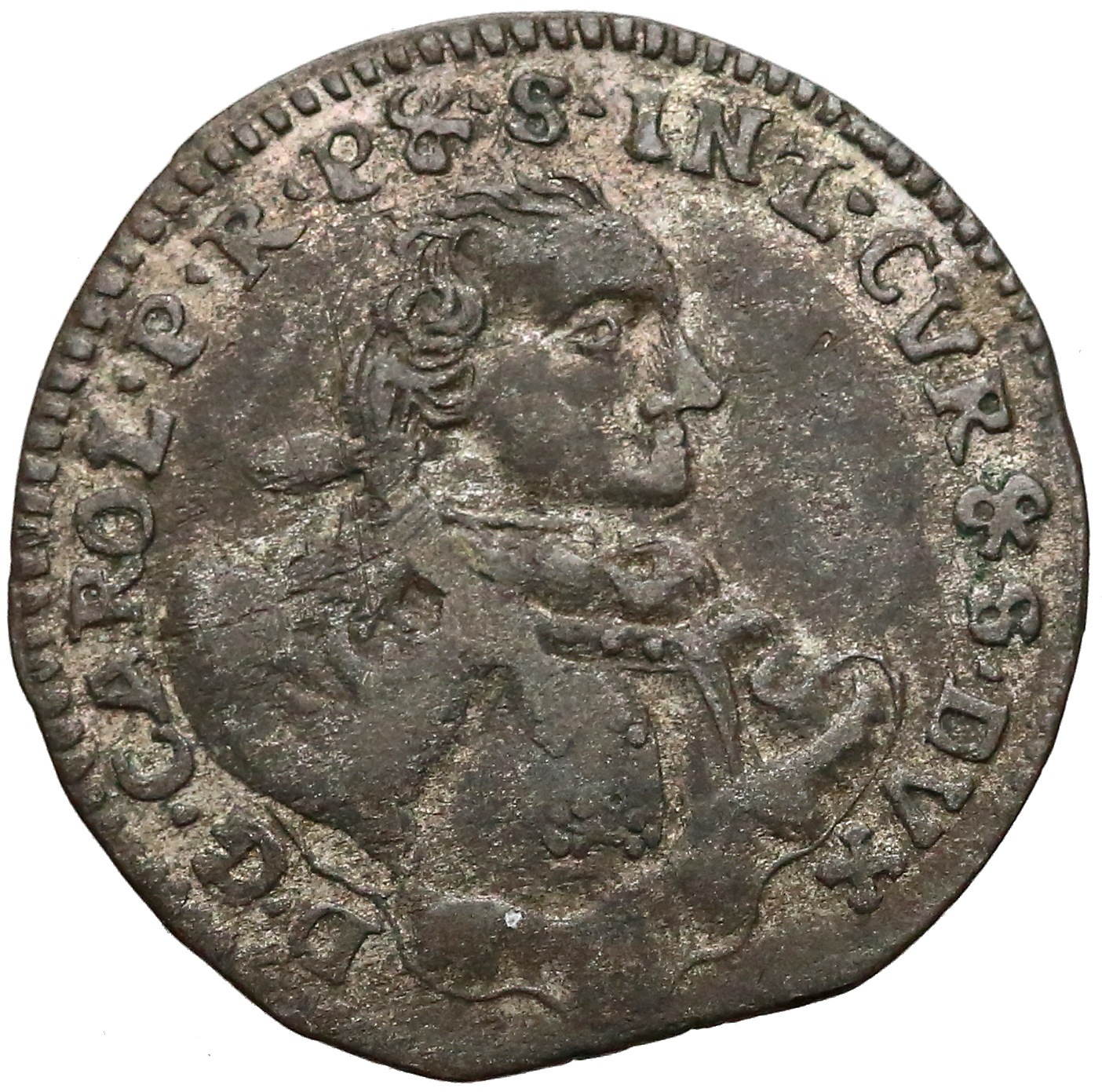
1762 awers
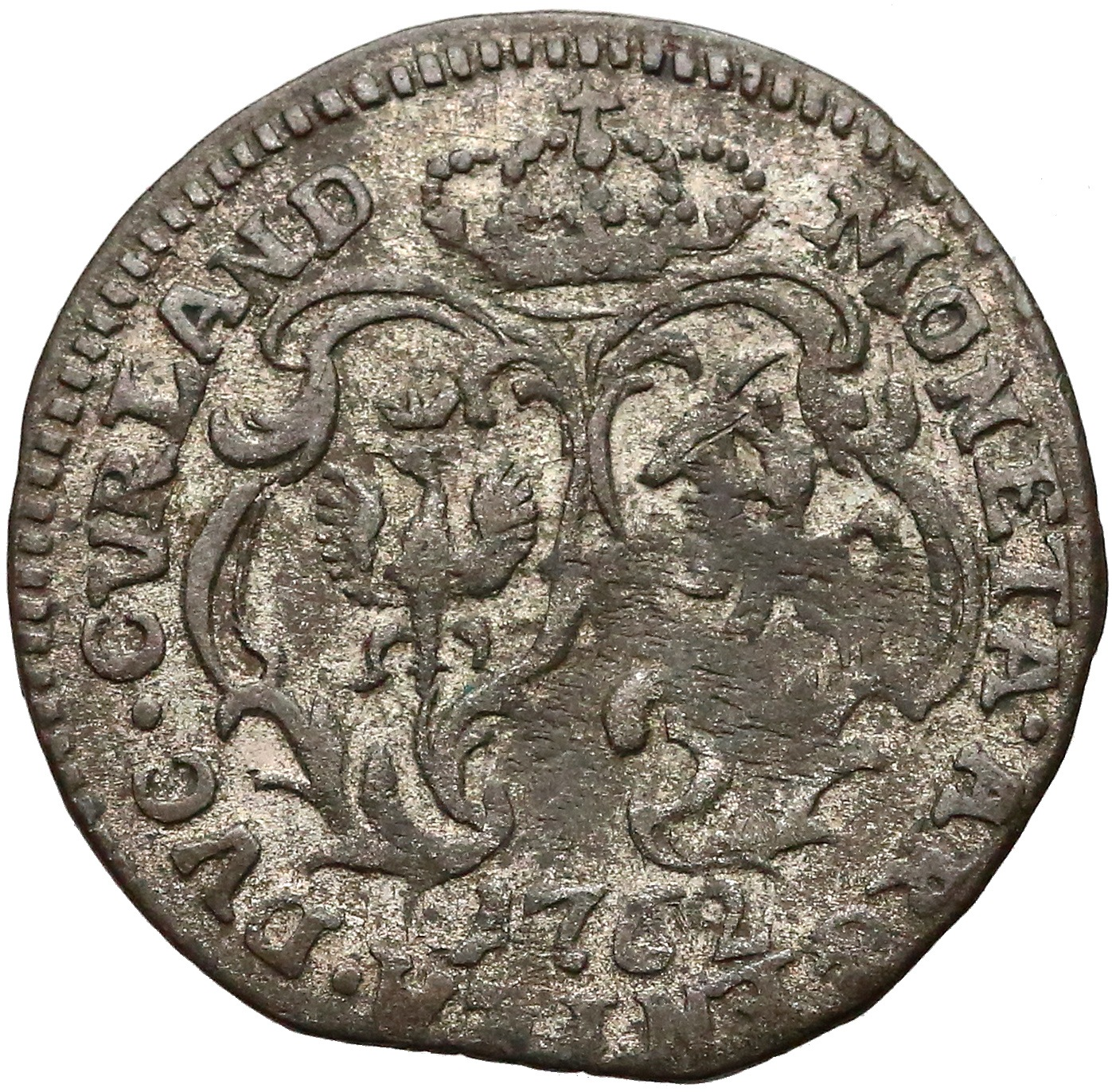
1762 rewers
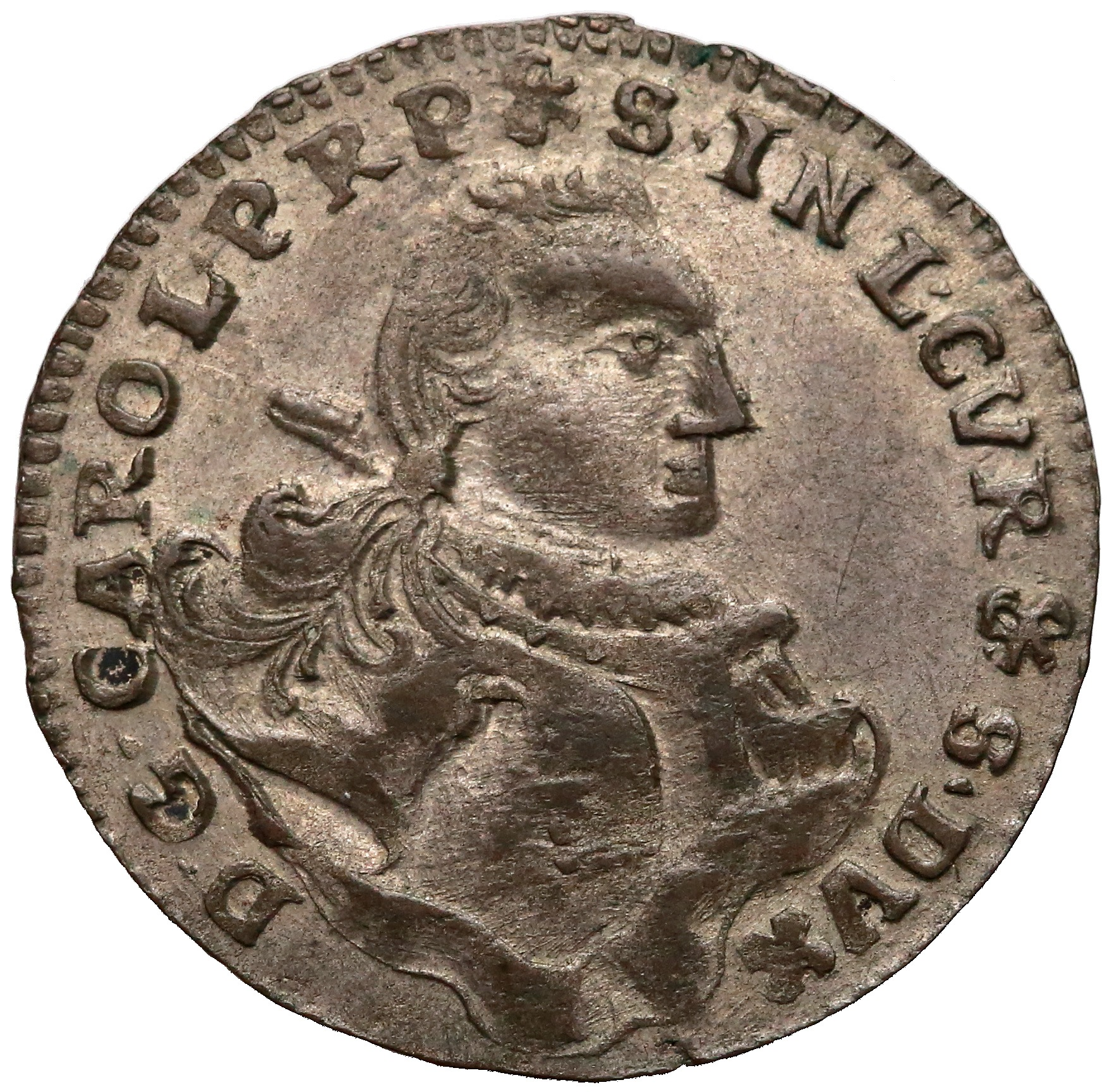
1762 CHS awers
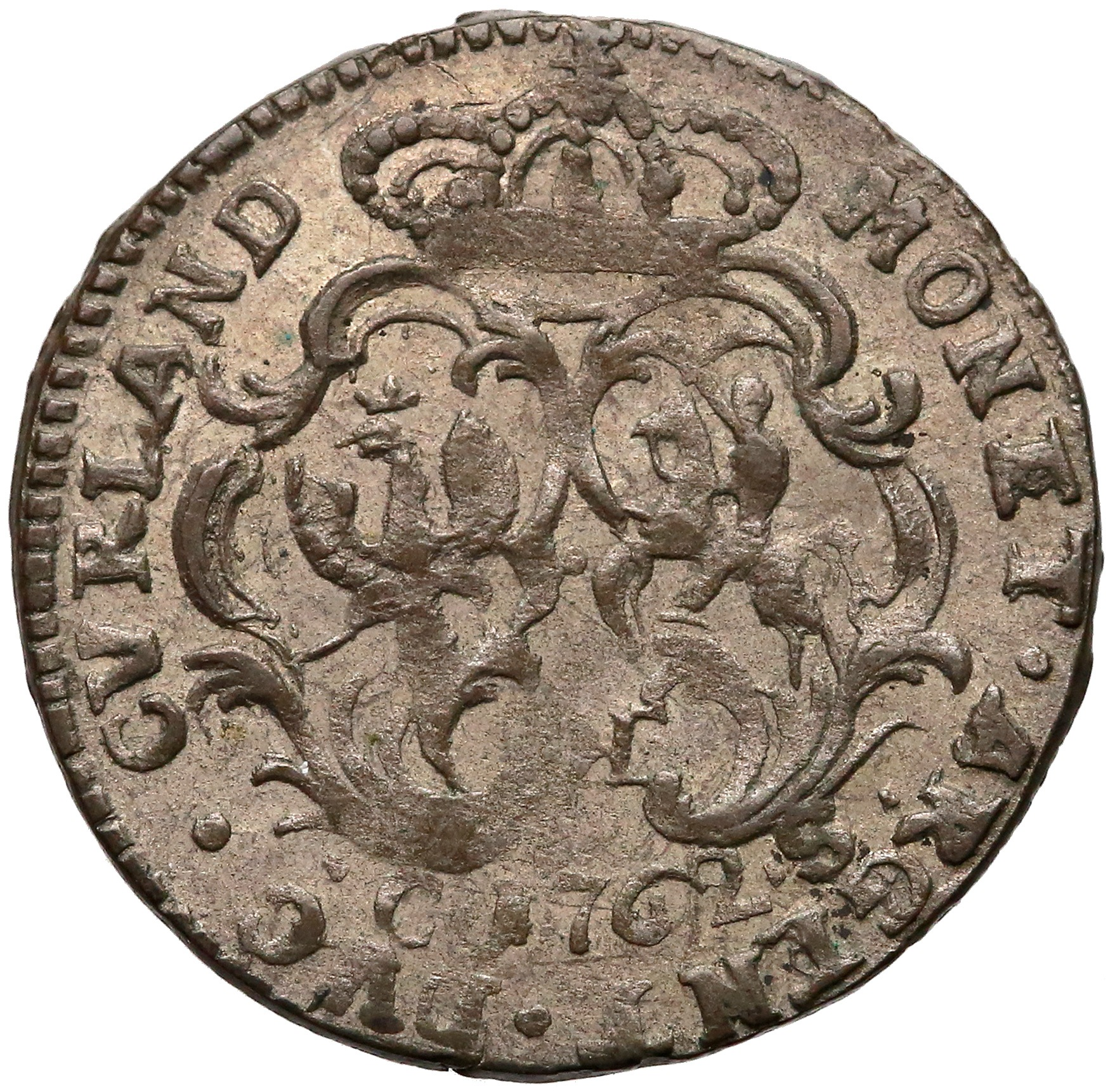
1762 CHS rewers

- szóstak[18]
  - awers: popiersie
  - rewers: dwie tarcze
  - średnica: 23–24 mm
  - rocznik: 1762 (R5)

### Ernesta Jana Birona (1763–1765)
- szeląg[18]
  - awers: popiersie w zbroi i wstędze orderowej, przedzielające otokowy napis: „D. G. ERNEST. IOH. DUX.”
  - rewers: dwie tarcze, poniżej napis: „SOLID.”, dookoła dalszy ciąg tytulatury: „IN LIV. CURL. & SEM. 1764.”
  - średnica: 16–17 mm, miedź
  - roczniki: 1764 bez znaków (R3), 1764 ICS (R3), 1764 IFS (R2)

- 1764 awers
- 1764 rewers

- grosz[18]
  - awers: popiersie
  - rewers: dwie tarcze
  - średnica: 21,5–22 mm
  - rocznik: 1763 bez znaków (R5)
- grosz

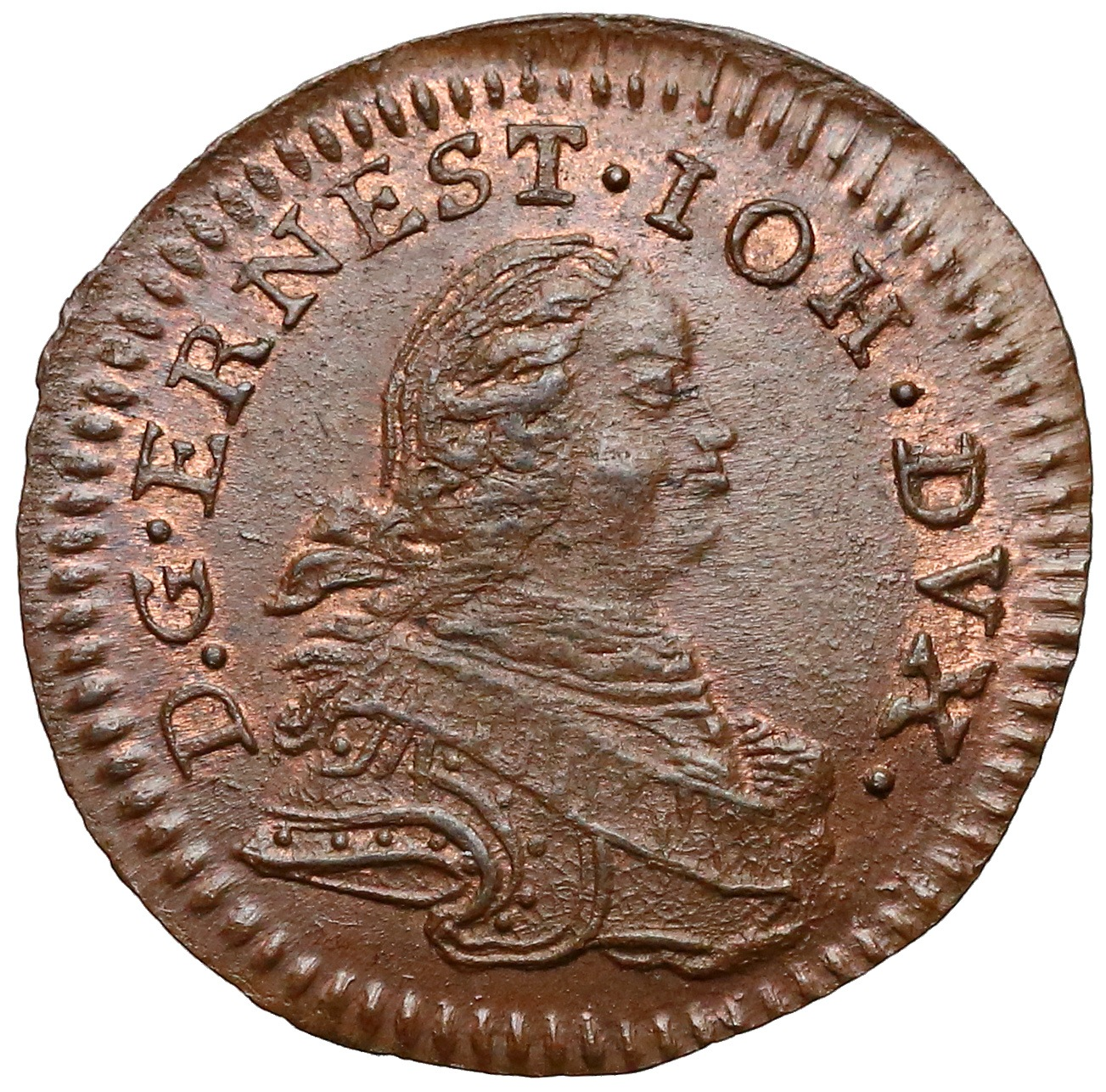
1764 awers
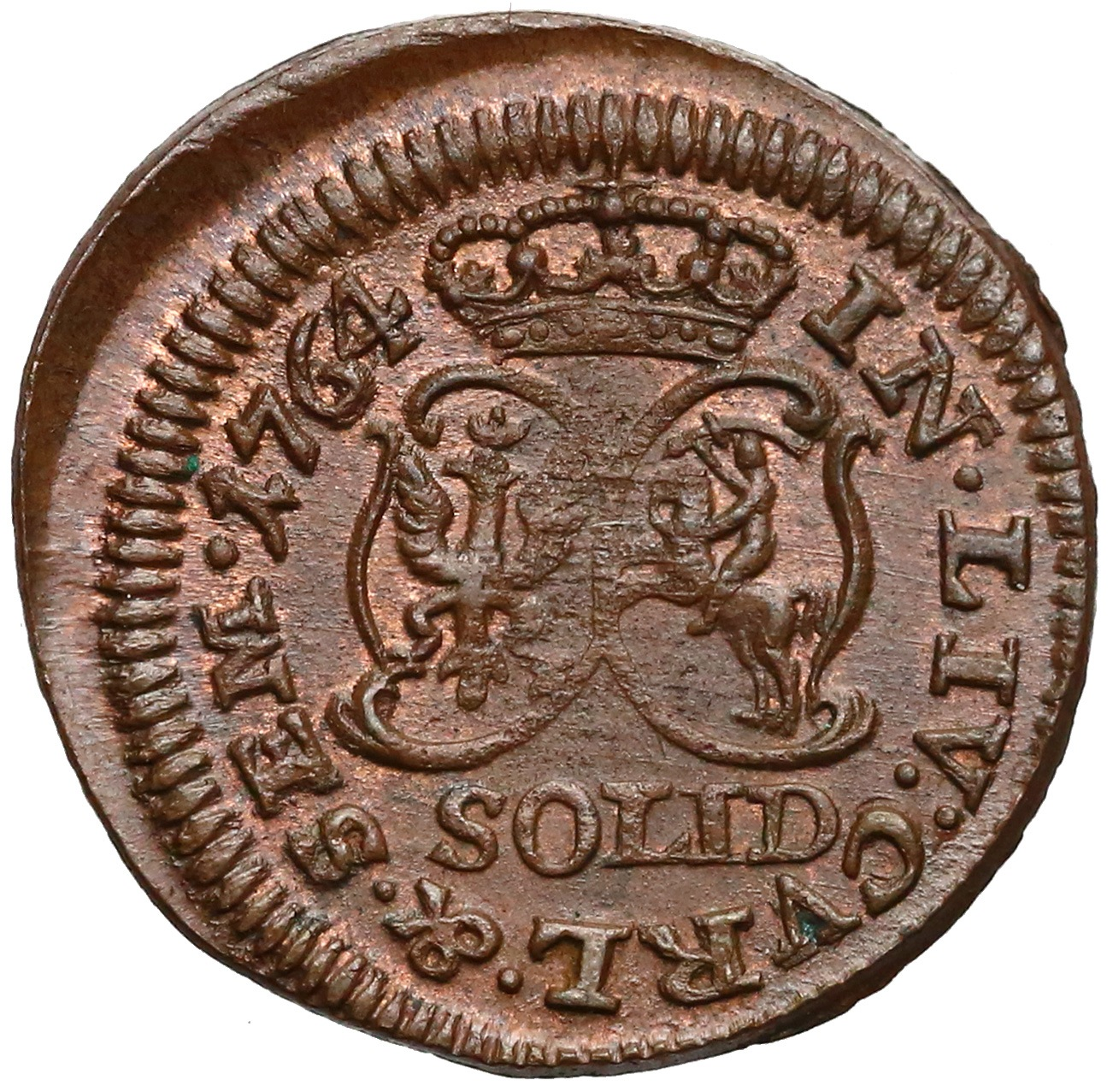
1764 rewers

  - awers: pod mitrą monogram „EJ” (od Ernestus Joannes), przedzielająca rok „1763".
  - rewers: tarcza herbowa odmiennego kształtu, dookoła napis rozdzielony: „MON. ARGENT. DUC. CURLAND.”
  - średnica: 21,5–22 mm
  - roczniki: 1763 ICS (R3), 1764 ICS (R3)

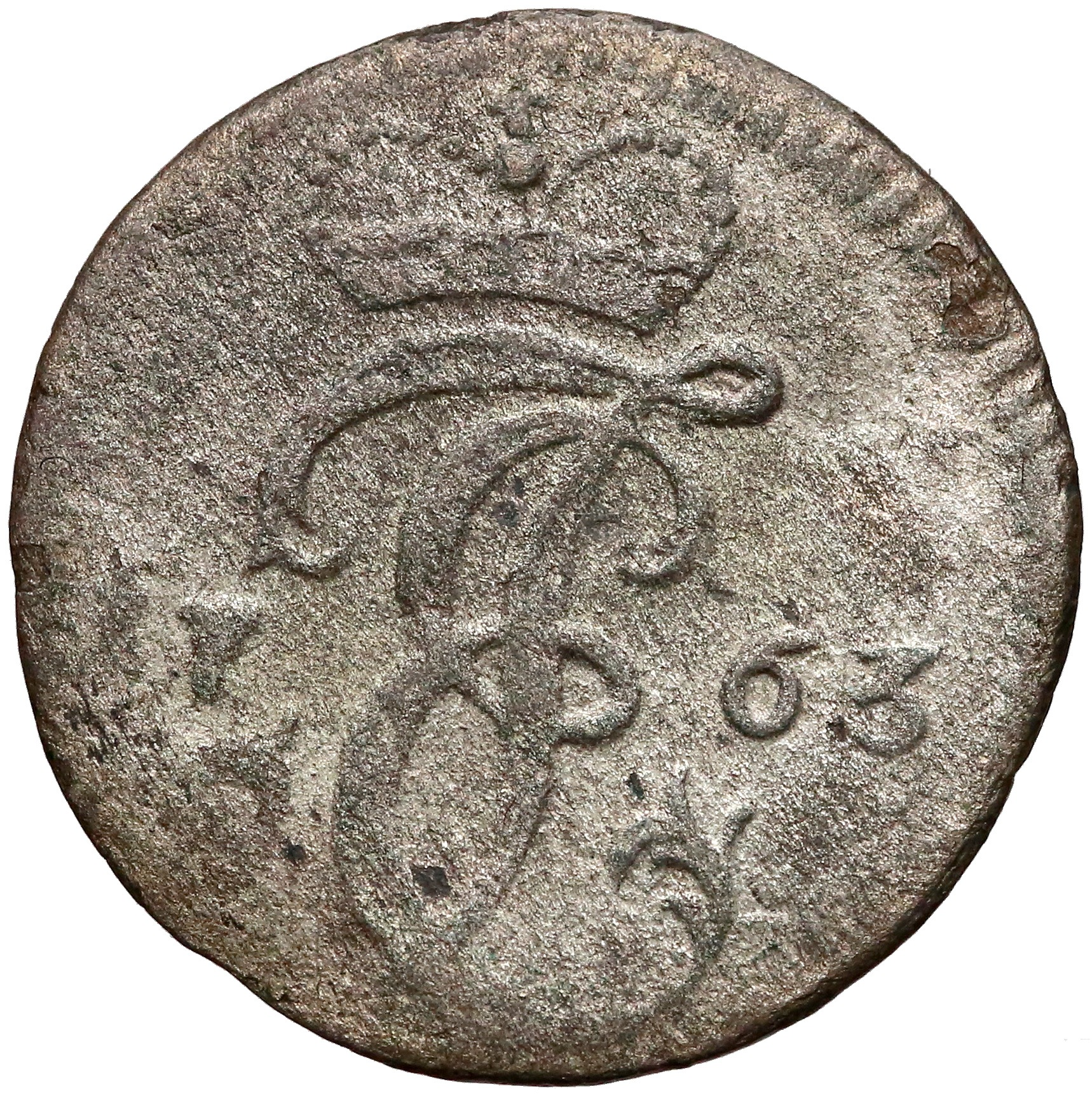
1763 monogramy awers
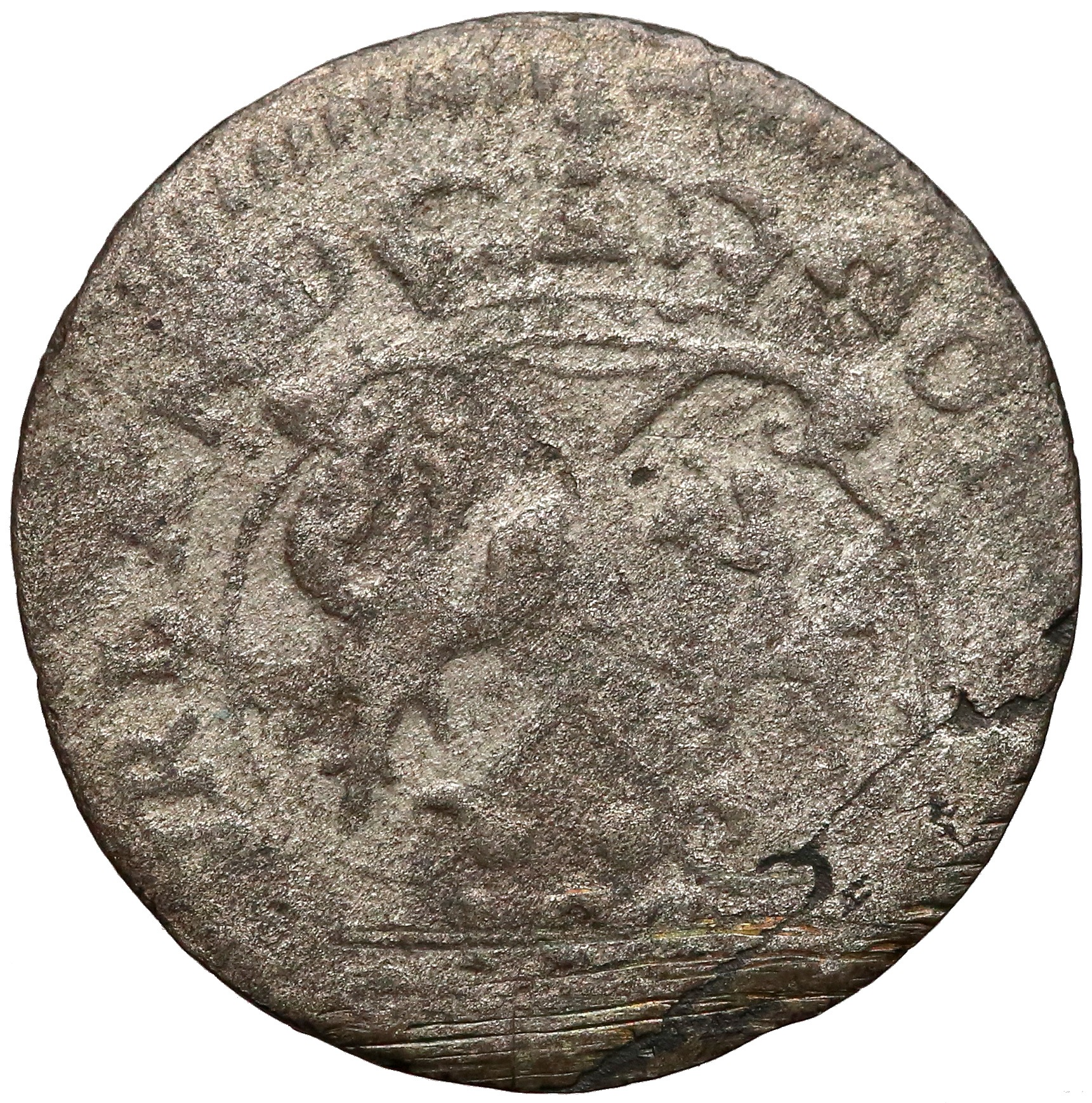
1763 monogramy rewers

- trojaki[18]
  - średnica: 20–22 mm
  - roczniki: 1764 ICS (R4), 1764 ICS/S (R4), 1764 IFS (R4), 1765 (R4)

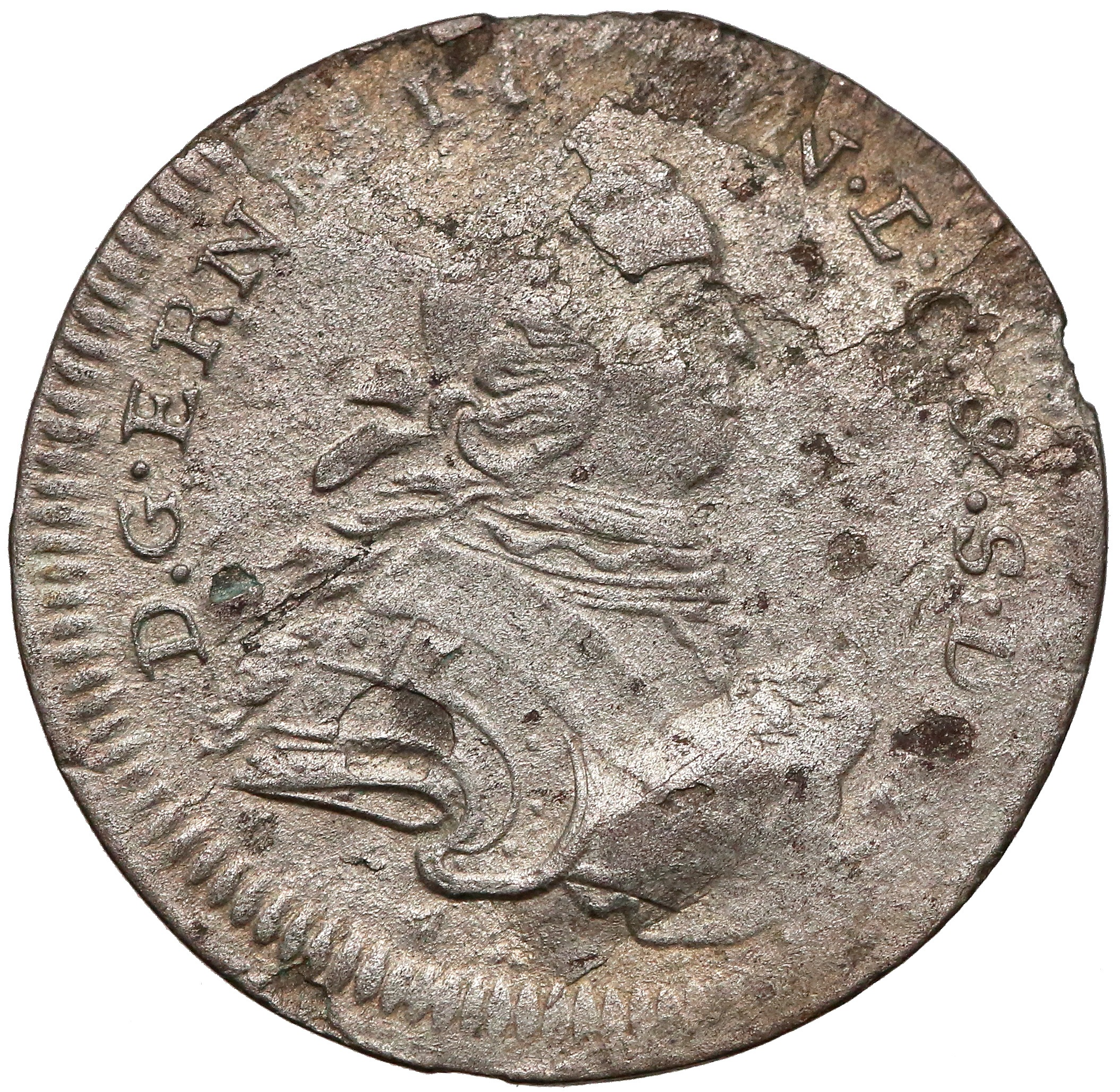
1764 ICS awers
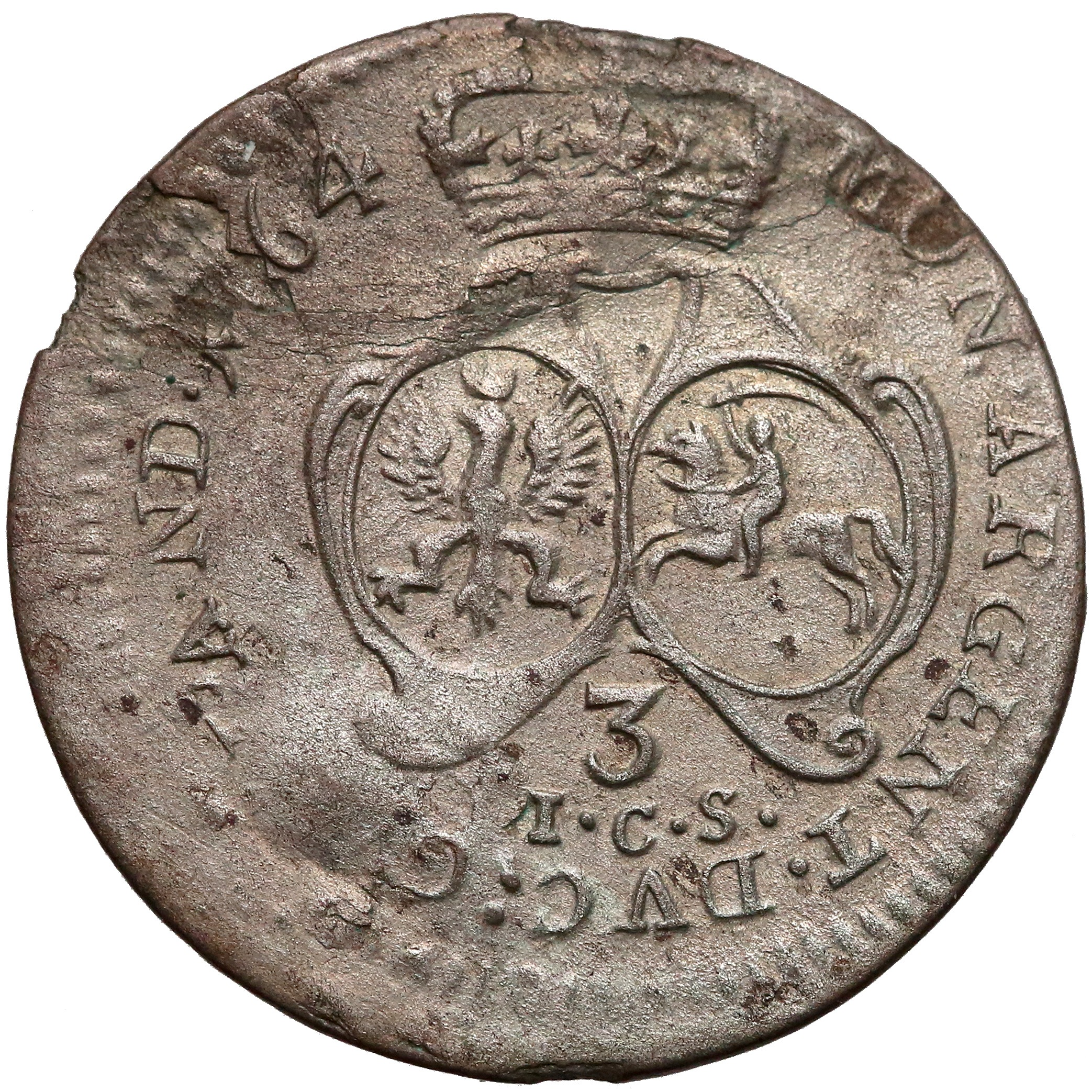
1764 ICS rewers
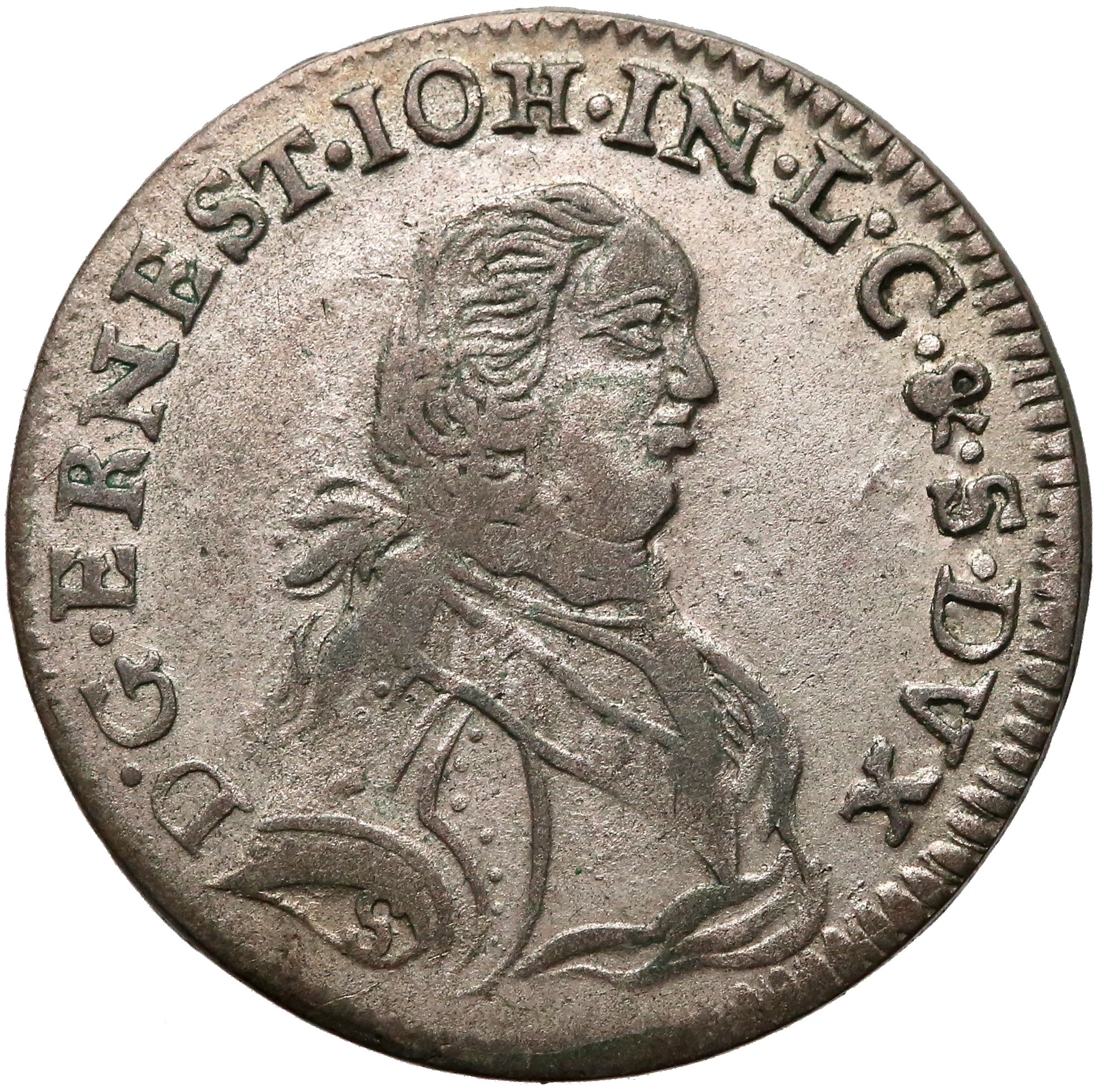
1764 S-ICS awers
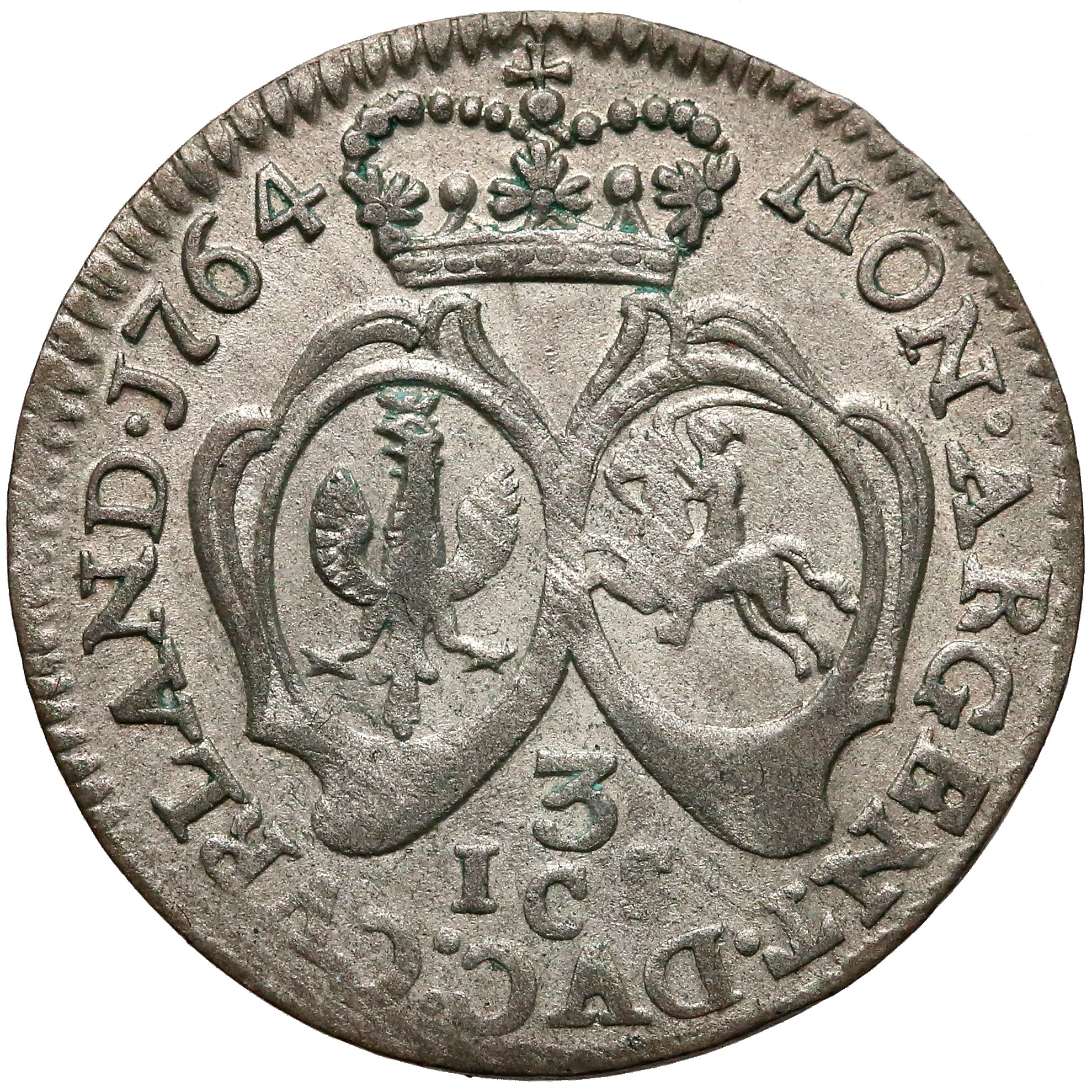
1764 S-ICS rewers
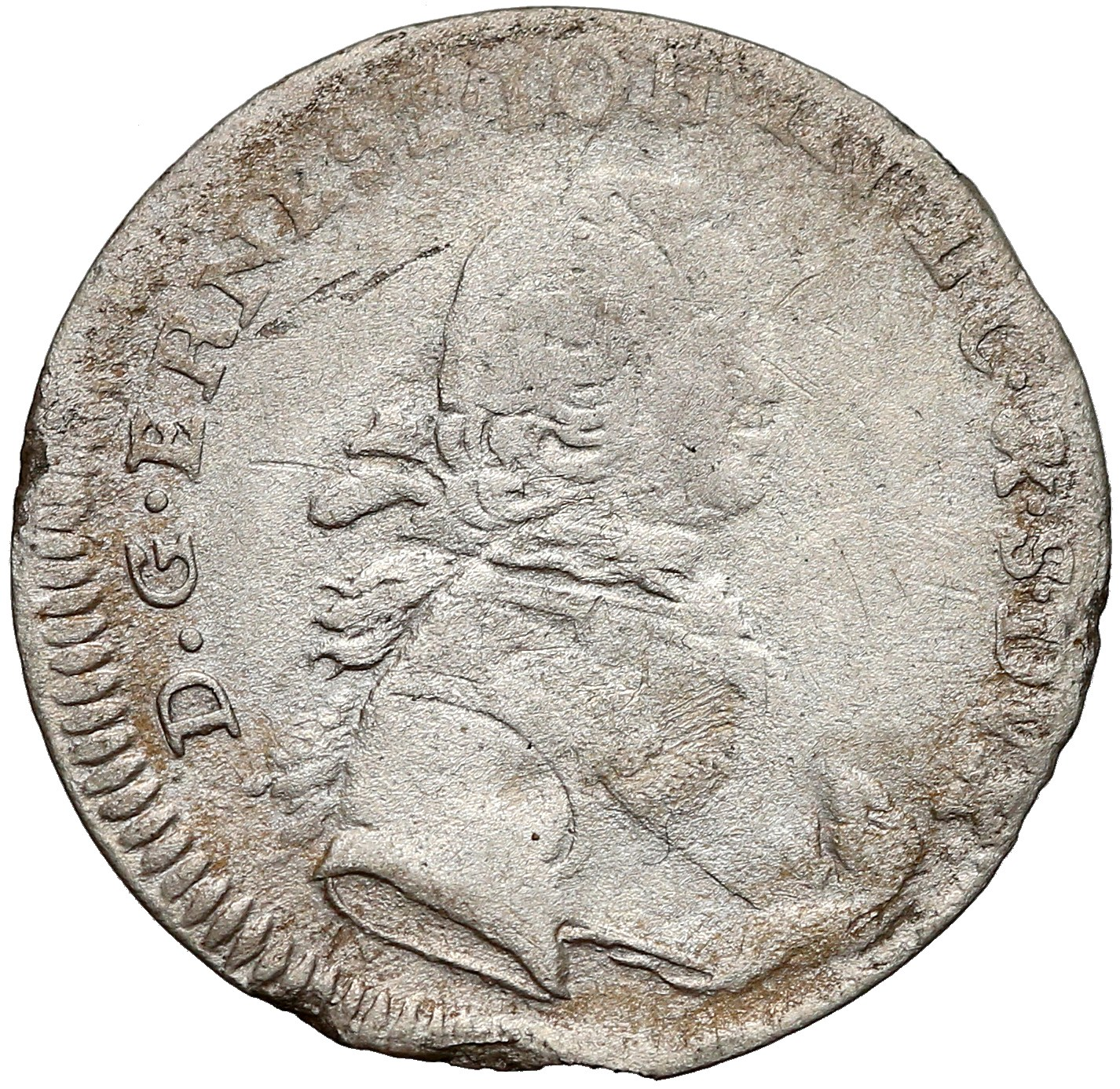
1765 IFS awers
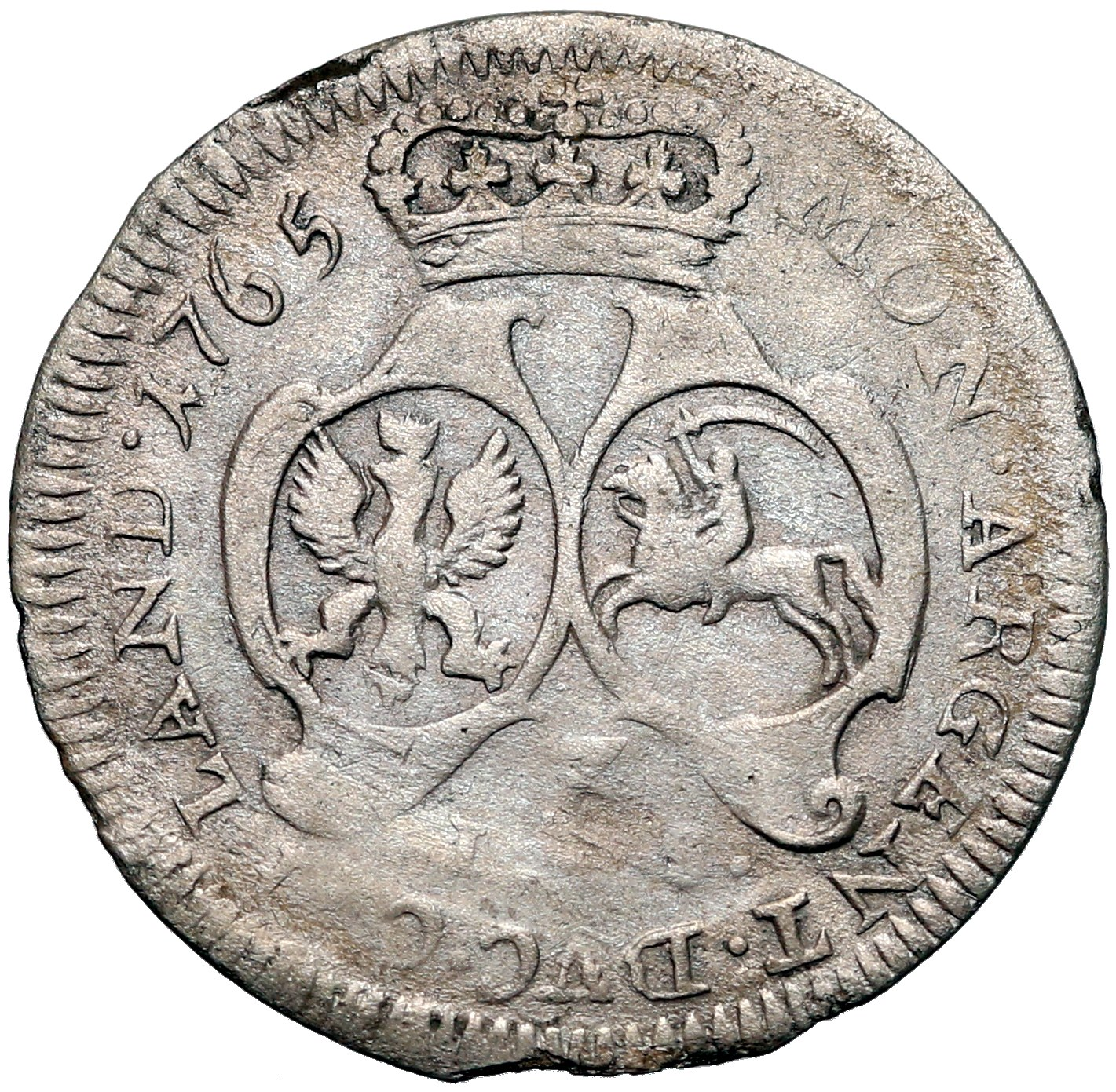
1765 IFS rewers

- szóstaki[19]
  - awers: popiersie w zbroi z wstęgą orderową, wokoło napis rozdzielony: „D. G. ERNEST. IOH. IN. LIV. CURL. &. SEM. DUX.”
  - rewers: pod mitrą dwie złączone tarcze, na jednej Orzeł, a na drugiej Pogoń, pod tarczami liczba wartości „VI”, pod nią litery mincarza J. C. S., wokoło napis rozdzielony: „MONETA ARGENT. DUC. CURLAND. 1764.”
  - średnica: 24 mm
  - roczniki: 1763 ICS (R5), 1764 ICS/S (R4), 1764 ICS/G pod ramieniem (R4), 1764 G pod popiersiem (R4), 1764 bez znaków, jednostronny awers (R8)

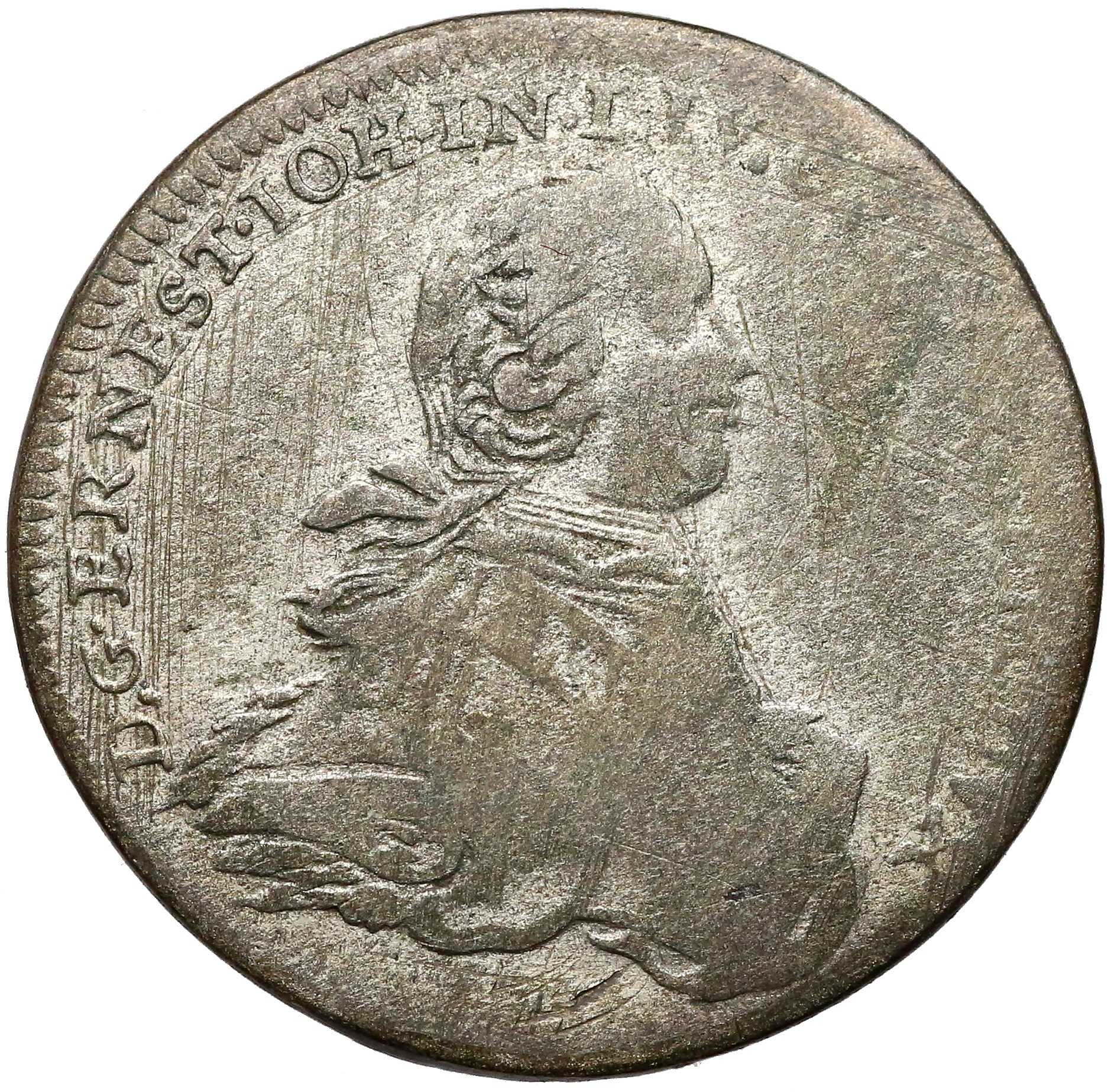
1764 awers
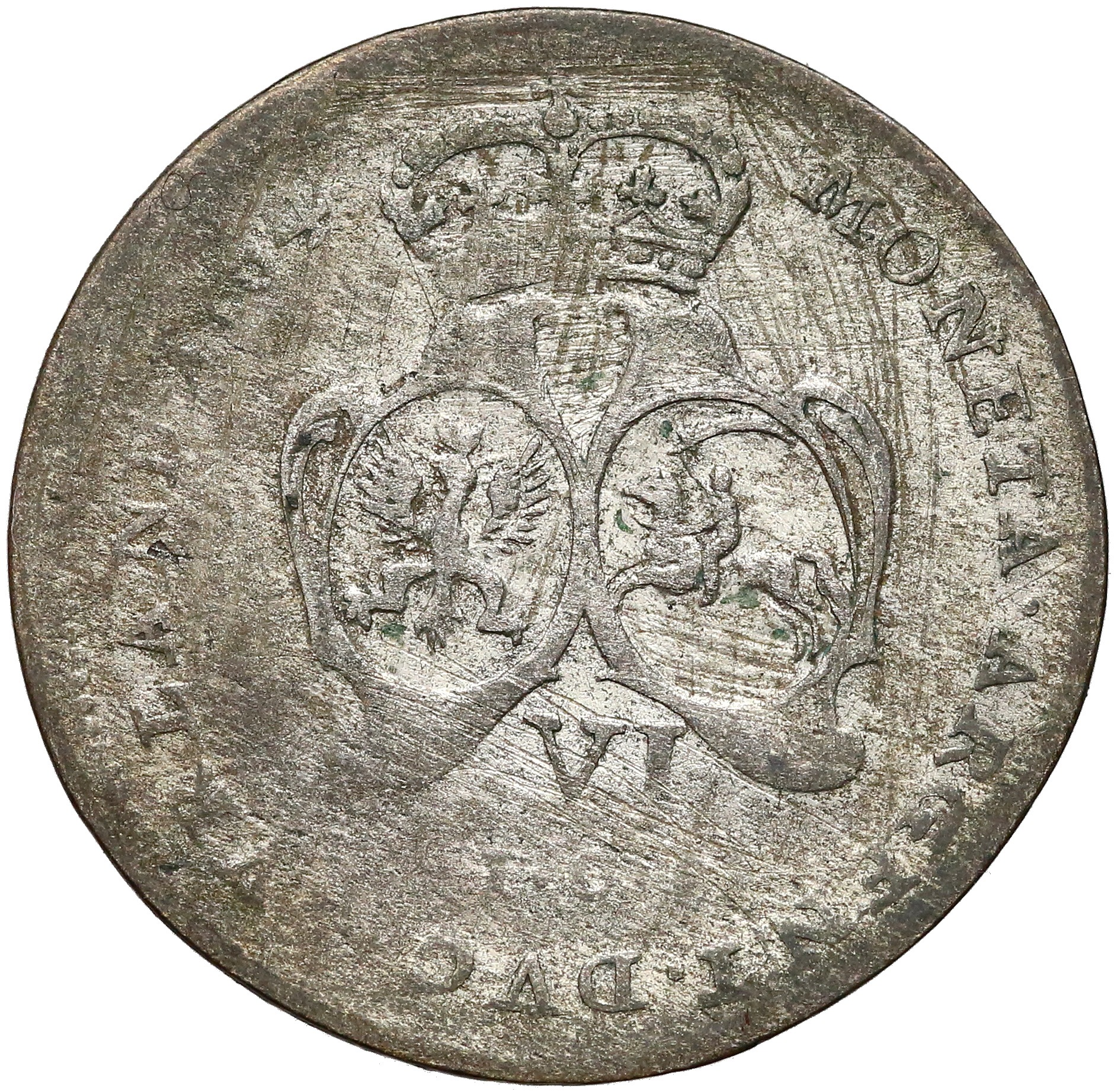
1764 rewers

- ort[19]
  - awers: popiersie
  - rewers: dwie owalne tarcze
  - średnica: 28 mm
  - roczniki: 1764 ICS/G- 18, 1764. ICS- T, jednostronny rewers (R8)
- dukat[19]
  - awers: popiersie
  - rewers: dwie tarcze
  - średnica: 21–21,5 mm
  - roczniki: 1764 ICS/G (R5), 1764 ICS/S (R6), 1764 (znana jest również odbitka w srebrze)

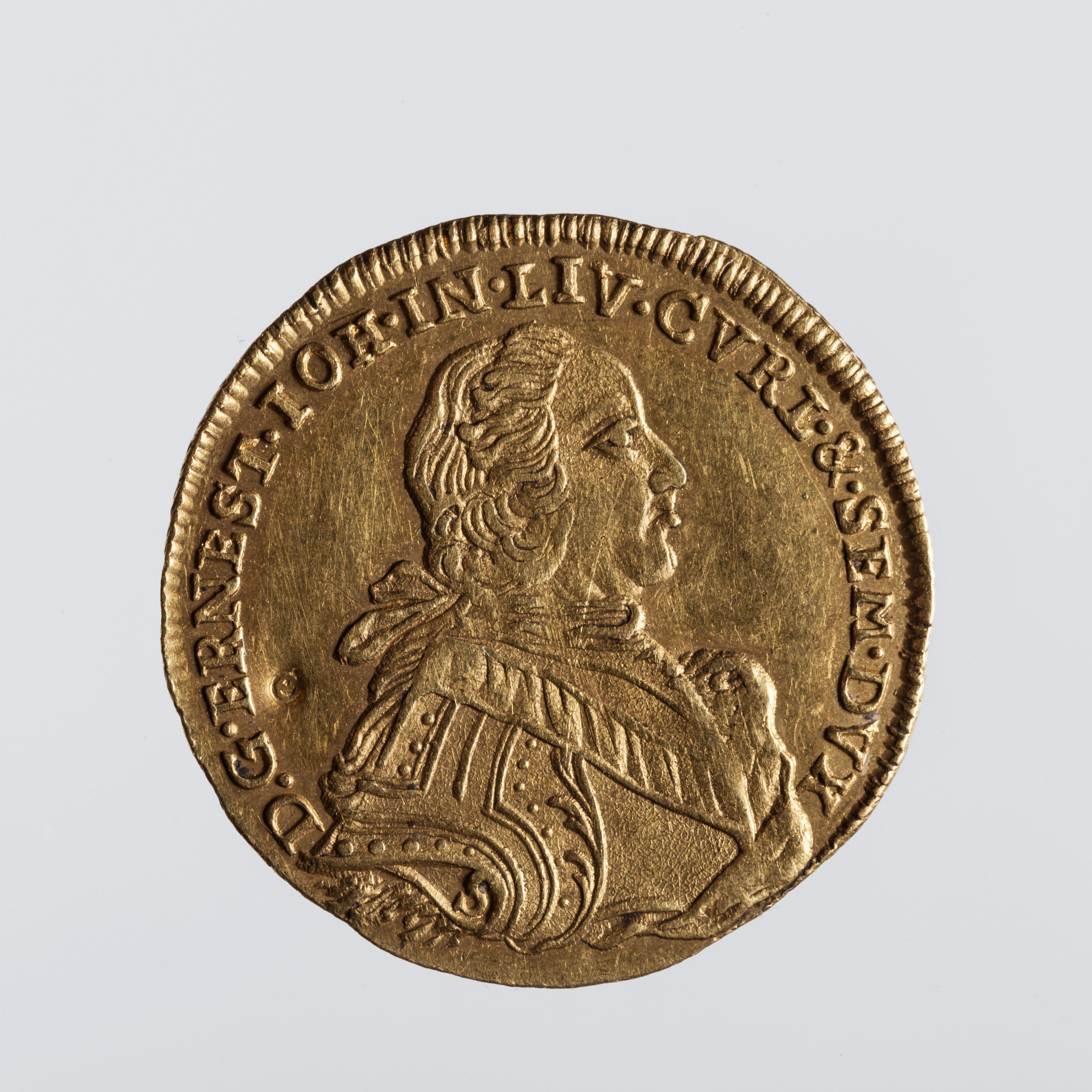
awers
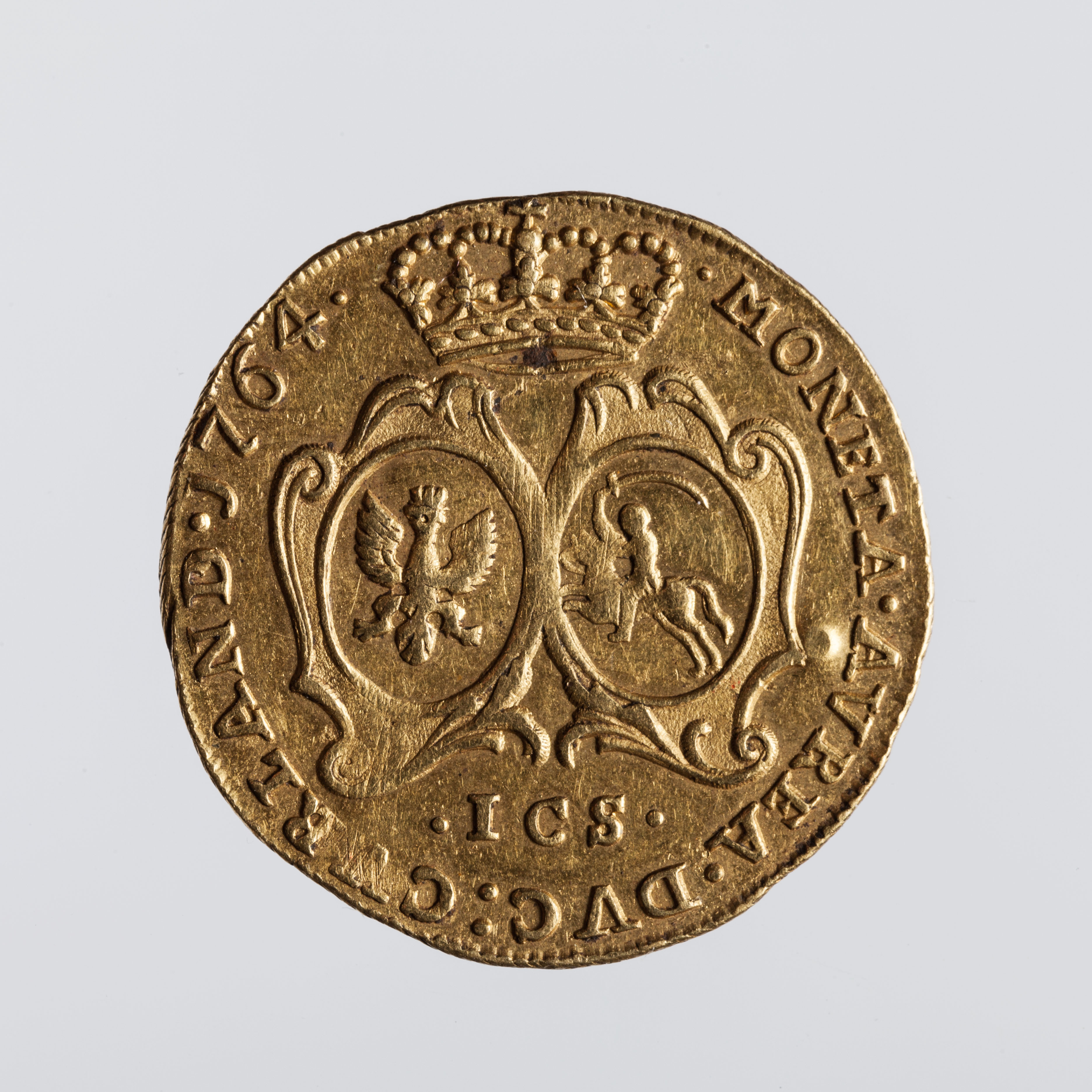
rewers

### Piotra Birona (1780)

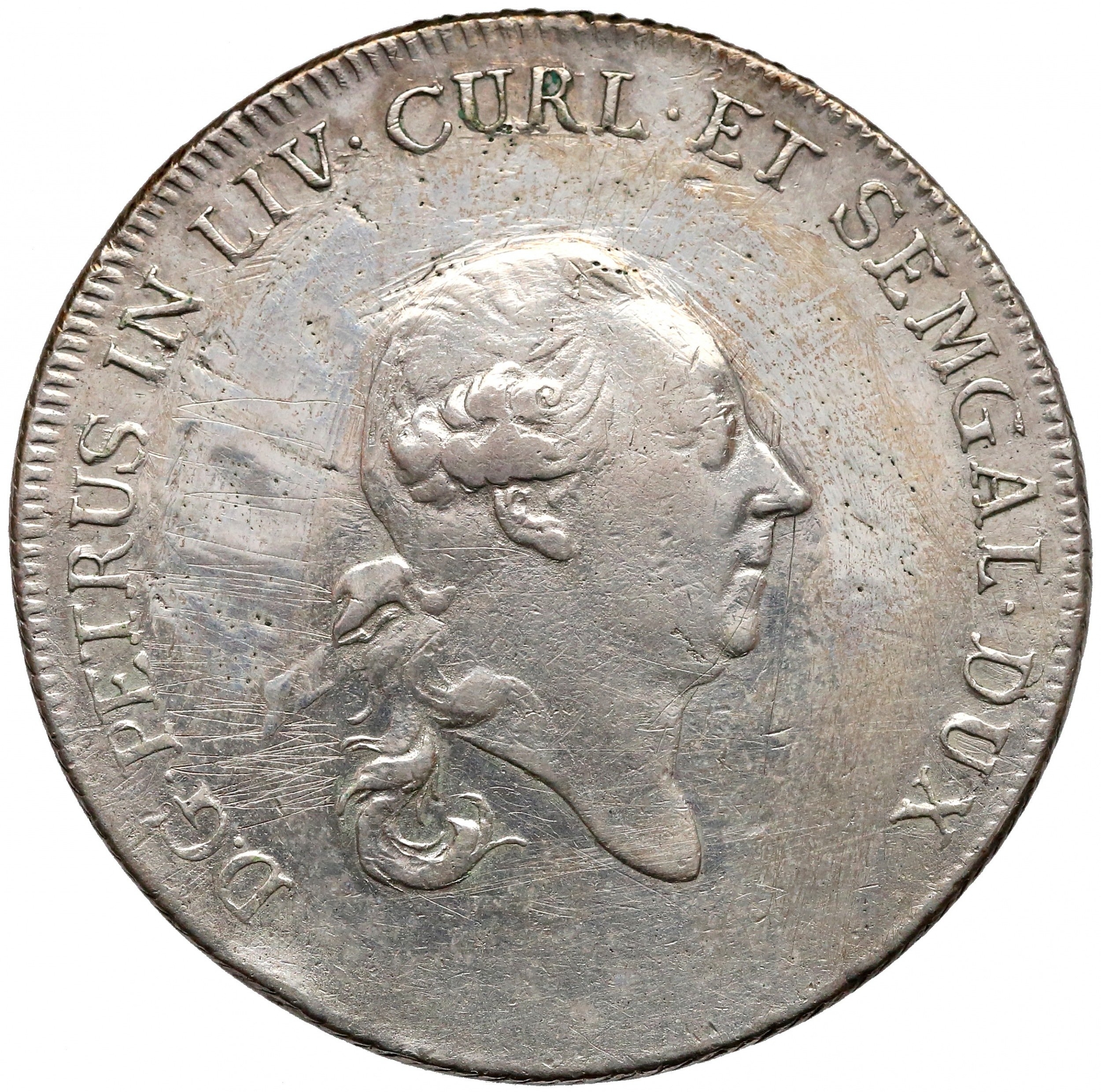
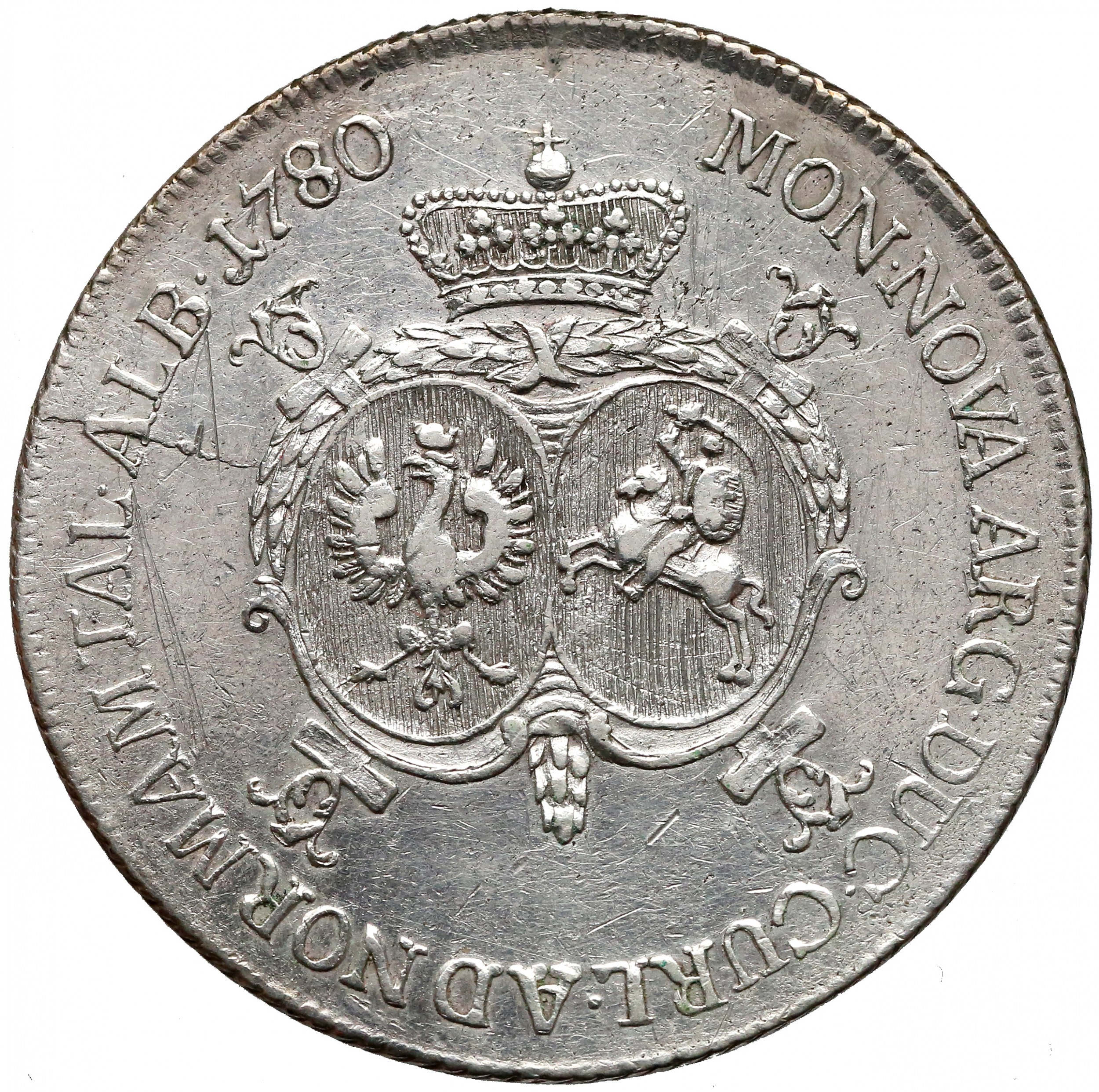

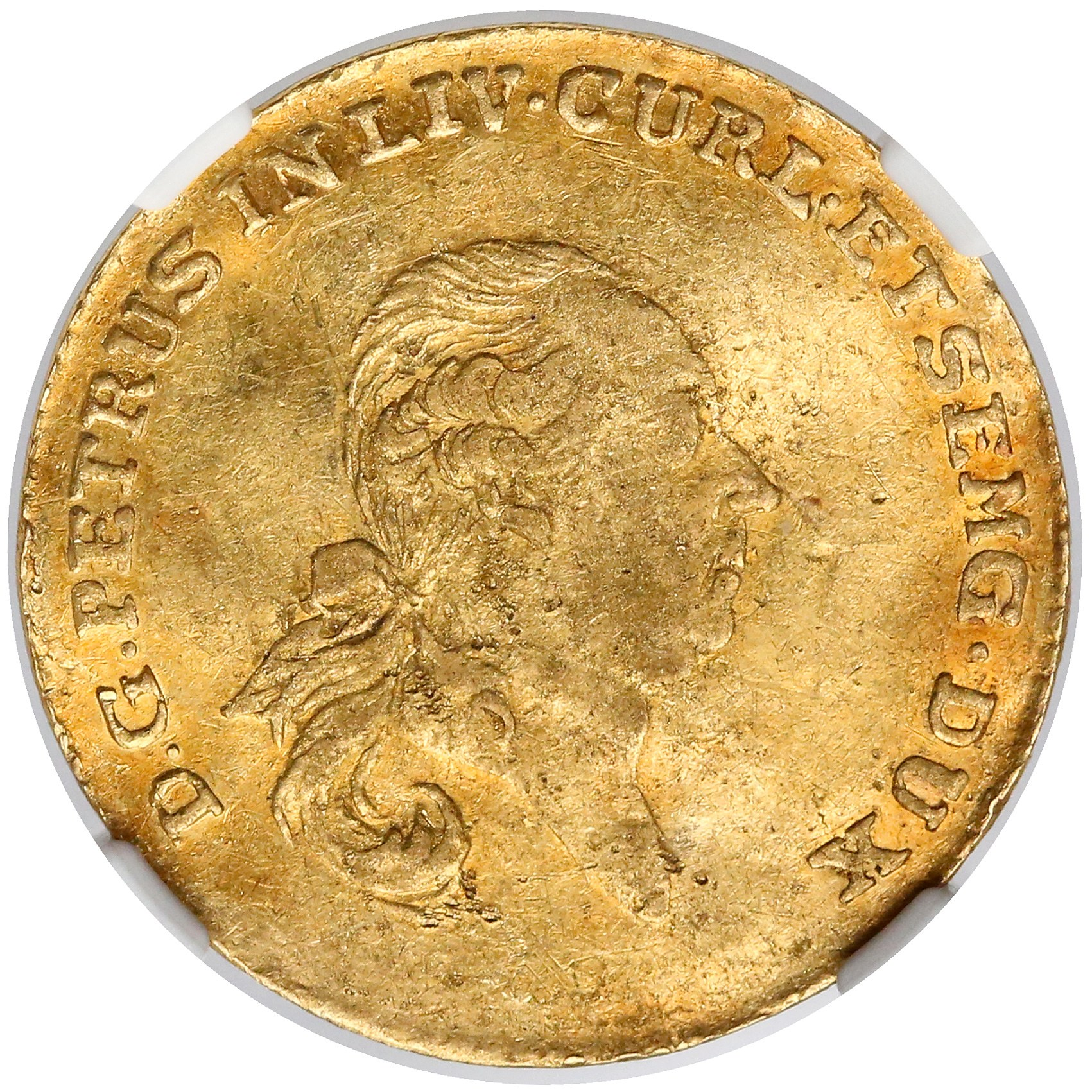
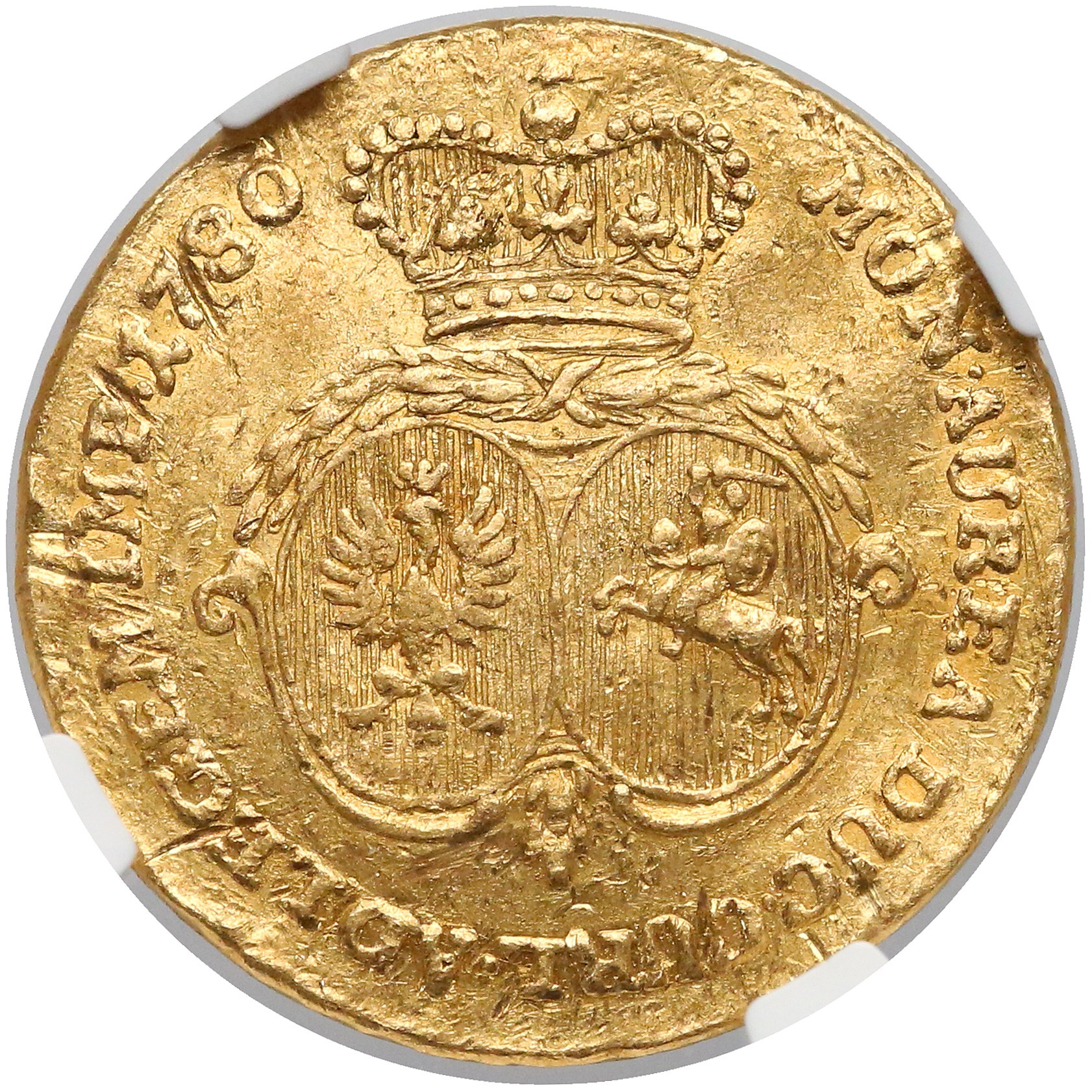

- talar[19]
  - awers: popiersie
  - rewers: dwie tarcze
  - średnica: 43 mm
  - rocznik: 1780 (R2)

- dukat[19]
  - awers: popiersie
  - rewers: dwie tarcze
  - średnica: 24 mm
  - rocznik: 1780 (R4)

## Literatura
- Kazimierz Władysław Stężyński-Bendtke, Numismatyka Krajowa, Warszawa, 1839
- Kazimierz Stronczyźski, Dawne Monety Polskie, Piotrków, 1885
- Andrzej Mikołajczyk, Monety stare i nowe, Arkady, Warszawa, 1988

Artykuł został wydzielony z pierwotnego: „Monety polskie Księstwa Kurlandii i Semigalii”, ze względu na błędne połączenie, z punktu widzenia numizmatyki, monet emitowanych przez księcia lennego Rzeczypospolitej oraz monet emitowanych przez króla polskiego i wielkiego księcia litewskiego dla ziem bezpośrednio należących (kondominium) do Rzeczypospolitej Obojga Narodów.
Tekst pierwotny artykułu bazował na źródłach pochodzących z początków XIX w. Język dostosowano do XXI w. standardów. Merytorycznego rozszerzenia dokonano na podstawie XX w. źródeł.